# Bács-Kiskun vármegye
Koordináták: é. sz. 46° 31′ 10″, k. h. 19° 26′ 46″46.519444°N 19.446111°E
Bács-Kiskun vármegye, 1950 és 2022 között Bács-Kiskun megye (németül: Komitat Batsch-Kleinkumanien, latinul: Comitatus Bachiensis et Cumania Minor) közigazgatási egység Magyarországon, az Alföldön, a Dél-Alföld régióban, a Duna–Tisza közén. 8444,81 km2-es területével hazánk legnagyobb vármegyéje, ezzel Magyarország teljes területének mintegy 9,07%-át adja. Illetve közel 495 ezer fős lakosságával az 5. legnépesebb vármegyénk, ezzel hazánk népességének 5,15%-ával rendelkezik, népsűrűsége jóval az országos átlag alatt van.
Északról Pest vármegye, keletről Jász-Nagykun-Szolnok vármegye és Csongrád-Csanád vármegye, délről Szerbia és Horvátország, nyugatról pedig Baranya vármegye, Tolna vármegye és Fejér vármegye határolja. Székhelye az országos szinten nyolcadik és a regionális szinten második helyen álló legnépesebb település, "a hírös város", Kecskemét, ahol a vármegye népességének mintegy 22%-a él, míg második legnépesebb települése "A halászlé fővárosa", Baja. A vármegye ismert többek közt jellegzetes tájairól (Kiskunság, Illancs, Dunamellék), gasztronómiájáról (bajai halászlé, kalocsai paprika) és nevezetes városairól, mint például az imént említett Kecskemét, Baja és Kalocsa. Egyaránt érinti a Duna és a Tisza is.
Felszíne túlnyomórészt síkság, legnagyobb része a Kiskunság, melyet homokos puszták, szikes területek és löszhátak jellemeznek. Az alföldi éghajlat következtében a megye száraz, meleg nyarakkal és hideg telekkel rendelkezik. A Duna és a Tisza határolja, melyek jelentős szerepet játszanak az öntözésben és a mezőgazdaságban. Fő vízfolyása még a Kiskunsági-főcsatorna. A vármegye gazdasága erősen támaszkodik a mezőgazdaságra, különösen a gabonatermesztésre, gyümölcs- és szőlőkultúrára. A Kiskunsági Nemzeti Park értékes természeti kincseket, például homokdűnéket és ritka növény- és állatfajokat őriz.
A jelenlegi modern vármegyeszerkezet a sok évszázadon keresztül megőrződött középkori vármegyerendszeren alapul, ugyanakkor a hódoltság időszaka, majd az első világháborút lezáró trianoni békeszerződés, végül pedig a Rákosi-féle kommunista rendszer alakította a mai formájára. Az 1938 előtt fennálló Bács-Bodrog vármegye északi és Pest-Pilis-Solt-Kiskun vármegye déli részéből született meg a második világháborút és az 1950-es megyerendezést követően. A Bács az azonos nevű, jelenleg a Vajdaságban elhelyezkedő Bács városra utal, míg a Kiskun a Kiskunság vidékének magyar becézése.
A Duna–Tisza köze már a neolitikum óta lakott. A honfoglalás idején Tas, Solt és Fajsz Árpád-nemzetségbeli központok voltak itt, majd IV. Béla a kunokat telepítette le a tatárjárás után. A török hódoltság idején Kecskemét és más városok szultáni fennhatóság alá kerültek, majd a felszabadulás után a népesség pótlására szerbeket és németeket is betelepítettek. A 18–19. században a települések fejlődtek, városi arculatuk kialakult, a 20. században pedig Baja és Kecskemét központi szerepet kapott, míg az 1950-es megyerendezés során Kecskemét lett a megyeszékhely.

## Nevének eredete
A vármegye neve két korábbi vármegye, Bács-Bodrog és Pest-Pilis-Solt-Kiskun egyesítéséből származik, amely 1950-ben történt.
- A "Bács" név a mai Bácsalmás környékén található Bács településre utal, amely a középkorban jelentős szerepet játszott. A Bács településnév eredete nem teljesen tisztázott, és több lehetséges magyarázat is létezik. Egyes források szerint a név egy személynévből származik, amely a régi magyar nyelvben is előfordult. Más elméletek szerint a név a "bácsa" szóból ered, amely az ótörök "baya" méltóságnévből alakult ki, és később személynévvé vált. Továbbá, a "bács" szó a régi magyar nyelvben templommal rendelkező települést is jelenthetett.[2][3]
- A "Kiskun" elnevezés a Kiskunság területére vonatkozik, amely a kunok betelepülésével vált ismertté. A kunok egy török eredetű nomád népcsoport voltak, akik a 13. században telepedtek le a Magyar Királyság területén, és jelentős hatást gyakoroltak a régió kultúrájára és földrajzi elnevezéseire.[4][5]

## Címer
|  | - A bal oldalon Szent Pál apostol alakja látható, mezítláb, szakállal és hosszú hajjal, jobb kezében ezüst karddal, a balján egy könyv, mind ez kék alapon; az egykori Bács, majd Bács-Bodrog vármegye címerét jelentette. - A jobb oldali címerben egy vitéz lovag látható aranycsizmában és kesztyűben. Jobb kezében ezüst kardot tartva, bal kezét csípőjére támasztva; az egykori Pest-Pilis-Solt-Kiskun vármegyét jelentette. - A váltakozó ezüst-kék hullámok a megye két folyó (Duna és Tisza) közötti elhelyezkedésére utalnak. |

## Földrajz

### Geológia
Bács-Kiskun vármegye Magyarország legnagyobb területű megyéje, amely a Duna–Tisza közén helyezkedik el. Geológiai szempontból a megye területe a Pannon-medence része, amelyet vastag üledékes rétegek jellemeznek.
A megye alatt található kőzetek jelentős része a neogén korban, mintegy 23–2,6 millió évvel ezelőtt rakódott le. Ezek az üledékes rétegek, mint például a homok, agyag és lösz, több száz méter vastagságot is elérhetnek. A felszínen gyakran találkozhatunk löszös talajjal, amely kedvező a mezőgazdasági művelés számára.
A Kárpát-medence sajátossága az igen magas geotermikus gradiens, amely átlagosan 5 °C/100 m értékkel bír, szemben a világátlag 3 °C/100 m-rel. Az Alföldön, így Bács-Kiskun vármegyében is, ez az érték még magasabb, elérheti a 6–7 °C/100 m-t. Ez azt jelenti, hogy a föld hőmérséklete gyorsabban emelkedik a mélységgel, ami jelentős geotermikus energia potenciált jelent a térség számára.
A megye területén található porózus kőzetrétegek jelentős termálvíz-készletet rejtenek. Ezek a termálvizek nemcsak energetikai célokra használhatók fel, hanem alapját képezik a helyi gyógy- és termálfürdőknek is, hozzájárulva a turizmus és az egészségturizmus fejlődéséhez. A megye földtani adottságai közé tartozik a viszonylag vékony kontinentális kőzetlemez, amely mindössze 24–26 km vastag, szemben a világátlag 35–40 km-rel. Ez a vékonyabb kőzetlemez is hozzájárul a magas geotermikus gradienshez és a termálvíz-készletek kialakulásához.
A megye területén található különböző földtani képződmények és ásványi anyagok fontos szerepet játszanak a helyi iparban és gazdaságban. Azonban a természeti erőforrások fenntartható hasznosítása és a környezetvédelem kiemelt jelentőségű a jövőbeni fejlesztések során.

### Domborzat
A vármegye földrajzilag három tájegységre különíthető el: a Duna-menti síkságra, a Duna–Tisza közének homokhátságára és a Bácskai-síkvidékre. Csak kis területtel ugyan, de Tiszakécske környékén a Közép-Tisza-vidék tájegysége is benyúlik. A vármegye területe sík vidék, legalacsonyabb és legmagasabb pontja közt mindössze 80 méter a különbség. A vármegye legmagasabb pontja a Rém és Csávoly közelében levő Ólom-hegy (174 m), legalacsonyabb pontja Kalocsa (94 m). A domborzati különbségek csekély volta miatt a vármegye területe alapvetően síkvidéki jellegű, ami kedvez a mezőgazdasági tevékenységeknek és a közlekedési infrastruktúra kialakításának.
A Duna-menti síkság a vármegye nyugati részén húzódik, a Duna folyó mentén. Ez a terület alacsony fekvésű, sík vidék, amelyet a folyó áradásai alakítottak ki az idők során. A termékeny öntéstalajok kedvezőek a mezőgazdaság számára, különösen a szántóföldi növénytermesztés és a kertészet számára. A Duna közelsége nemcsak a talajadottságokra van hatással, hanem jelentős szerepet játszik a helyi mikroklíma kialakításában is.
A Duna–Tisza köze homokhátsága a vármegye középső részén található, és jellemzője a homokos talaj és a dűnés felszín. Ez a terület a Kiskunság része, ahol a szél által formált homokbuckák és a közöttük elterülő laposabb részek váltakoznak. A homokhátság vízháztartása sajátos, mivel a homokos talajok gyorsan elnyelik a csapadékot, ami mélyebb rétegekbe szivárog, így a felszíni vizek ritkák. Ez a körülmény kihívást jelent a mezőgazdaság számára, de egyben lehetőséget is teremt a speciális növénykultúrák, például a szőlő és a gyümölcsök termesztésére.
A Bácskai-síkvidék a vármegye déli részén terül el, és jellemzője a vastag löszréteg, amely termékeny talajokat eredményez. Ez a terület enyhén hullámos felszínű, és kiválóan alkalmas a gabonafélék és más szántóföldi növények termesztésére. A löszhátak kialakulása a pleisztocén kori szél által szállított por lerakódásának eredménye, amely vastag, homogén üledékrétegeket hozott létre. A löszös talajok jó víz- és tápanyagtartó képességgel rendelkeznek, ami hozzájárul a magas mezőgazdasági terméshozamokhoz.
Tiszakécske környékén a Közép-Tisza-vidék tájegysége is benyúlik a vármegye területére. Ez a terület a Tisza folyó mentén helyezkedik el, és jellemzője a folyó által kialakított árterek és hullámterek mozaikos tájszerkezete. A rendszeres áradások és a folyó dinamikus mederváltozásai alakították ki a terület sajátos domborzatát és talajadottságait. Az ártéri rétek és ligeterdők mellett a terület jelentős része mezőgazdasági művelés alatt áll, kihasználva a folyó által lerakott termékeny üledékeket.

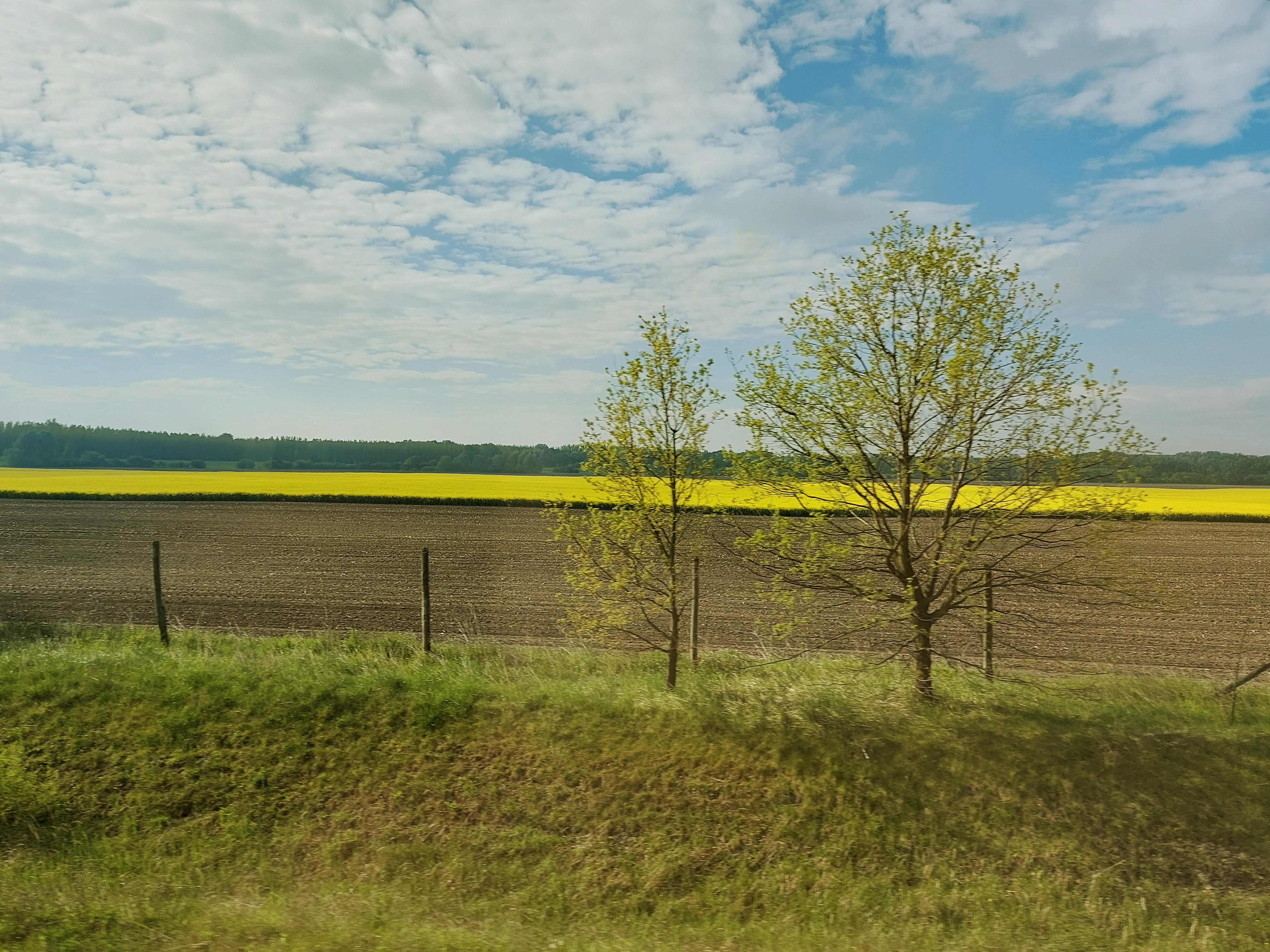
Bakodpuszta, Kalocsa térségében
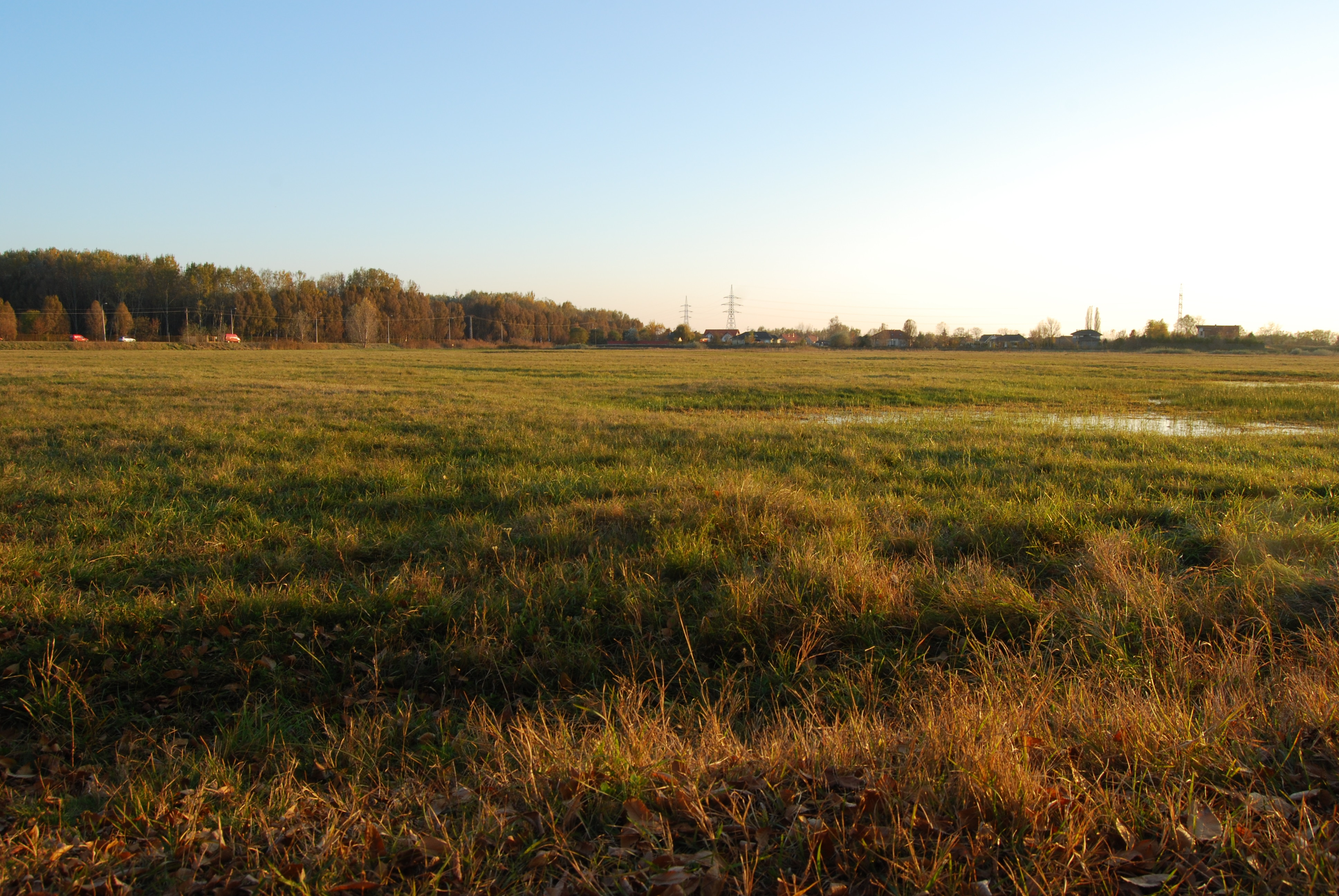
A Kecskemét melletti Kápolna-rét
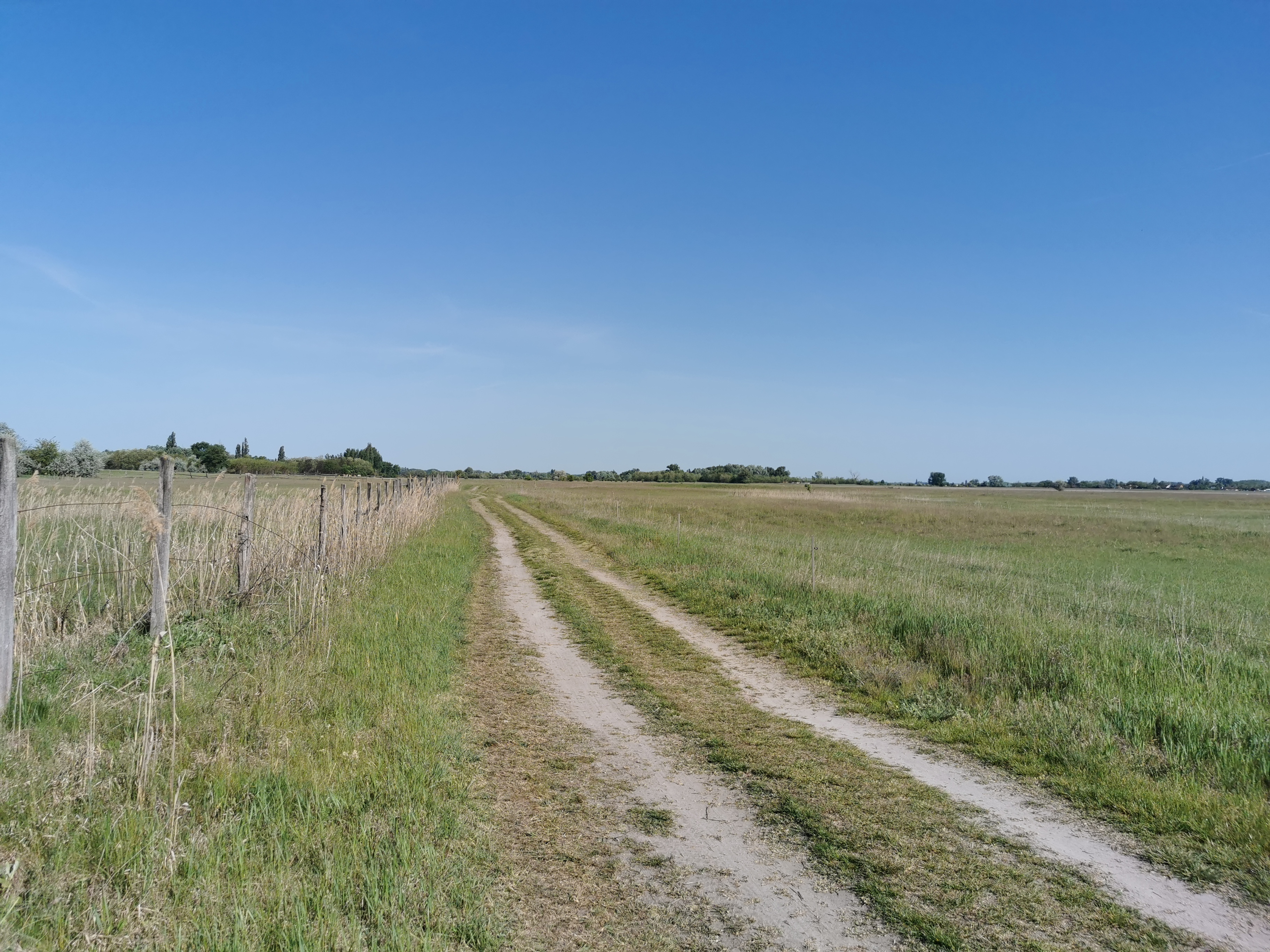
A Szórád dűlő, Lajosmizse térségében

### Éghajlat
Bács-Kiskun éghajlata kontinentális jellegű, amelyet forró nyarak és időnként szélsőségesen hideg telek jellemeznek. Az évi középhőmérséklet északon 10–10,5 °C, délen pedig 10,5–11 °C között alakul. A napsütéses órák száma az országos átlaghoz képest magas; a vármegye az ország legnapfényesebb területei közé tartozik. Az ország napfényben leggazdagabb területe a Baja–Kiskunmajsa–Kecskemét–Solt négyszögre tehető, ahol az évi napsütéses órák száma 2050–2100 között van. Ennek köszönhetően a tavasz korán beköszönt, ami kedvez a mezőgazdasági tevékenységeknek és a növénytermesztésnek.
A csapadék mennyisége viszonylag kevés; az évi csapadék mennyisége 500–580 mm között mozog. A csapadékos napok száma 83–90 között alakul, bár egyes években ennél is kevesebb lehet. Az alacsony páratartalom miatt gyakran jelentkezik talaj- és légköri aszály, ami szükségessé teszi a térség vízpótlását.
A homokos talajok sajátos mikroklímát teremtenek, amely befolyásolja a hőérzetet. A homokon a hőérzet eltérő lehet; hidegebbnek vagy melegebbnek érezzük a levegő hőmérsékletét a valóságosnál. Ez a jelenség a talaj hővezető képességével és a felszín sugárzási tulajdonságaival magyarázható. Az éghajlatváltozás hatásai már érezhetők a megyében. A 20. század elejéhez képest az évi középhőmérséklet körülbelül 1,5 °C-kal emelkedett, ami meghaladja a globális átlagot. Ennek következményei közé tartoznak a gyakoribb hőhullámok, aszályok, valamint az özönvízszerű esőzések és viharok.
A megye éghajlati adottságai jelentős hatással vannak a mezőgazdaságra és a mindennapi életre. A magas napsütéses órák száma kedvez a napfényigényes növények termesztésének, míg a csapadékhiány és az aszályok kihívást jelentenek a vízgazdálkodásban. Az éghajlatváltozás fokozódó hatásai miatt egyre fontosabbá válik a fenntartható gazdálkodási gyakorlatok és az alkalmazkodási stratégiák kidolgozása a térségben.

### Vízrajz
A vármegye felszíne vízrajzi szempontból igen változatos. A terület két nagy folyóvize a Duna és a Tisza, amelyek meghatározó szerepet játszanak a megye vízhálózatában és ökológiájában.
A Duna 123 kilométer hosszan kanyarog a megye nyugati határán, jelentős vízi útvonalat és természetes határt képezve. A folyó mentén található árterek és hullámterek gazdag élővilágnak adnak otthont, és fontos szerepet játszanak az árvízvédelemben. A Duna közelsége kedvez a mezőgazdaságnak is, mivel a folyó által szállított hordalék termékeny talajokat hoz létre a környező területeken.
A megye keleti részén a Tisza folyó halad át, amely szintén jelentős hatással van a térség vízrajzára. A Tisza menti területek gyakran ki vannak téve az áradásoknak, amelyek egyrészt kihívást jelentenek az árvízvédelem szempontjából, másrészt hozzájárulnak a termékeny ártéri ökoszisztémák fenntartásához. A folyó szabályozása és a gátak építése ellenére a Tisza továbbra is meghatározó eleme a megye vízhálózatának.
A megye területén található nagyobb állóvizek közül kiemelkedik a Szelidi-tó és a Vadkerti-tó. A Szelidi-tó a Duna egykori holtága, amely ma már önálló állóvízként funkcionál. A tó környéke népszerű üdülőhely, amely vonzza a turistákat és a pihenni vágyókat. A Vadkerti-tó, más néven Szank-tó, szintén kedvelt kirándulóhely, amely horgászati és vízi sportolási lehetőségeket kínál.
A megye vízrajzát tovább színesítik a kisebb folyók és csatornák, amelyek a Duna és a Tisza vízgyűjtő területéhez tartoznak. Ezek közé tartozik például a Kiskunsági-főcsatorna, amely fontos szerepet játszik a mezőgazdasági területek öntözésében és a vízgazdálkodásban. A csatornák és kisebb vízfolyások hálózata hozzájárul a megye vízellátásához és a talajvíz szintjének szabályozásához.

A homokos talajú területeken, különösen a Duna–Tisza közén, a vízmegtartó képesség alacsony, ami kihívást jelent a mezőgazdaság számára. A csapadék gyorsan elszivárog a talajban, ezért az öntözés és a megfelelő vízgazdálkodás elengedhetetlen a termelés fenntartásához. A vízhiányos időszakokban különösen fontos a víztakarékos technológiák alkalmazása és a vízforrások fenntartható kezelése.

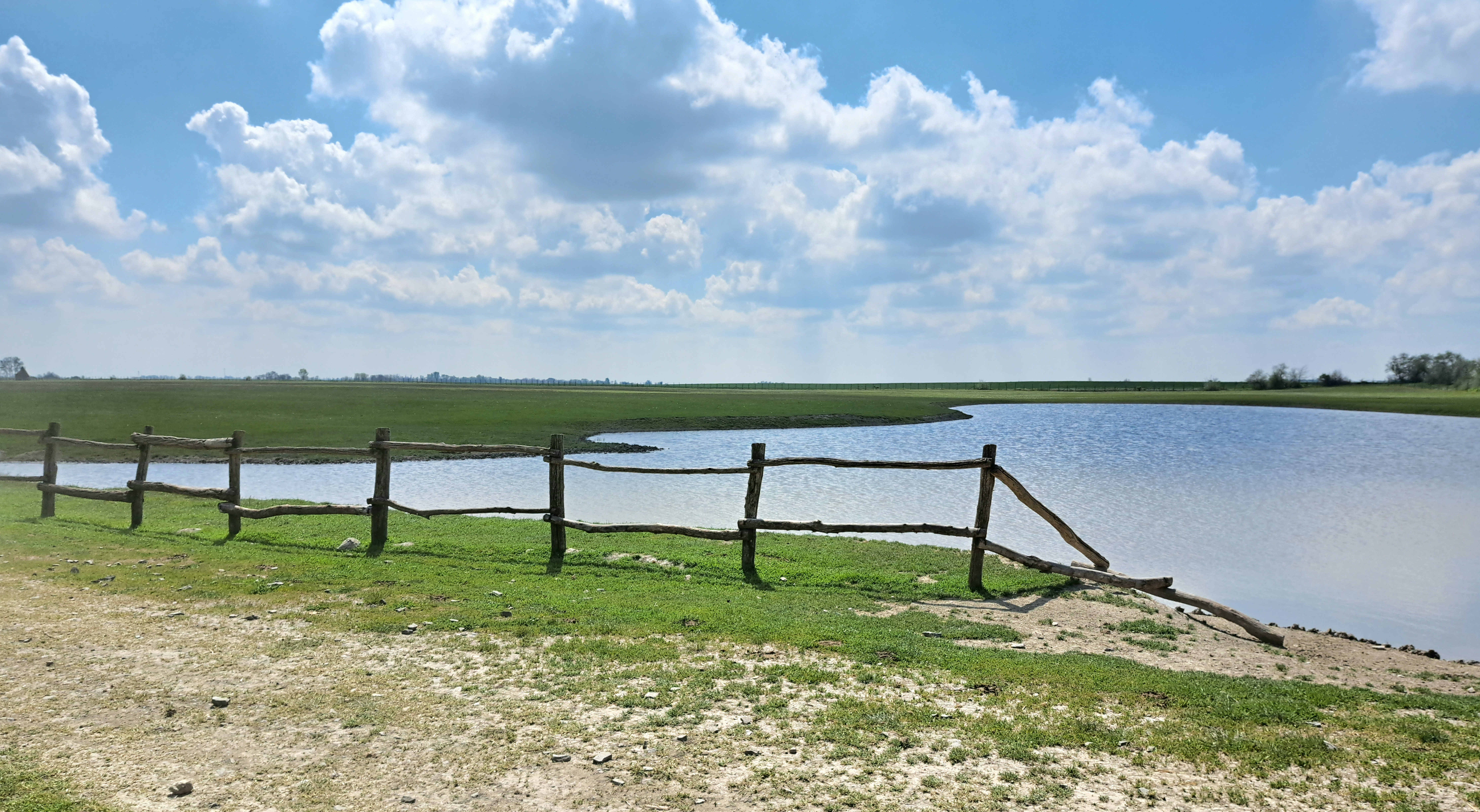
Dunapataj
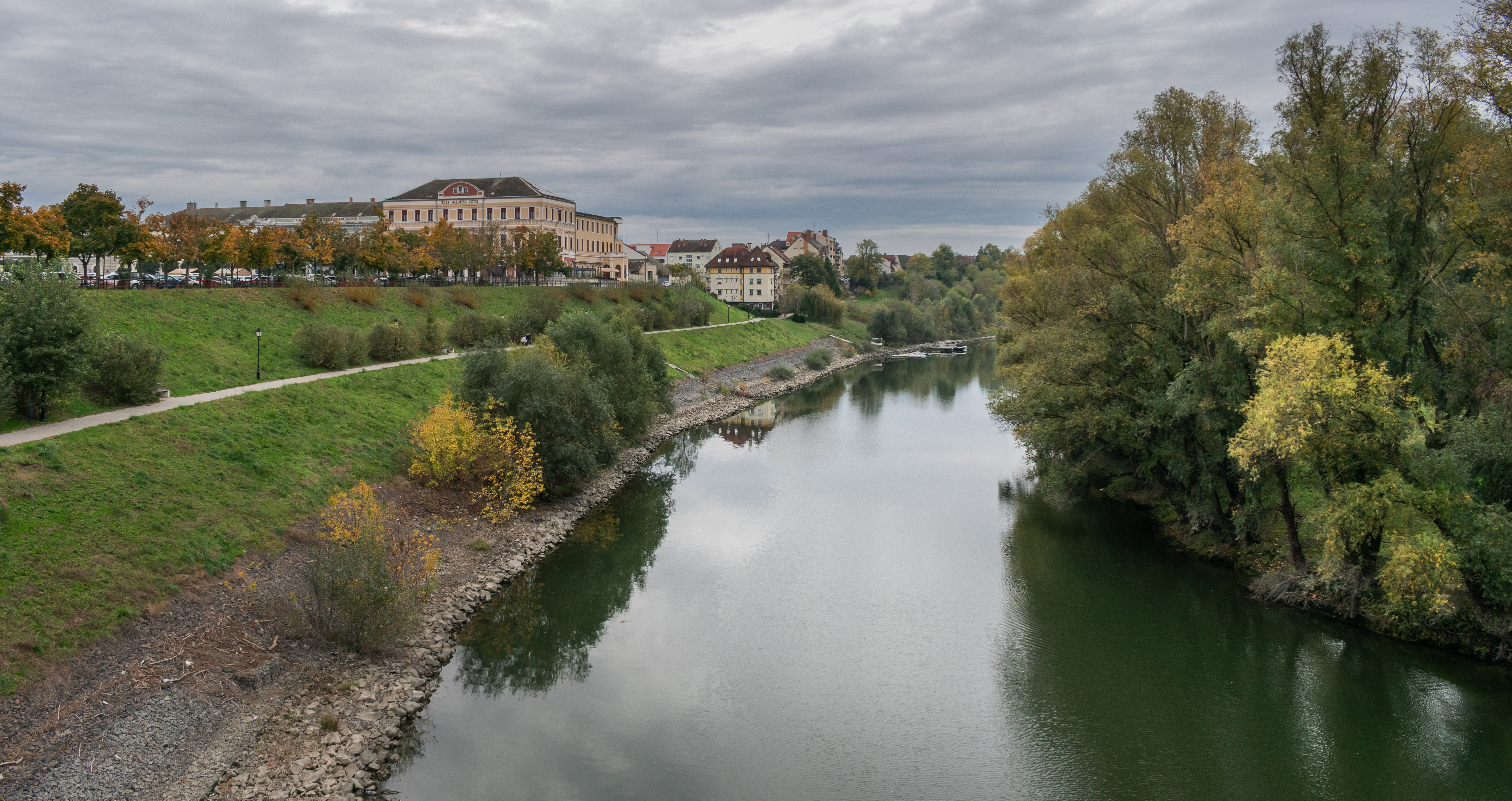
Sugovica
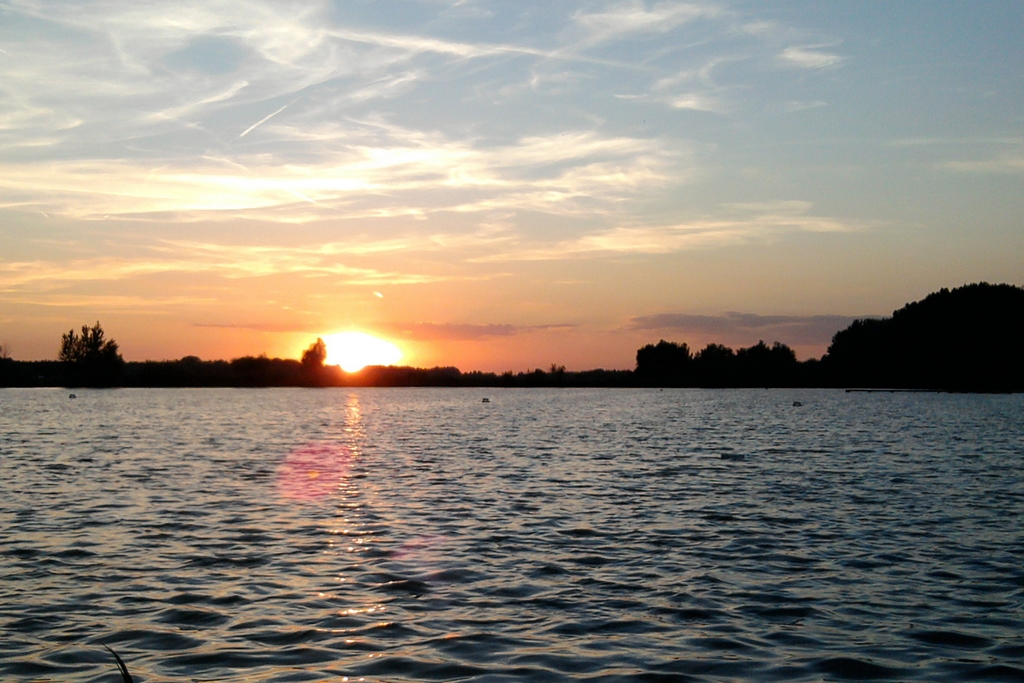
Kun-Fehér-tó
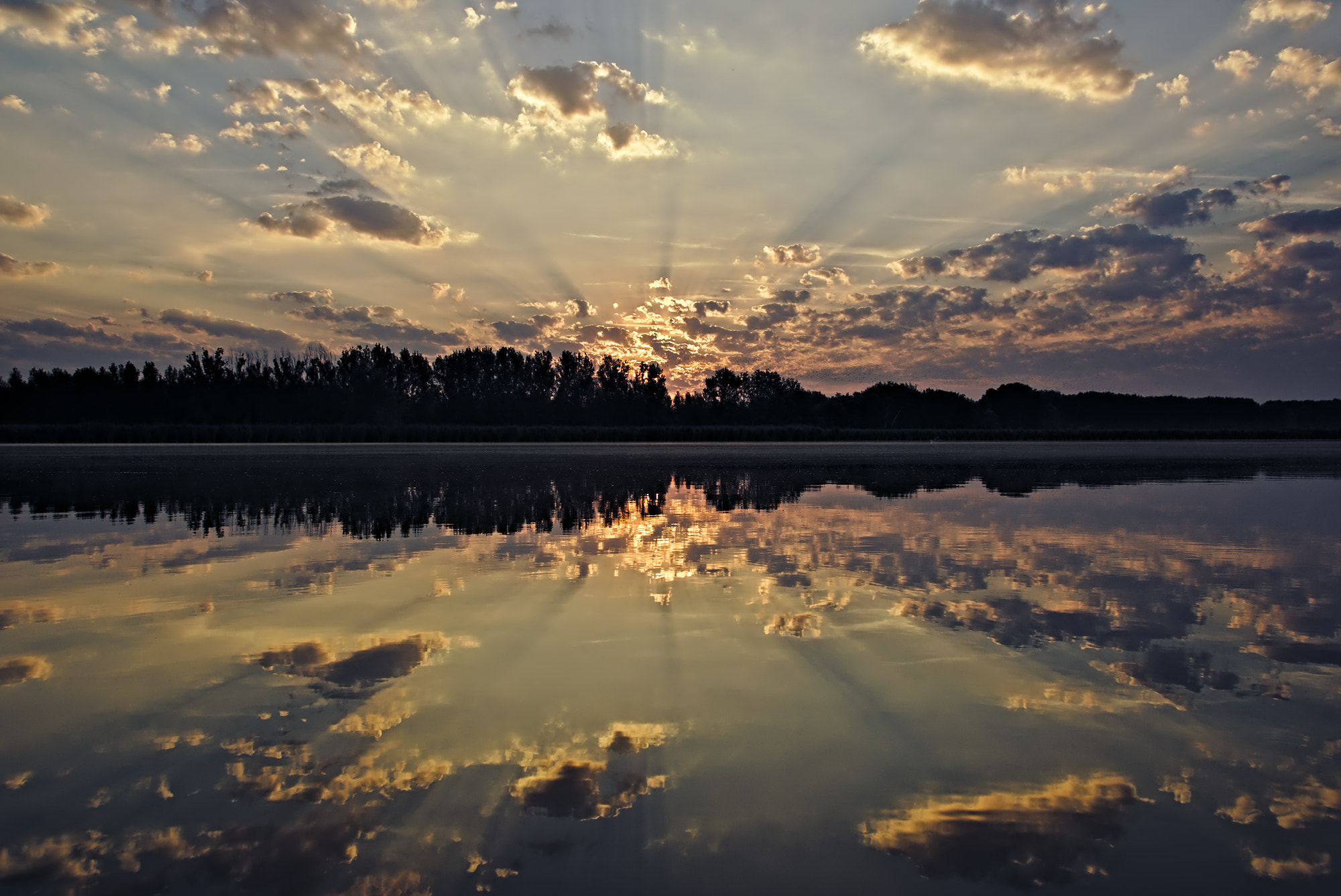
Vadkerti-tó

### Élővilág, természetvédelem
Bács-Kiskun gazdag és változatos élővilággal rendelkezik, amelynek megőrzése érdekében jelentős természetvédelmi erőfeszítések történtek. A megye területén található a Kiskunsági Nemzeti Park, amely 1975-ben alakult meg, és amely az ember és a természet sok száz éves együttélésének emlékét őrzi a Duna–Tisza közén.
A Tisza vidékén védett terület a lakiteleki Holt-Tisza, amely gazdag növény- és állatvilágával kedvelt célpontja a turistáknak és a természetbarátoknak. A Holt-Tisza a horgászok, valamint a lovasok és kutyasétáltatók paradicsoma.
A Kiskunsági Nemzeti Park területei közé tartozik a Felső-kiskunsági-puszta, amely az Alföld második legnagyobb szikes pusztája, kiterjedése 11 000 hektár. A táj mai képét meszes-szódás puszták, szikes rétek, legelők, szikfokok, vakszikes foltok és a közéjük ékelődő szél szállította löszös-homokos hátak határozzák meg. Különleges növényei közé tartozik a sziki őszirózsa, a pozsgás zsázsa és a magyar sóvirág, míg állatvilágában megtalálható a pusztai gyalogcincér, a székicsér, a kék vércse és a túzok.
A Peszéradacsi-rétek a Turjánvidéken található 5757 hektáros terület, amely a hajdani tartós vízborításnak és birtokrendszernek köszönheti természetközeli állapotának megmaradását. Jellegzetes élőhelyei a magassásosok, zsombékosok, az üde és kékperjés láprétek, valamint a sztyepprétek. Számos ritka lepkefaj élőhelye. Különleges növényei közé tartozik a pókbangó, a szúnyoglábú bibircsvirág és a mocsári kardvirág, míg állatvilágában megtalálható a rákosi vipera, az elevenszülő gyík és a hamvas rétihéja.
A Tőserdő, valamint a szikrai Holt-Tisza természeti értékei közé tartozik a magasabb térszinteken található tölgy–kőris–szil keményfa ligeterdő, amelynek aljnövényzetében él az alföldön ritka kontyvirág. A madarak közül a szürke küllő és a fekete harkály is megtalálható itt.
A Kiskunsági Nemzeti Park területének kétharmadát az UNESCO Ember és Bioszféra programja 1979-ben bioszféra-rezervátummá nyilvánította. Vizes élőhelyei a Ramsari egyezmény hatálya alá tartoznak és fokozottan védettek.

A megye területén található védett területek és a gazdag élővilág megőrzése érdekében folyamatos természetvédelmi munkák zajlanak, amelyek célja a biodiverzitás fenntartása és a természeti értékek hosszú távú megóvása.

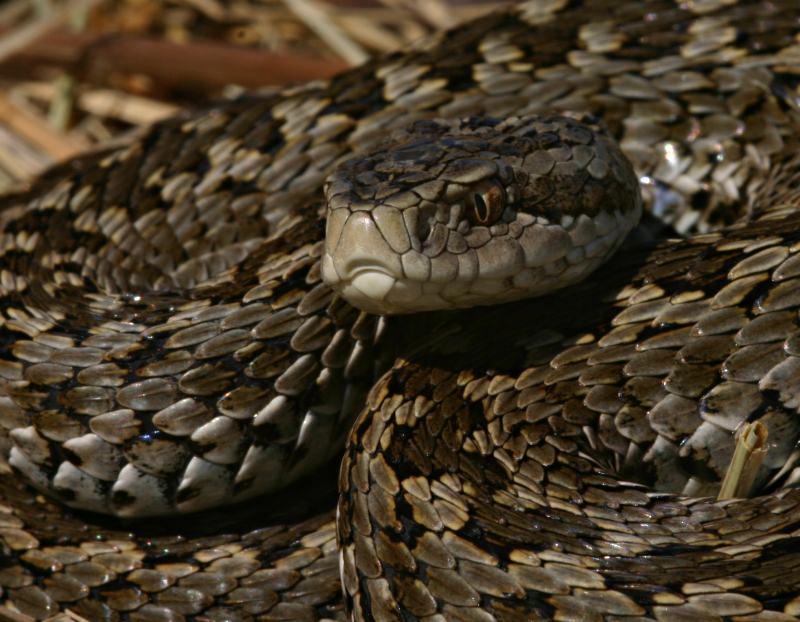
Rákosi vipera
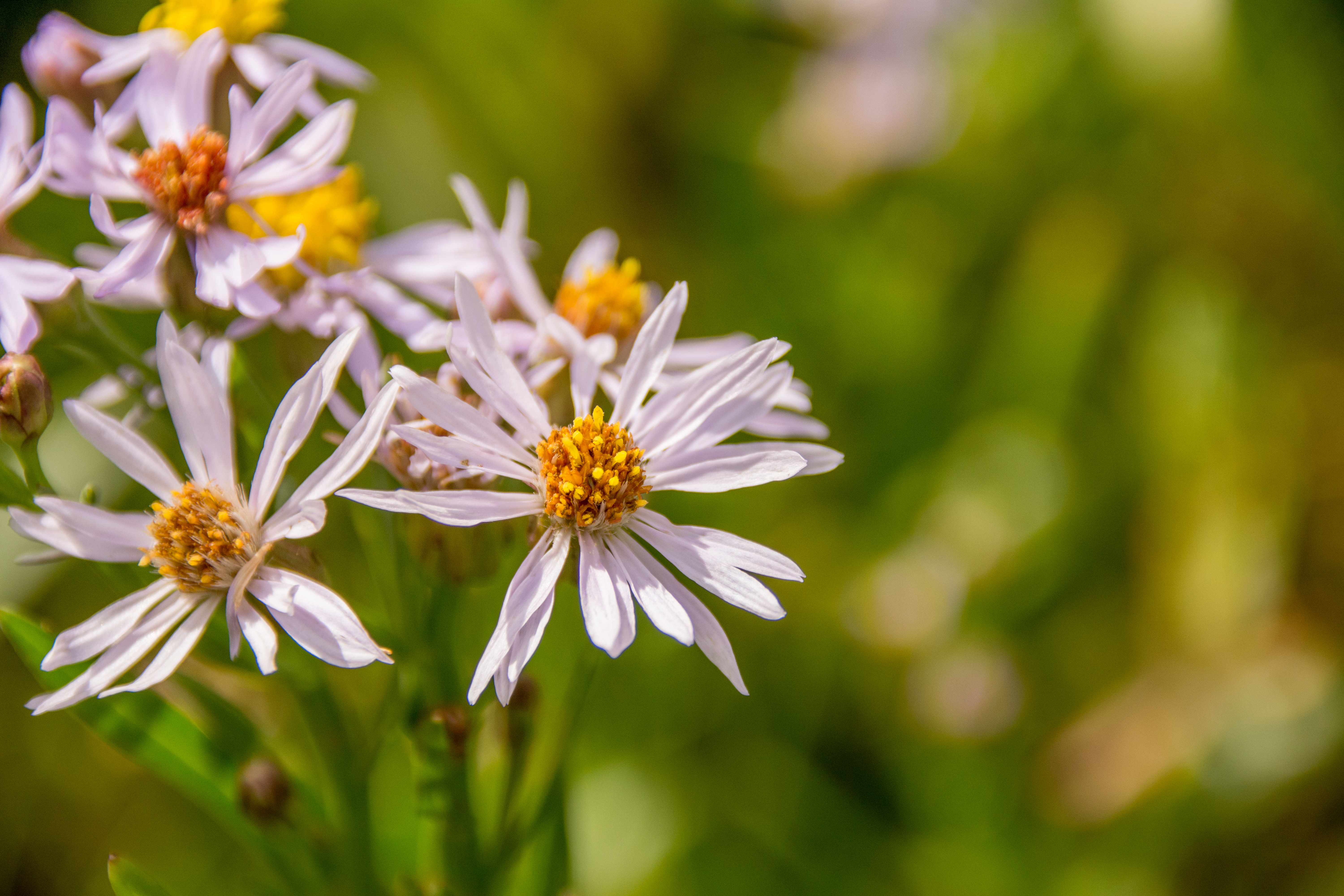
Sziki őszirózsa
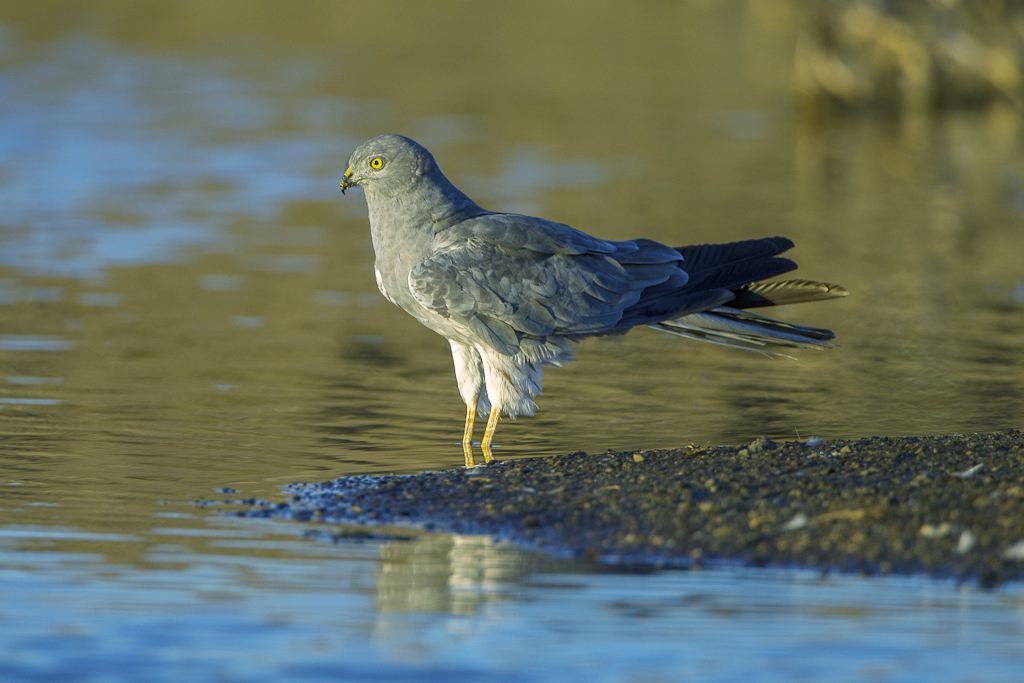
Hamvas rétihéja
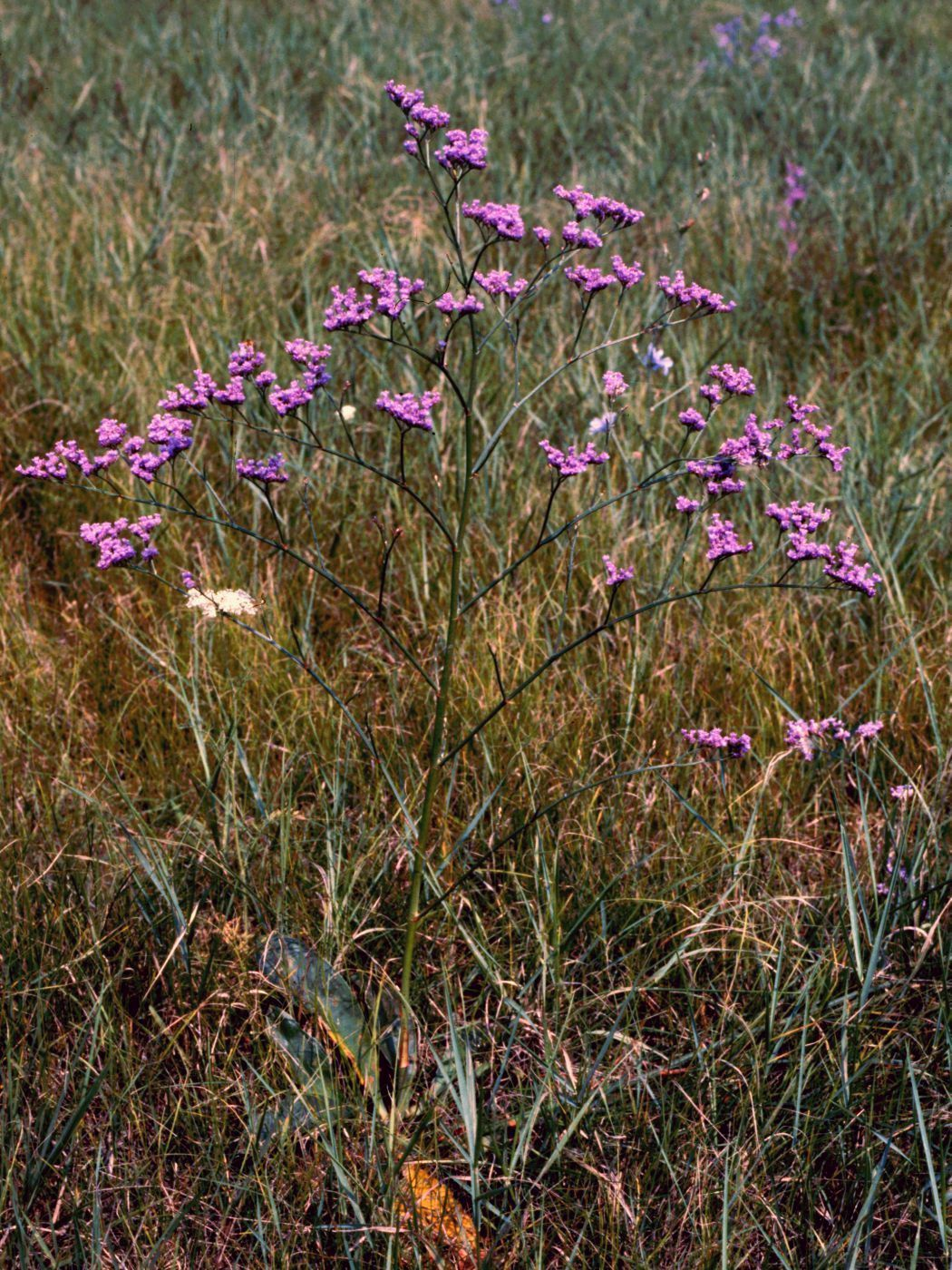
Magyar sóvirág
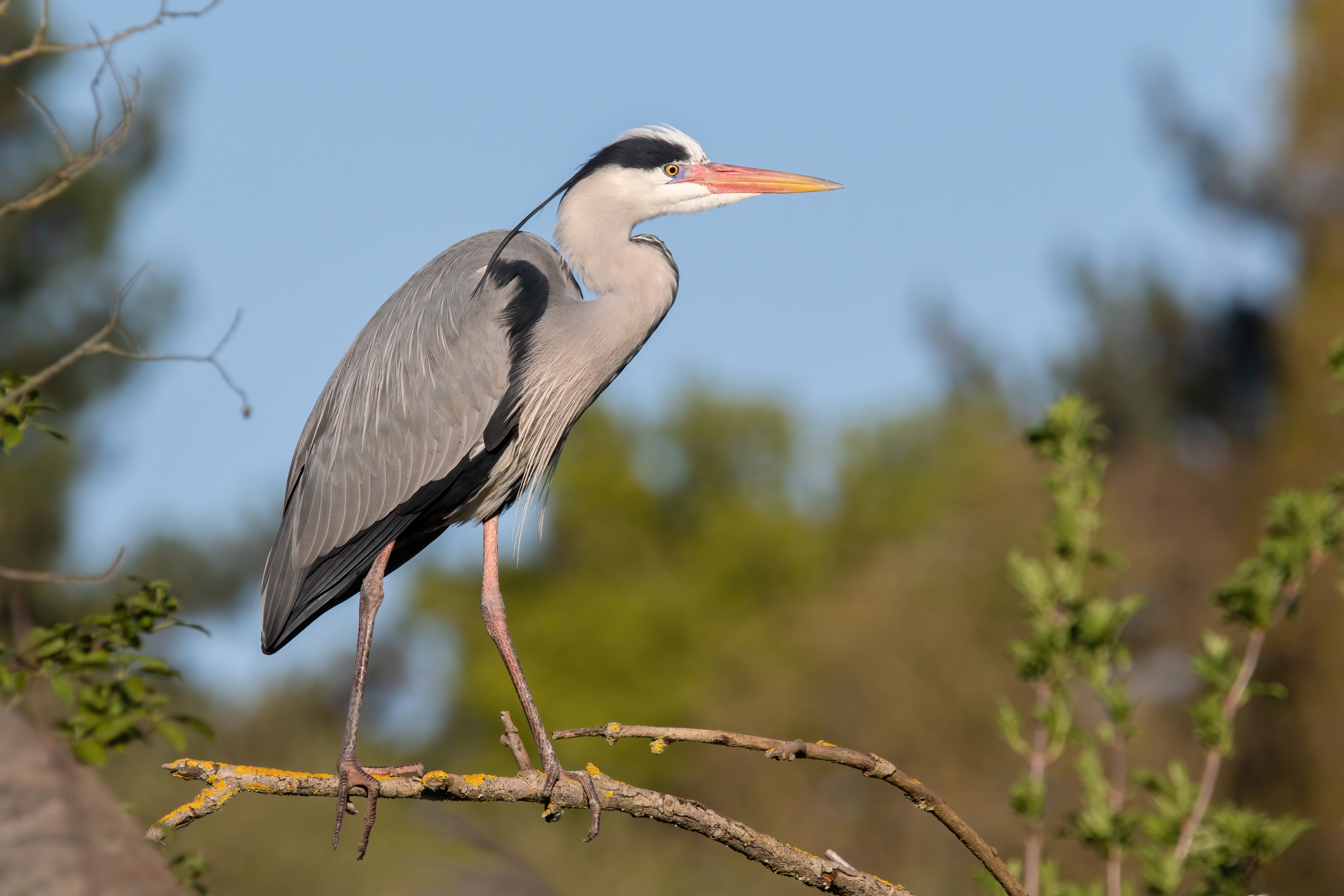
Szürke gém

### Bács-Kiskun vármegye jellemző földrajzi pontjai

###### Szélső pontok magasság szerint
- a vármegye legmagasabb pontja 174 m a Ólom-hegy a Kiskunságon,
- a vármegye legmélyebb pontja 94 m Kalocsa területén van.

###### Szélső települések égtájak szerint
- a vármegye legészakibb települése Felsőlajos (Kecskeméti járás),
- a vármegye legdélibb települése Hercegszántó (Bajai járás),
- a vármegye legkeletibb települése Tiszakécske (Tiszakécskei járás),
- a vármegye legnyugatibb települése Dunafalva (Bajai járás).

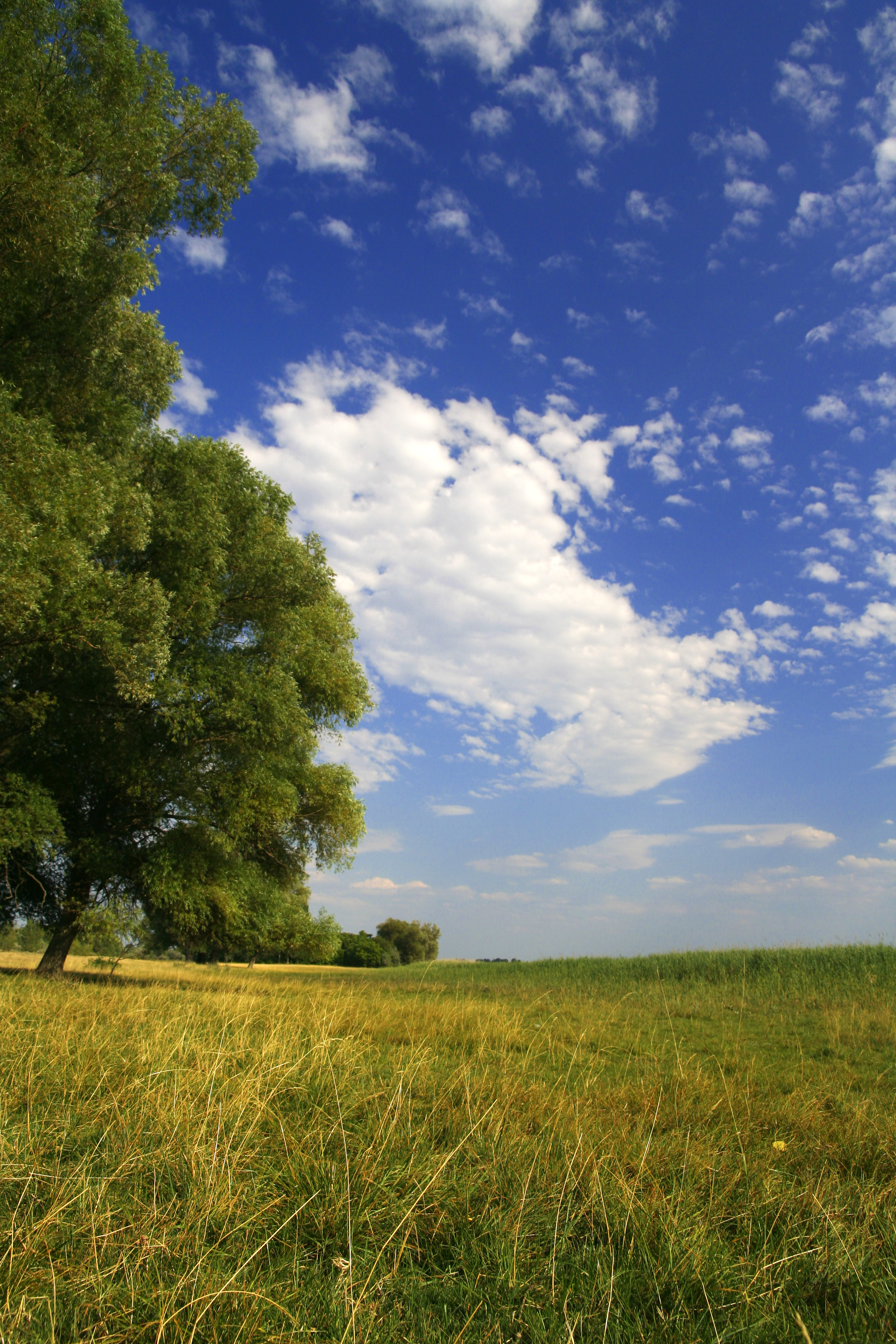
Csíra-szék, Kiskunsági Nemzeti Park

#### Bács-Kiskun vármegye nemzeti parkja(i)
- Kiskunsági Nemzeti Park – 1975
- Duna–Dráva Nemzeti Park – 1996

## Történelem
A Duna–Tisza közének történelme a neolitikum idején kezdődött. A táj ettől az időtől kezdve szinte folyamatosan lakott volt.

### Középkor
A terület honfoglalás kori lakottságát nemcsak a feltárt sírok, hanem az ebből a korból származó helynevek is megőrizték. Tas, Solt és Fajsz Árpád családjához tartoztak.
A 11. századi alapítású vármegyék közül a mai Bács-Kiskun vármegye területére Pest és Bács vármegyék egyes részei jutottak. Szent István király két érseksége közül az egyik Kalocsán létesült. Sűrű településhálózatára ebből a korból jórészt a templomromok utalnak, valamint oklevelek, amelyek megőrizték, hogy északi része királyi birtok volt.

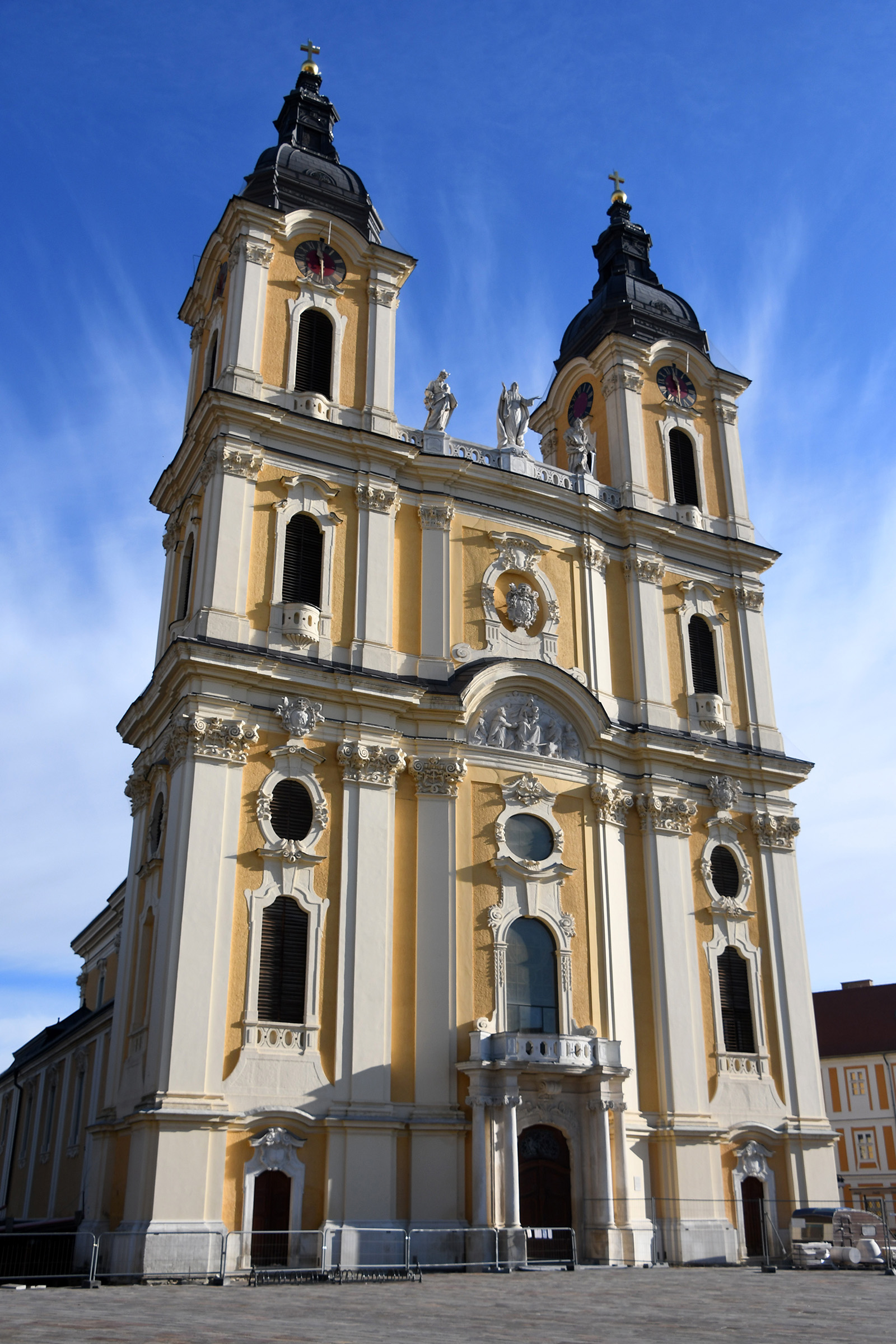
Szent István által alapított Kalocsai érsekség főszékesegyháza

A táj történelmét hosszú századokra meghatározó esemény a tatárjárás (1241) időszakára esik. IV. Béla magyar király 1239-ben fogadta be a mongolok elől menekülő kunokat a Duna–Tisza közére. A mintegy 40 ezer család Kuthen kun vezér irányítása alatt az itt élő, már földművelő életmódot folytató magyarok között verte fel sátrait. Nomád életmódjuk miatt sokszor összeütközésbe kerültek a magyarokkal. Orvul meggyilkolt öreg királyuk halálát megbosszulva, a Duna–Tisza közét felégetve, feldúlva vonultak ki az országból. 1241-ben a tatárjárás azonban szinte teljesen elnéptelenítette a két folyó közét, s így 1243-ban IV. Béla végérvényesen letelepítette a kunokat a két folyó között, az azóta Nagykunságnak és Kiskunságnak nevezett területeken. A velük érkező jász töredékcsoporttal együtt felvették a kereszténységet, házakat építettek, településeket alapítottak. A Duna–Tisza közén letelepült kiskunok három széket alkottak: Halasszék, Mizseszék és Kecskemétszék. Mivel a kunok és a jászok részt vettek Dózsa György parasztháborújában, Werbőczy István Hármaskönyve eltörölte előjogaikat. A törvény foganatosítására azonban már nem maradt idő, hiszen az 1526. évi mohácsi csatavesztéssel kezdetét vette a török hódoltság.

### Korai újkor
1541 után, a törökök végleges berendezkedésével kezdetét vette a táj történelmének egy újabb szakasza, amely az elnéptelenedéshez, egyes városok megerősödéséhez vezetett.
A hadászatilag, vagy a hadi felvonulás számára fontos útvonalban fekvő településeket (Baja, Kalocsa stb.) a törökök megszállták. A fontos utakon kívül eső nagyobb településeket khász városokká nyilvánították (Kecskemét, Kiskunhalas, Kunszentmiklós), amelyek közvetlenül a szultáni kincstárnak fizették az évi kétszeri adót, és nagymértékben hozzájárultak a hadtáp pótlásához. Mivel a szabad beköltözést nem gátolták, a szövetséges városok (Kecskemét, Nagykőrös, Cegléd) lélekszáma növekedett. A mezővárosok az elnéptelenedett falvak határait intenzív állattartással hasznosították. A 15 éves háború (1591–1606) hadszíntérré, felvonulási területté változtatta az Alföldet. A törökökkel szövetséges krími tatárok a kiskun településeket olykor évtizedekre, nemegyszer örökre elpusztították. A felszabadító háborúktól is ez a terület szenvedett a legtöbbet. Buda visszafoglalása után a volt hódoltsági területeken a magyar rendi viszonyok váltak uralkodóvá.
A szerbek (korabeli nevükön a rácok) ebben az időben a Bácska északi részén már nagy számban éltek. 1691-ben kiváltságok nyújtásával fogadta be őket I. Lipót, és Cernojevic ipeki pátriárka vezetése alatt Bács vármegye elnéptelenedett területén is megtelepedtek. A Rákóczi-szabadságharc leverése megnyitotta az utat a Habsburgok berendezkedéséhez. A Duna–Tisza köze, akárcsak a többi alföldi terület, népességében megfogyatkozott; voltak vármegyék ahol mindössze pár száz embert találtak. 1677-ben megkezdődött a Montecuccoli tábornok, majd később Kollonich Lipót esztergomi érsek kidolgozta telepítési terv végrehajtása. A vármegye területe az ígéret földjévé váltak a távoli vidékekről érkezők számára. Az állami telepítések mellett a német államok számos pontjáról német telepeseket hoztak (dunai svábok). A telepítések az 1720-as évektől a század végéig folytak. A Duna–Tisza közén élő kiskunok a másik két kerülettel 1745-ben visszaváltották kiváltságaikat (redemptio).
A 17. században elindult a térség elsivatagosodása, ezért a 18. század végén megkezdődött a küzdelem a homok megkötésére.

### 19. század

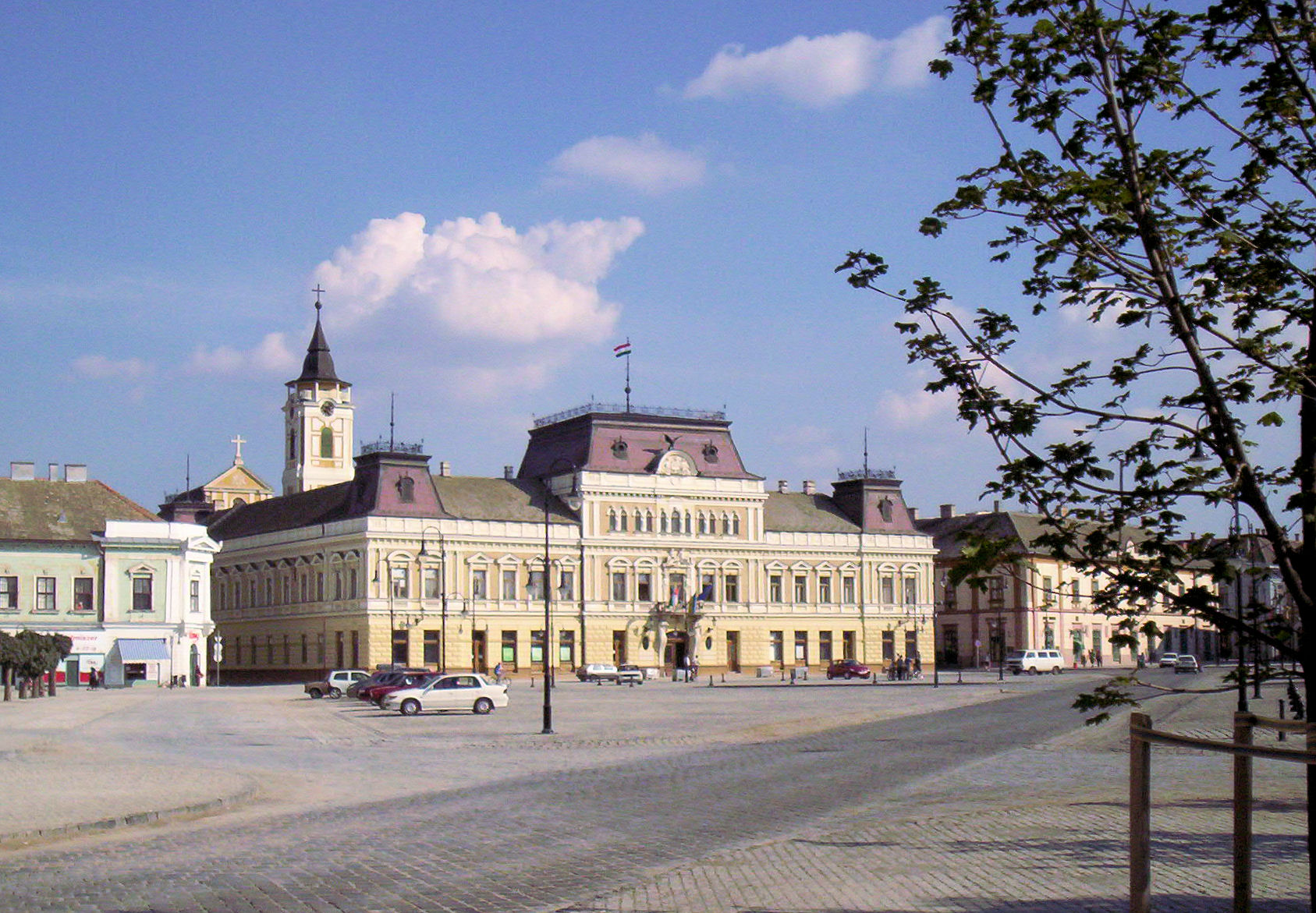
A bajai Grassalkovich-palota

A táj történelmében a 19. század a homokkal való küzdelem, a vízi szabályozások és a lassan meginduló polgárosodás kora. Erre az időre alakult ki jelentős városainak az arculata is. Baja élénk forgalmú kereskedőváros, Kalocsa az érseki uradalom központja lett ahol a társadalom életét teljes mértékben az egyház irányította. Kecskemét, Kiskunmajsa váltságos mezővárosok voltak, jászkun kiváltsággal rendelkezett Félegyháza, Halas, Kunszentmiklós, Fülöpszállás és Szabadszállás. Ezekben a városokban – Kecskemét kivételével – a polgári fejlődés messze elmaradt a korától, cívis (parasztpolgár) társadalmának iparosai, kereskedői is paraszti szinten éltek.
Az 1860-as években kezdődött meg a homokos területek felparcellázása, ezzel nagyarányú tanyai kirajzás indult meg. A zsellérek nemcsak tanyákat, falvakat is alapítottak (például Kömpöc, Páhi, Szank, Akasztó). Ez a folyamat egészen 1949-ig tartott. A 19. század végén meginduló kivándorlás elkerülte a Duna–Tisza közét, sőt egyes vidékekről még tovább folytak az idetelepülések, a szegedi árvíz után sok szegedi települt meg ezen a tájon.

### 20. század
Az első világháború megpróbáltatásai, óriási vérveszteségei után itt is reménykedés és lelkesedés fogadta az őszirózsás forradalmat. A trianoni békeszerződés következtében Bács vármegyének csak a töredék része maradt az ország határain belül, és Baja vette át a vármegyeszékhely szerepét. A Magyarország határain belül maradt Bácska lakosságának egyharmada németajkú, egynyolcada pedig szerb nyelvű és horvát nyelvű volt. A két világháború közötti időszak a nagy gazdasági világválság éveit követően, a kapitalizálódás meggyorsulásának, valamint a szőlő- és gyümölcstermesztés intenzív kiteljesítésének az ideje volt.
A második világháború szenvedéseiből, a nagyobb légibombázásokat kivéve, a Duna–Tisza közének lakossága is kivette a részét. Baján 1940-ben jelentős tábort alakítottak ki a menekülő lengyeleknek. A megyéből 1944 novemberében sikerült kiverni a német csapatokat. A szovjet megszállással korántsem lett vége a megpróbáltatásoknak. A szovjet csapatok a németekhez hasonlóan fosztogatták a parasztok vagyonát. A megye déli részén népvándorlás kezdődött meg. A német lakosság jó részét kitelepítették. Helyükre az 1944–1945 telén a szerbiai Bácskából menekülő bukovinai székelyek, valamint csongrádi, békési, szabolcsi és matyóföldi nincstelenek jöttek, ezt követően 1947–48-ban pedig a Szlovákiából kitelepített magyarok.
Bács-Kiskun megye az 1950-es megyerendezés során jött létre Bács-Bodrog és Pest-Pilis-Solt-Kiskun megyék részeiből. Baja elveszítette korábbi megyeszékhelyi státuszát. Az új megyeszékhely a megye északi határán lévő Kecskemét lett, amely a térségnek régóta legnagyobb és legjelentősebb városa volt, azonban a hatalmas kiterjedésű Pest-Pilis-Solt-Kiskun vármegyében csak néhány szakigazgatási területen töltött be központi szerepet Budapest mellett. Ezután viszont Baja került hasonló helyzetbe az új székhelytől való nagy távolsága miatt.
Az 1960-as-70-es évek lakótelep építési hullámai nem kerülték el Bács-Kiskun megye városait sem. A legtöbb lakótelep a megyeszékhelyen épült, ezzel együtt a megye több részéről költöztek Kecskemétre. Tehát miközben a megye lakosság csökkent, addig Kecskemété nőtt. A rendszerváltás után nagyszámú külföldi cég telepedett meg a megye városaiban, ezzel vetve meg a további fejlődés alapját. Az M5 autópálya megépülése szintén kedvező módon hatott a megye fejlődésére.

### 21. század
A jövőben három fontos autópálya épülhet a megyében (M8, M9, M44), ami valószínűleg igen csak pozitív hatással lesz a megye gazdaságára. Továbbá a Kecskeméten felépülő Mercedes-gyár szintén nagyban hozzá fog járulni a gazdasági élet élénkítéséhez.

## Közigazgatási beosztás 1950–1990 között

Bács-Kiskun megye járási beosztásának változásai, 1950–1983

### Járások 1950–1983 között
Bács-Kiskun megyének az 1950-es megyerendezéssel kialakult területén 1950. február 1-je előtt nyolc járás volt. Pest-Pilis-Solt-Kiskun vármegyéhez tartozott a Dunavecsei, a Kalocsai, a Kiskőrösi, a Kiskunfélegyházi és a Kunszentmiklósi járás, Bács-Bodrog vármegyéhez pedig a Bácsalmási, a Bajai és a Jánoshalmi járás.
A megyerendezéssel egyidejűleg alakult meg az új Kecskeméti járás, így Bács-Kiskun megyéhez február 1-jei megalakulásakor kilenc járás tartozott (Bácsalmási, Bajai, Dunavecsei, Jánoshalmi, Kalocsai, Kecskeméti, Kiskőrösi, Kiskunfélegyházi és Kunszentmiklósi).
Az 1950-es járásrendezés során június 1-jén megszüntették a Jánoshalmi járást és lényegében helyette létrehozták a Kiskunhalasit. Így a tanácsrendszer bevezetésekor Bács-Kiskun megyében továbbra is kilenc járás volt (Bácsalmási, Bajai, Dunavecsei, Kalocsai, Kecskeméti, Kiskőrösi, Kiskunfélegyházi, Kiskunhalasi és Kunszentmiklósi).
Ezt követően 1983-ig a kilencből négy járás szűnt meg: a Kunszentmiklósi 1956-ban (nagyrészt beolvadt a Dunavecsei járásba), a Bácsalmási 1962-ben (felosztották a Bajai és a Kiskunhalasi járás között), a Dunavecsei és a Kiskunfélegyházi pedig 1970-ben (előbbit a Kalocsai és a Kecskeméti, utóbbit a Kecskeméti és a Kiskunhalasi járás között osztották fel). A járások megszűnése előtt, 1983 végén tehát Bács-Kiskun megyéhez öt járás tartozott: a Bajai, a Kalocsai, a Kecskeméti, a Kiskőrösi és a Kiskunhalasi.

### Városok 1950–1983 között
Bács-Kiskun megyéhez megalakulásakor három megyei város tartozott (Kalocsa, Kiskunfélegyháza és Kiskunhalas, mindhárom Pest-Pilis-Solt-Kiskun vármegyéhez tartozott korábban). Ezen kívül Baja és Kecskemét törvényhatósági jogú város volt, így nem tartoztak a megyéhez, hanem mindkettő külön közigazgatási egységet alkotott. Mivel a törvényhatósági jogú városi jogállás 1950. június 15-én megszűnt, Baja és Kecskemét attól kezdve Bács-Kiskun megyéhez tartozott.
A tanácsok megalakulásától 1954-ig Baja és Kecskemét közvetlenül a megyei tanács alá rendelt város volt, míg Kalocsa, Kiskunfélegyháza és Kiskunhalas közvetlenül a járási tanács alá rendelt városként a Kalocsai, a Kiskunfélegyházi illetve a Kiskunhalasi járásba lett beosztva. Az utóbbiakat 1954-ben ismét kivették a járásokból, 1954 és 1971 között a megye minden városának jogállása járási jogú város lett, majd 1971-től egyszerűen város.
1983-ig a megyében egyedül Kiskőrös nyerte el a városi rangot 1973-ban, ezzel a városok száma hatra nőtt.

### Városkörnyékek 1970–1983 között
Bács-Kiskun megye városai közül 1983-ig öt körül alakult városkörnyék: a Kiskunfélegyházi 1970-ben, a Kecskeméti 1973-ban, a Kalocsai 1977-ben, a Bajai és a Kiskunhalasi pedig 1981-ben. Ezek mindegyike csak a városhoz legszorosabban kapcsolódó községeket foglalta magába és központjaik Kiskunfélegyháza kivételével járási székhelyek is maradtak 1983 végéig. 1983 végén tehát a megye városai közül egyedül Kiskőrös nem volt városkörnyék-központ.

### Városok és városi jogú nagyközségek 1984–1990 között
1984-ben új közigazgatási rendszer és beosztás lépett életbe az ország egész területén. A járások megszűntek, a községi tanácsok (beleértve a nagyközségieket is) irányítását pedig a megyei tanácsok az erre kijelölt helyi tanácsok közreműködésével látták el. Az így közreműködő helyi tanácsok elsősorban a városi tanácsok voltak, a városhiányos térségekben azonban egyes nagyközségeket városi jogú nagyközséggé nyilvánítottak ebből a célból. A városok illetve a városi jogú nagyközségek körzetének elnevezése városkörnyék illetve nagyközségkörnyék volt.
Az új rendben Bács-Kiskun megye valamennyi városa városkörnyékközpont lett. Az átszervezéssel városi jogú nagyközséggé alakult két volt járási székhely (Bácsalmás és Kunszentmiklós) és két másik nagy népességű nagyközség, melyeknek nem volt közigazgatási körzetközponti hagyománya (Kiskunmajsa és Tiszakécske). Bácsalmás és Tiszakécske 1986-ban, Kiskunmajsa és Kunszentmiklós 1989-ben kapott városi rangot, és ugyancsak 1989-ben nyilvánították várossá Jánoshalmát, mely 1950-ig járási székhely volt, most azonban nem lett városkörnyék-központ.
1989-ben Kecskemét azon három megyeszékhely között volt, amelyeket az Elnöki Tanács megyei várossá nyilvánított, így 1990-ben, a tanácsrendszer megszűnésekor Bács-Kiskun megyében már tizenegy város volt, közülük egy megyei város.

## Önkormányzat és közigazgatás

### Vármegyei közgyűlés
A vármegye önkormányzatának legfőbb döntéshozó testülete. Tagjai a választópolgárok által ötévente, az önkormányzati választásokon megválasztott képviselők. A közgyűlés feladatai közé tartozik a megyei fejlesztési tervek, közlekedési, területrendezési és gazdaságfejlesztési programok kidolgozása és elfogadása, valamint az európai uniós források felhasználásának koordinálása. Mivel a vármegyei önkormányzatok nem tartoznak közvetlenül az oktatási, egészségügyi vagy szociális intézmények fenntartásához, inkább stratégiai, területfejlesztési szerepük van. A közgyűlést az elnök vezeti, aki a testület tagjai közül kerül megválasztásra.
A 2019-es magyarországi önkormányzati választáson megválasztott Bács-Kiskun Vármegyei Közgyűlés 23 képviselőből áll, az alábbi pártösszetétellel:
| Párt | Párt                  | Mandátum | Jelenlegi Vármegyei Közgyűlés | Jelenlegi Vármegyei Közgyűlés | Jelenlegi Vármegyei Közgyűlés | Jelenlegi Vármegyei Közgyűlés | Jelenlegi Vármegyei Közgyűlés | Jelenlegi Vármegyei Közgyűlés | Jelenlegi Vármegyei Közgyűlés | Jelenlegi Vármegyei Közgyűlés | Jelenlegi Vármegyei Közgyűlés | Jelenlegi Vármegyei Közgyűlés | Jelenlegi Vármegyei Közgyűlés | Jelenlegi Vármegyei Közgyűlés | Jelenlegi Vármegyei Közgyűlés | Jelenlegi Vármegyei Közgyűlés | Jelenlegi Vármegyei Közgyűlés | Jelenlegi Vármegyei Közgyűlés |
| ---- | --------------------- | -------- | ----------------------------- | ----------------------------- | ----------------------------- | ----------------------------- | ----------------------------- | ----------------------------- | ----------------------------- | ----------------------------- | ----------------------------- | ----------------------------- | ----------------------------- | ----------------------------- | ----------------------------- | ----------------------------- | ----------------------------- | ----------------------------- |
|      | Fidesz-KDNP           | 16       |                               |                               |                               |                               |                               |                               |                               |                               |                               |                               |                               |                               |                               |                               |                               |                               |
|      | Momentum Mozgalom     | 2        |                               |                               |                               |                               |                               |                               |                               |                               |                               |                               |                               |                               |                               |                               |                               |                               |
|      | Demokratikus Koalíció | 2        |                               |                               |                               |                               |                               |                               |                               |                               |                               |                               |                               |                               |                               |                               |                               |                               |
|      | Jobbik                | 2        |                               |                               |                               |                               |                               |                               |                               |                               |                               |                               |                               |                               |                               |                               |                               |                               |
|      | Mi Hazánk Mozgalom    | 1        |                               |                               |                               |                               |                               |                               |                               |                               |                               |                               |                               |                               |                               |                               |                               |                               |

A 2024-es magyarországi önkormányzati választáson megválasztott Bács-Kiskun Vármegyei Közgyűlés 23 képviselőből áll, az alábbi pártösszetétellel:
| Párt | Párt                  | Mandátum | Jelenlegi Vármegyei Közgyűlés | Jelenlegi Vármegyei Közgyűlés | Jelenlegi Vármegyei Közgyűlés | Jelenlegi Vármegyei Közgyűlés | Jelenlegi Vármegyei Közgyűlés | Jelenlegi Vármegyei Közgyűlés | Jelenlegi Vármegyei Közgyűlés | Jelenlegi Vármegyei Közgyűlés | Jelenlegi Vármegyei Közgyűlés | Jelenlegi Vármegyei Közgyűlés | Jelenlegi Vármegyei Közgyűlés | Jelenlegi Vármegyei Közgyűlés | Jelenlegi Vármegyei Közgyűlés | Jelenlegi Vármegyei Közgyűlés | Jelenlegi Vármegyei Közgyűlés | Jelenlegi Vármegyei Közgyűlés |
| ---- | --------------------- | -------- | ----------------------------- | ----------------------------- | ----------------------------- | ----------------------------- | ----------------------------- | ----------------------------- | ----------------------------- | ----------------------------- | ----------------------------- | ----------------------------- | ----------------------------- | ----------------------------- | ----------------------------- | ----------------------------- | ----------------------------- | ----------------------------- |
|      | Fidesz-KDNP           | 14       |                               |                               |                               |                               |                               |                               |                               |                               |                               |                               |                               |                               |                               |                               |                               |                               |
|      | Momentum Mozgalom     | 2        |                               |                               |                               |                               |                               |                               |                               |                               |                               |                               |                               |                               |                               |                               |                               |                               |
|      | Demokratikus Koalíció | 2        |                               |                               |                               |                               |                               |                               |                               |                               |                               |                               |                               |                               |                               |                               |                               |                               |
|      | Mi Hazánk Mozgalom    | 5        |                               |                               |                               |                               |                               |                               |                               |                               |                               |                               |                               |                               |                               |                               |                               |                               |

### A Vármegyei Közgyűlés elnökei
A vármegyei közgyűlés elnöke a megyei önkormányzat vezetője, aki felelős a közgyűlés munkájának irányításáért és a döntéshozatalban való részvételért. Az elnök szerepe kulcsfontosságú a helyi közigazgatásban, mivel ő képviseli a vármegyét és összehangolja a megyei önkormányzati feladatok ellátását.
Feladatai közé tartozik a közgyűlés üléseinek összehívása és levezetése, valamint az önkormányzati döntések végrehajtásának felügyelete. Az elnök kapcsolatot tart az országos és helyi szervekkel, valamint a települési önkormányzatokkal, és biztosítja a megye érdekeinek képviseletét az országos döntéshozatalban. Emellett részt vesz a fejlesztési tervek kialakításában, és irányítja azokat a programokat, amelyek a megye gazdasági és társadalmi fejlődését szolgálják.
Az elnököt általában a közgyűlés tagjai választják meg, és munkáját a közgyűlés által választott alelnökök segítik.
| Elnök | Elnök                      | Elnöki ciklus |
| ----- | -------------------------- | ------------- |
|       | Kőtörő Mihály (SZDSZ)      | 1990-1994     |
|       | Balogh László (MSZP)       | 1994-1998     |
|       | Sándor Endre (Fidesz)      | 1998-2002     |
|       | Balogh László (MSZP)       | 2002-2006     |
|       | Bányai Gábor (Fidesz-KDNP) | 2006-2014     |
|       | Rideg László (Fidesz-KDNP) | 2014-         |

### Járások

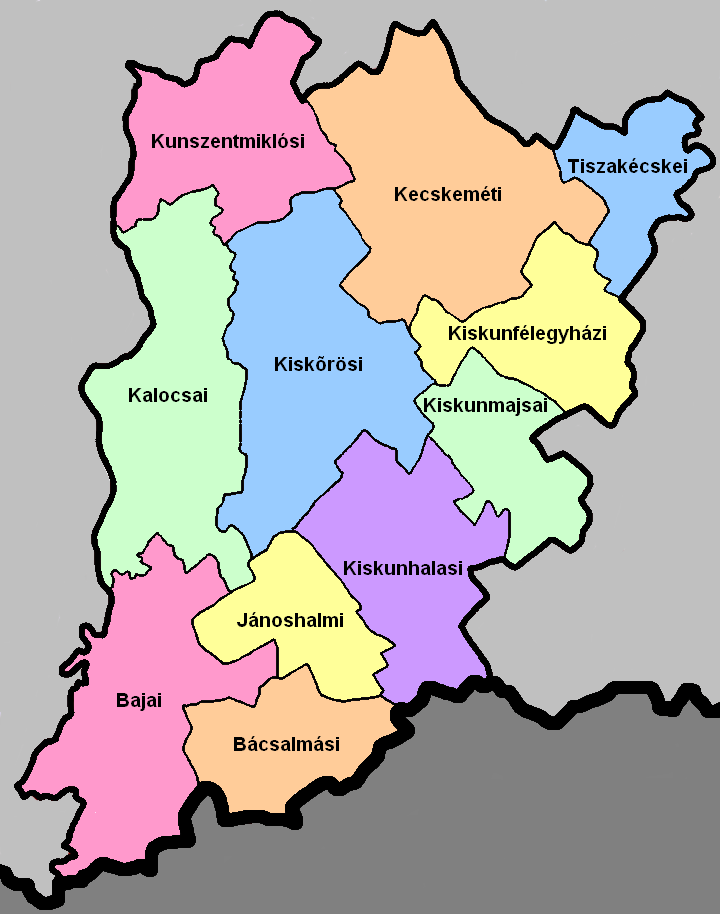
Bács-Kiskun vármegye járásai

Bács-Kiskun vármegye járásainak főbb adatai a 2013. július 15-ei közigazgatási beosztás szerint az alábbiak:
|    | Járás neve             | Székhely         | Települések száma | Ebből város | Népesség (2013. január 1.) | Terület (km²) | Nép- sűrűség (fő/km²) |
| -- | ---------------------- | ---------------- | ----------------- | ----------- | -------------------------- | ------------- | --------------------- |
| 1  | Bácsalmási járás       | Bácsalmás        | 10                | 1           | 19 983                     | 522,54        | 38                    |
| 2  | Bajai járás            | Baja             | 17                | 1           | 66 600                     | 1 008,8       | 66                    |
| 3  | Jánoshalmai járás      | Jánoshalma       | 5                 | 2           | 17 297                     | 439,03        | 39                    |
| 4  | Kalocsai járás         | Kalocsa          | 21                | 3           | 51 028                     | 1 062,27      | 48                    |
| 5  | Kecskeméti járás       | Kecskemét        | 16                | 3           | 156 413                    | 1 212,21      | 129                   |
| 6  | Kiskőrösi járás        | Kiskőrös         | 15                | 4           | 55 115                     | 1 130,33      | 49                    |
| 7  | Kiskunfélegyházi járás | Kiskunfélegyháza | 6                 | 1           | 36 856                     | 582,37        | 63                    |
| 8  | Kiskunhalasi járás     | Kiskunhalas      | 9                 | 2           | 43 735                     | 826,35        | 53                    |
| 9  | Kiskunmajsai járás     | Kiskunmajsa      | 6                 | 1           | 19 206                     | 485,13        | 40                    |
| 10 | Kunszentmiklósi járás  | Kunszentmiklós   | 9                 | 3           | 29 906                     | 769,81        | 39                    |
| 11 | Tiszakécskei járás     | Tiszakécske      | 5                 | 1           | 23 791                     | 405,99        | 59                    |

### Kistérségek
Bács-Kiskun vármegye kistérségeinek főbb adatai a megszüntetésük előtt (2013. július 15-i beosztás):
| Kód  | Kistérség neve              | Központ          | Települések száma | Ebből város | Népesség (2013. január 1.) | Terület (km²) | Népsűrűség (fő/km²) |
| ---- | --------------------------- | ---------------- | ----------------- | ----------- | -------------------------- | ------------- | ------------------- |
| 3302 | Bácsalmási kistérség        | Bácsalmás        | 8                 | 1           | 16 148                     | 381,09        | 42                  |
| 3301 | Bajai kistérség             | Baja             | 20                | 1           | 71 741                     | 1 190,18      | 60                  |
| 3310 | Jánoshalmai kistérség       | Jánoshalma       | 4                 | 2           | 15 991                     | 399,1         | 40                  |
| 3303 | Kalocsai kistérség          | Kalocsa          | 20                | 3           | 50 847                     | 1 029,29      | 49                  |
| 3304 | Kecskeméti kistérség        | Kecskemét        | 18                | 4           | 172 423                    | 1 483,06      | 116                 |
| 3305 | Kiskőrösi kistérség         | Kiskőrös         | 15                | 4           | 55 115                     | 1 130,33      | 49                  |
| 3306 | Kiskunfélegyházai kistérség | Kiskunfélegyháza | 9                 | 1           | 44 637                     | 717,51        | 62                  |
| 3307 | Kiskunhalasi kistérség      | Kiskunhalas      | 9                 | 2           | 43 735                     | 826,35        | 53                  |
| 3308 | Kiskunmajsai kistérség      | Kiskunmajsa      | 6                 | 1           | 19 206                     | 485,13        | 40                  |
| 3309 | Kunszentmiklósi kistérség   | Kunszentmiklós   | 10                | 3           | 30 087                     | 802,79        | 37                  |

### Országgyűlési képviselők
Magyarországon az országgyűlési választások során az ország területét egyéni választókerületekre osztják, és mindegyik kerületnek egy képviselője van a parlamentben, akit közvetlenül választanak. Az egyéni választókerületek országgyűlési képviselői tehát azok a politikusok, akik egy-egy adott földrajzi terület választópolgárait képviselik az Országgyűlésben.
Az egyéni választókerületek képviselői általában valamelyik párt jelöltjei, de független képviselők is indulhatnak a választáson. A választókerületek képviselői meghatározó szereplők, mivel közvetlen kapcsolatban állnak választóikkal, és elsősorban az adott terület helyi érdekeit képviselik az országos politikai döntéshozatalban.
| Választókerület                                                   | Székhely         | Képviselő        | Párt | Párt        |
| ----------------------------------------------------------------- | ---------------- | ---------------- | ---- | ----------- |
| Bács-Kiskun vármegyei 1. sz. országgyűlési egyéni választókerület | Kecskemét        | Salacz László    |      | Fidesz–KDNP |
| Bács-Kiskun vármegyei 2. sz. országgyűlési egyéni választókerület | Kecskemét        | Szeberényi Gyula |      | Fidesz–KDNP |
| Bács-Kiskun vármegyei 3. sz. országgyűlési egyéni választókerület | Kalocsa          | Font Sándor      |      | Fidesz–KDNP |
| Bács-Kiskun vármegyei 4. sz. országgyűlési egyéni választókerület | Kiskunfélegyháza | Lezsák Sándor    |      | Fidesz–KDNP |
| Bács-Kiskun vármegyei 5. sz. országgyűlési egyéni választókerület | Kiskunhalas      | Bányai Gábor     |      | Fidesz–KDNP |
| Bács-Kiskun vármegyei 6. sz. országgyűlési egyéni választókerület | Baja             | Zsigó Róbert     |      | Fidesz–KDNP |

## Népesség
Bács-Kiskun lakosságának 2/3-a a megye huszonkettő városában él. A legnépesebb település a megyeszékhely, Kecskemét, ahol a megye lakosságának egyötöde él, s egyben a legsűrűbben lakott település is (343 fő/km²), a legritkábban lakott pedig Újsolt (5 fő/km²).
Bár Bács-Kiskun az ország ötödik legnépesebb megyéje, nagy mérete miatt a népsűrűség csaknem fele az országos átlagnak. Jellemzőek az óriásfalvak. Jelentős a tanyasi lakosság száma, 1990-ben a népesség 13%-a külterületen élt. 2015-ben 513 687 lakosa volt, népsűrűsége 61/km2 volt.
Bár a népesség csökken, a születési ráta a megyében pozitív, Magyarország más régióival ellentétben.
A következő ábra bemutatja, miként változott Bács-Kiskun megye lakosainak száma 1949-től:

### Nemzetiségek
Bács-Kiskun vármegye lakóinak nemzetiségi összetétele 2011-ben
A megye lakosságát a településeken, többségében a magyarok alkotják. A magyar nemzetiséghez tartozók száma 445 978 fő, ami a megye lakosságának 93,89%-át teszi ki. A magyar közösség dominanciája a megye egész területén megfigyelhető, a városi és vidéki térségekben egyaránt.
A települések jelentős részén jelen van a cigányság, a megyében lakó becslések szerinti 11 000 fő az össznépességhez viszonyítva körülbelül két százalékot tesz ki. A roma lakosság jellemzően a vidéki településeken él, ahol hagyományaik és kulturális örökségük fontos szerepet játszanak a helyi közösségek életében.
Kisebb horvát és szlovák szigetek találhatóak Baja, illetve Kiskőrös környékén. A harmadik legtöbb német Bács-Kiskun megyében koncentrálódva, a Kalocsától délre eső vidék településein él (Baja, Hajós, Érsekhalma). A német nemzetiségűek száma 9 528 fő, ami a megye lakosságának 2,01%-át teszi ki. A német közösségek történelme a 18. századi betelepítésekig nyúlik vissza, és kulturális örökségük, nyelvük, valamint szokásaik máig fontos részét képezik Bács-Kiskun megye identitásának, különösen a németek által alapított településeken.
Teljes népesség (2011-es népszámlálás): 520 331
Etnikai csoportok (2011-es népszámlálás): azonosították magukat: 475 004 fő:
- magyarok: 445 978 (93,89%)
- cigányok: 10 918 (2,30%)
- németek: 9 528 (2,01%)
- egyéb: 8 570 (1,80%)

Kb. Bács-Kiskun megyében 67 ezren nem vallották be nemzetiségüket a 2011-es népszámláláskor.

### Vallás
Bács-Kiskun vármegye lakóinak vallási összetétele 2022-ben
A 2011-es népszámlálási adatok szerint Bács-Kiskun megye lakossága vallási szempontból sokszínű képet mutat, a keresztény vallások dominanciájával, ugyanakkor jelentős arányban képviseltetik magukat a nem vallásos lakosok és más kisebb vallási közösségek is.
A katolikus vallás a legnagyobb vallási közösség a megyében, összesen 259,822 fővel. Ebből 258,758 fő római katolikus, míg 998 fő görögkatolikus. A katolicizmus történelmi gyökerei mélyen jelen vannak a térségben, különösen a kisebb települések és falvak templomi életében. A görögkatolikus közösség kisebb csoportokban található meg, főként a megye keleti részein és határ menti településein.
A második legnagyobb vallási közösséget a reformátusok alkotják, akik 45,933 főt számlálnak. A református egyház hatása elsősorban a megye északi és keleti részein érezhető, ahol a reformáció történelmi hatása a mai napig nyomon követhető a közösségi életben és az istentiszteletekben.
Az evangélikusok száma 13,288 fő, ami a 18. századi betelepítésekre és a német közösségek letelepedésére vezethető vissza. Ez a vallási hagyomány főként a megye déli és központi részein található, ahol az evangélikus közösségek továbbra is aktívak.
Az ortodox vallás híveinek száma 387 fő, akik főként a határ menti régiókban vagy a megye nagyobb városaiban élnek. A kisebb vallási csoportok – mint például a Hit Gyülekezete, Jehova Tanúi vagy más protestáns közösségek – együttesen 9,279 főt tesznek ki, hozzájárulva a megye vallási sokszínűségéhez.
A nem vallásos közösségek jelentős részt képviselnek a megye lakosságában. A vallásukat nem gyakorlók száma 62,391 fő, míg az ateistáké 4,436 fő. Ezek a csoportok jellemzően a nagyobb városokban és a modernizáció által jobban érintett területeken koncentrálódnak.
A népszámlálás során 124,795 fő nem nyilatkozott vallási hovatartozásáról, ami a megye lakosságának jelentős részét teszi ki. Ez a magas szám tovább árnyalja Bács-Kiskun megye vallási és kulturális sokszínűségét, rámutatva az egyéni hitélet vagy annak hiánya iránti növekvő személyes térigényre.
Vallási elkötelezettség a megyében a 2011-es népszámlálás szerint:
- katolikus – 259,822 (római katolikus – 258,758; görög katolikus – 998);
- református – 45,933;
- evangélikus – 13,288;
- ortodox – 387;
- más felekezet – 9,279;
- nem vallásos – 62,391;
- ateista – 4,436;
- nem válaszolt – 124,795.

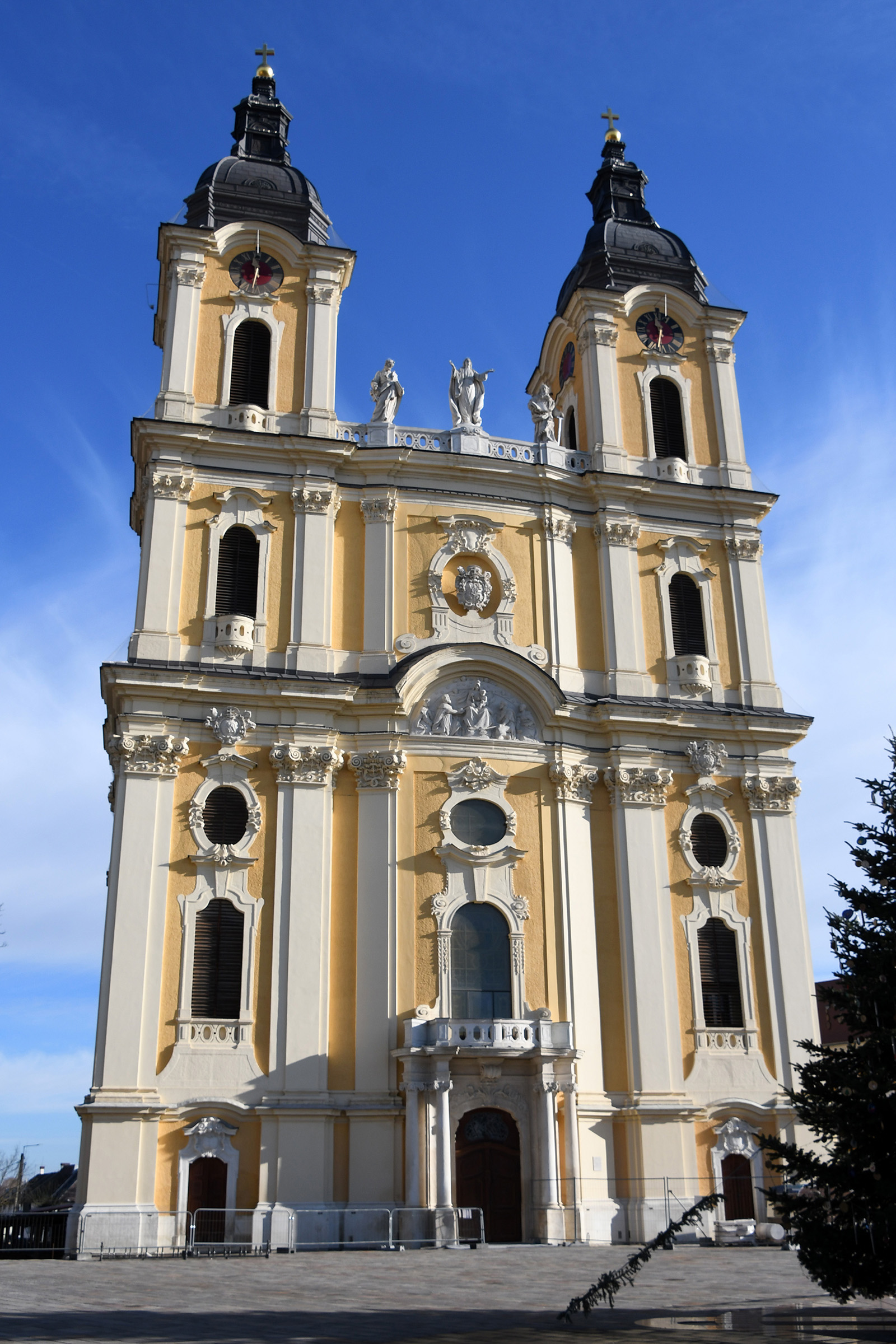
A kalocsai Nagyboldogasszony-főszékesegyház
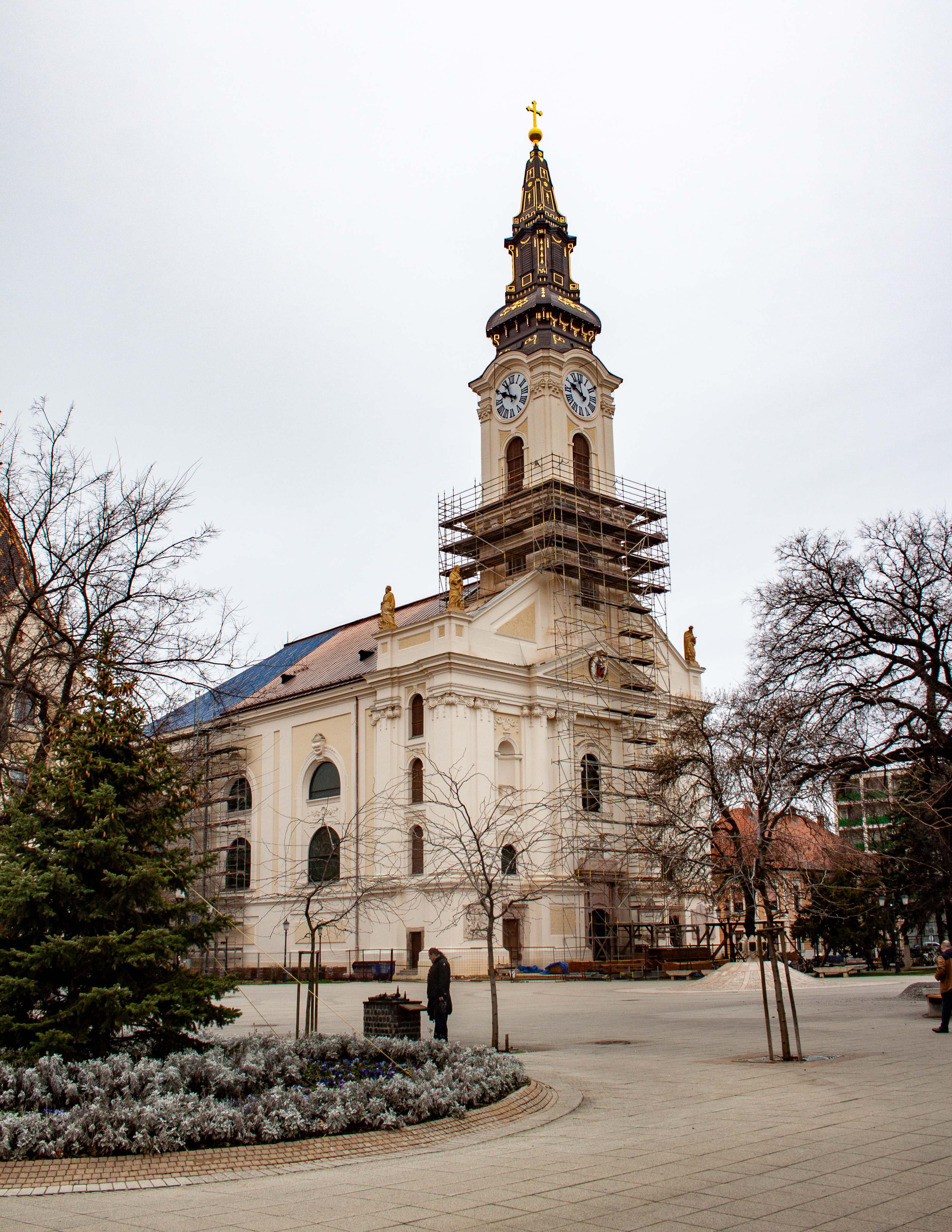
A kecskeméti Nagytemplom
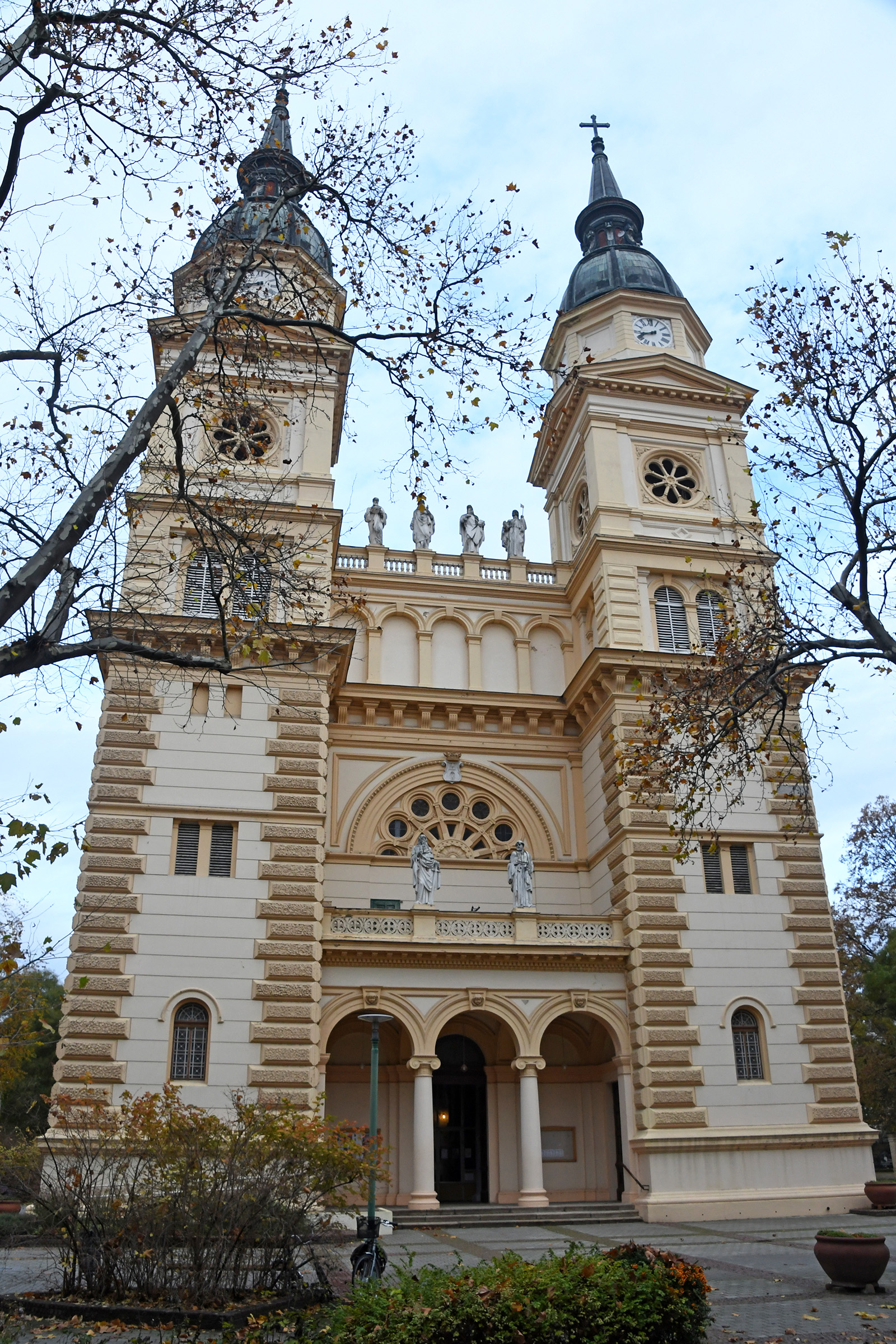
A kiskunfélegyházai Szent István-plébániatemplom
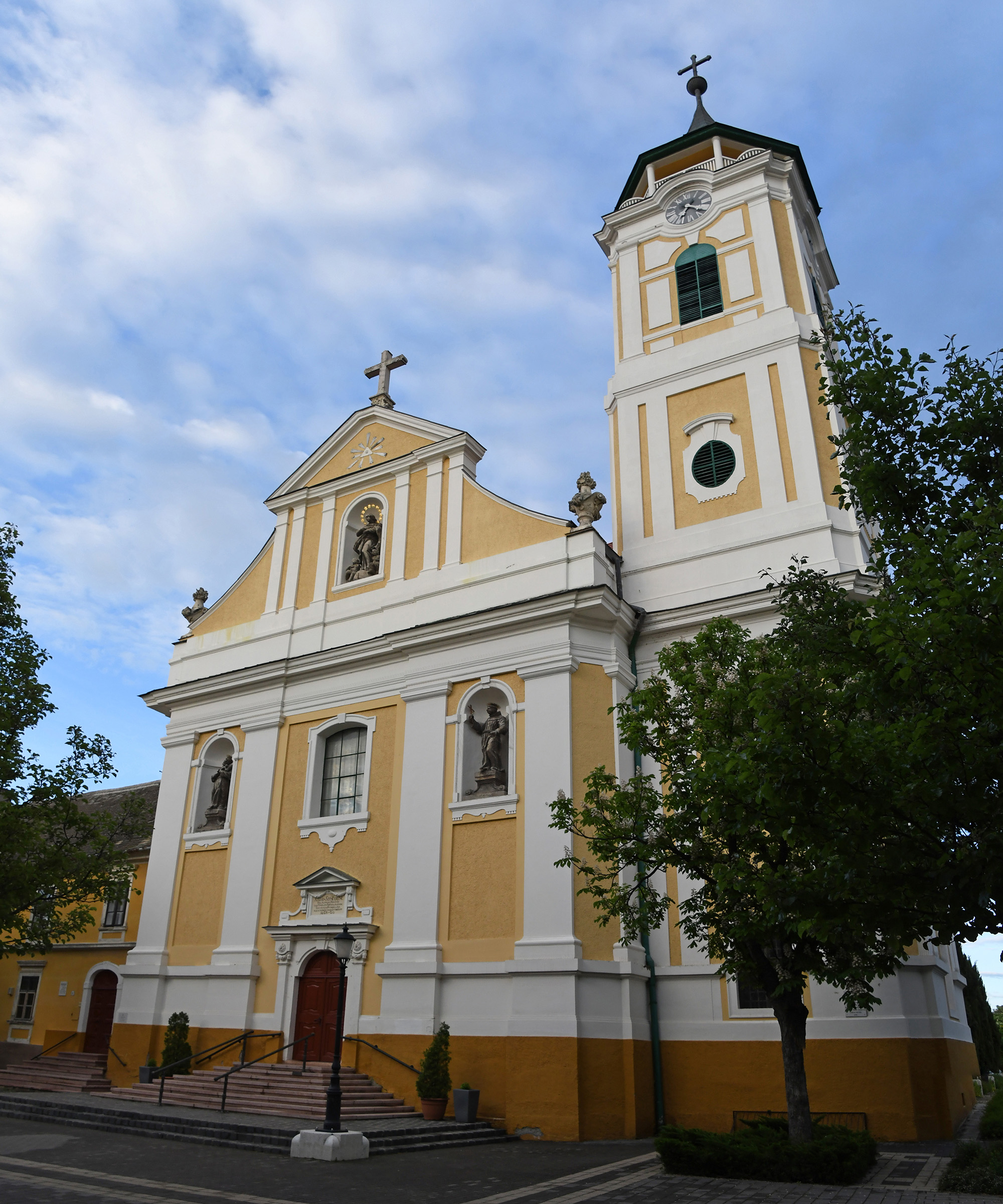
A bajai ferences templom és kolostor

## Gazdaság
Bács-Kiskun vegyes képet mutat gazdasági fejlettség tekintetében. Az északi rész (Kecskemét és Kiskunfélegyháza térsége) gazdaságilag a legfejlettebb, azonban a megye középső és déli részei már elmaradottabbak. A gazdaság fejlődésében fontos szerepe van annak, hogy az egy autópálya és két fontos vasúti vonal is átszeli a megyét.
Bács-Kiskun gazdaságának meghatározó ágazata a szolgáltatás és a kereskedelem. Az ipari termelés 80%-át az élelmiszeripar, a gépipar, a faipar és a nyomdaipar adja. A térség jelentősebb vállalatai több befektetést vonzottak. A privatizáció során a kecskeméti konzervgyárat a Heinz, a kiskunhalasi textilgyárat részben a Levi's vásárolta fel. A bajai önkormányzat a helyi adók csökkentésével ösztönzi a külföldi tőke terjeszkedését. A vármegyében hozzávetőleg 39 600 cég működik, ami az országos teljes 4,6%-át jelenti.
A megye 10 legnagyobb nyereségű cége a 2015-ös adózott eredmény szerint (zárójelben a régiós toplistán elfoglalt helyezés)
- Mercedes-Benz Manufacturing Hungary Kft. (Kecskemét) (1.)
- Axiál Kft. (Baja) (5.)
- Phoenix Mecano Kft. (Kecskemét) (17.)
- Knorr-Bremse Fékrendszerek Kft. (Kecskemét) (19.)
- Alföld Pro-Coop Zrt. (Kecskemét) (24.)
- Bosal Hungary Kft. (Kecskemét) (27.)
- Mogyi Kft. (Csávoly) (29.)
- Fornetti Kft. (Kecskemét) (31.)
- Freudenberg Simmeringe Kft. (Kecskemét) (32.)
- Univer-Product Zrt. (Kecskemét) (33.)

### Ipar
Sokoldalú iparral rendelkezik a megye négy legnagyobb települése, Kecskemét, Kiskunfélegyháza, Kiskunhalas és Baja. Kecskemét kiemelkedő helyet foglal el a megye települései közül. A legtöbb ipari cég ugyanis itt telepedett le. Szinte az egyik legdinamikusabban fejlődő város az országban. Az ipar két meghatározó ágazata az élelmiszeripar és a járműipar. A megye ipari termelésének csaknem nyolcvan százaléka e két területről származik.

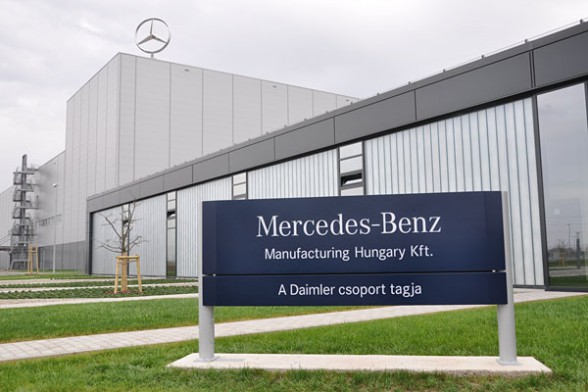
A kecskeméti Mercedes-Benz Manufacturing Hungary Kft.

Az élelmiszeripar hagyományosan erős a megyében, különösen a szeszfőzés, a malomipar és a konzervipar területén. A járműipar térnyerése az utóbbi években jelentős volt, különösen Kecskeméten, ahol a Mercedes-Benz gyár működik, amely több ezer munkahelyet teremtett és hozzájárult a megye gazdasági fejlődéséhez.

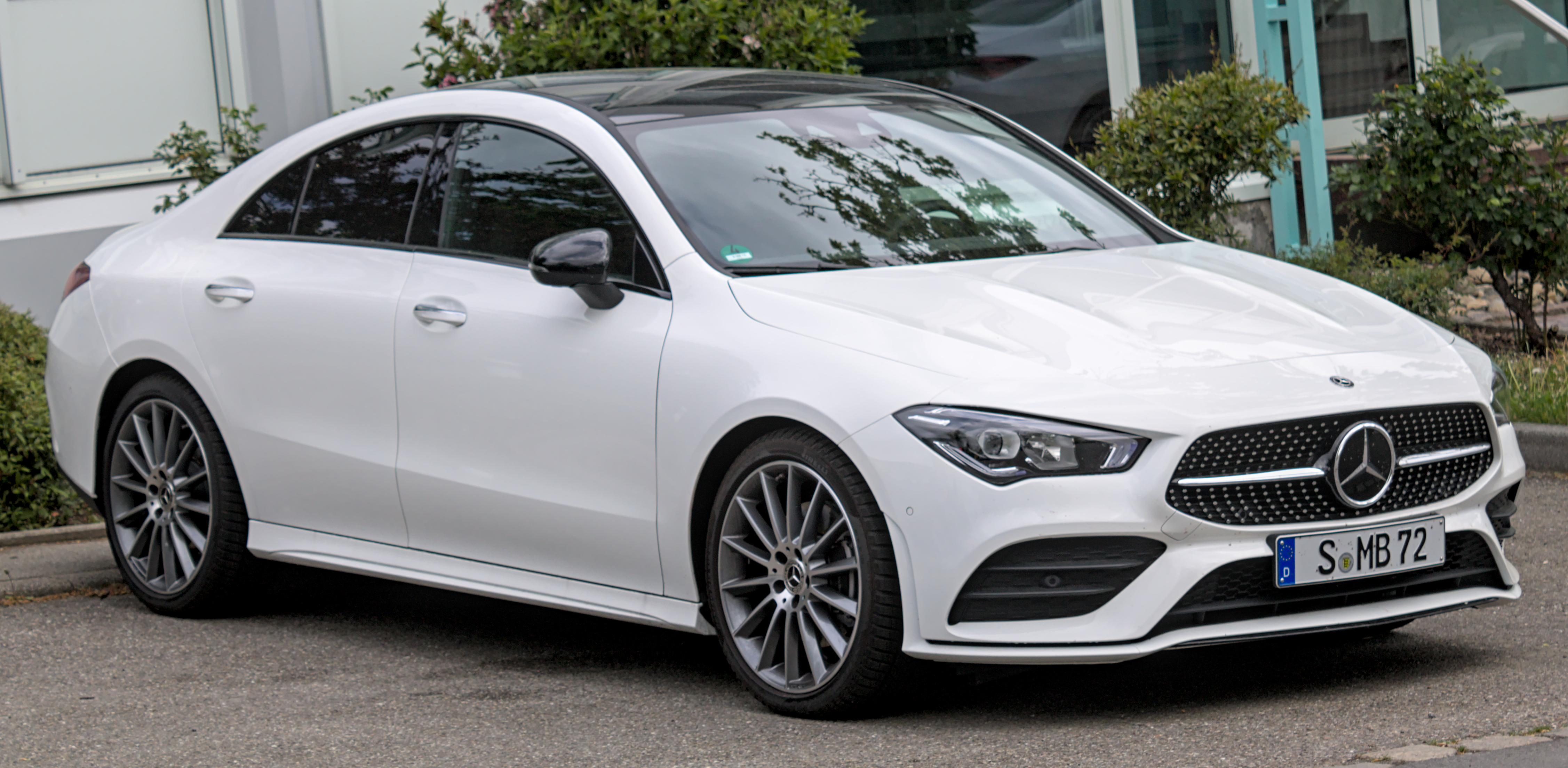
A kecskeméti Mercedes-Benz gyárban összeszerelt CLA-modell

A megye ipara erősen exportorientált; az értékesítés 82%-a külföldre irányul, ami meghaladja az országos átlagot.
Gazdaságában az egyéni vállalkozók és a kisvállalkozások dominálnak; a működő vállalkozások 94%-a legfeljebb 9 főt foglalkoztat. A megyei székhelyű vállalkozások között közel 500 külföldi tulajdonú cég található, amelyek jelentős része a feldolgozóiparban tevékenykedik.

### Bányászat
A megye északi része ásványkincsekben szegény, déli részén viszont kisebb, illetve közepes mennyiségű kőolaj- és földgázlelőhelyek találhatók szétszórtan. A feldolgozóipar jelentős.
A bányászati tevékenységek közé tartozik például a homok és kavics kitermelése, amelyek az építőipar számára fontosak. Egy példa erre a Sükösd településen található homokbánya, amelynek környezetvédelmi engedélyezési dokumentációja elérhető a Kecskeméti Járási Hivatal honlapján.
A megye területén található bányászati tevékenységekre vonatkozó kérelmek és engedélyek nyilvánosak, és közérdekű adatigénylés keretében hozzáférhetők. Egy ilyen adatigénylés például a 2019. január 1. utáni időszakra vonatkozóan kérte a bányászati tevékenység végzésére vagy bánya nyitására irányuló kérelmek számát, a bányatelkek elnevezését, a kérelmezők nevét, valamint a kapcsolódó határozatokat és környezetvédelmi hatásvizsgálati dokumentációkat.

### Mezőgazdaság
A megyében a mezőgazdaság és az ehhez kapcsolódó ágazatok még mindig nagyobb jelentőséggel bírnak.Kecskemétet már a 19. század végén is a magyar gyümölcstermesztés központjaként tartották számon. A homoki borok sikere nyomán 1884-ben felavatták a miklóstelepi szőlészeti mintagazdaságot. Napjainkban mintegy 20 000 hektáron termelnek értékesíthető szőlőt (csemegeszőlőt és borszőlőt). Az ország legjelentősebb kajszibaracktermő területe is itt található, a megye északi részén.
A megye nagy részén termelnek még rozst, a Duna mentén pedig kukoricát és árpát is.

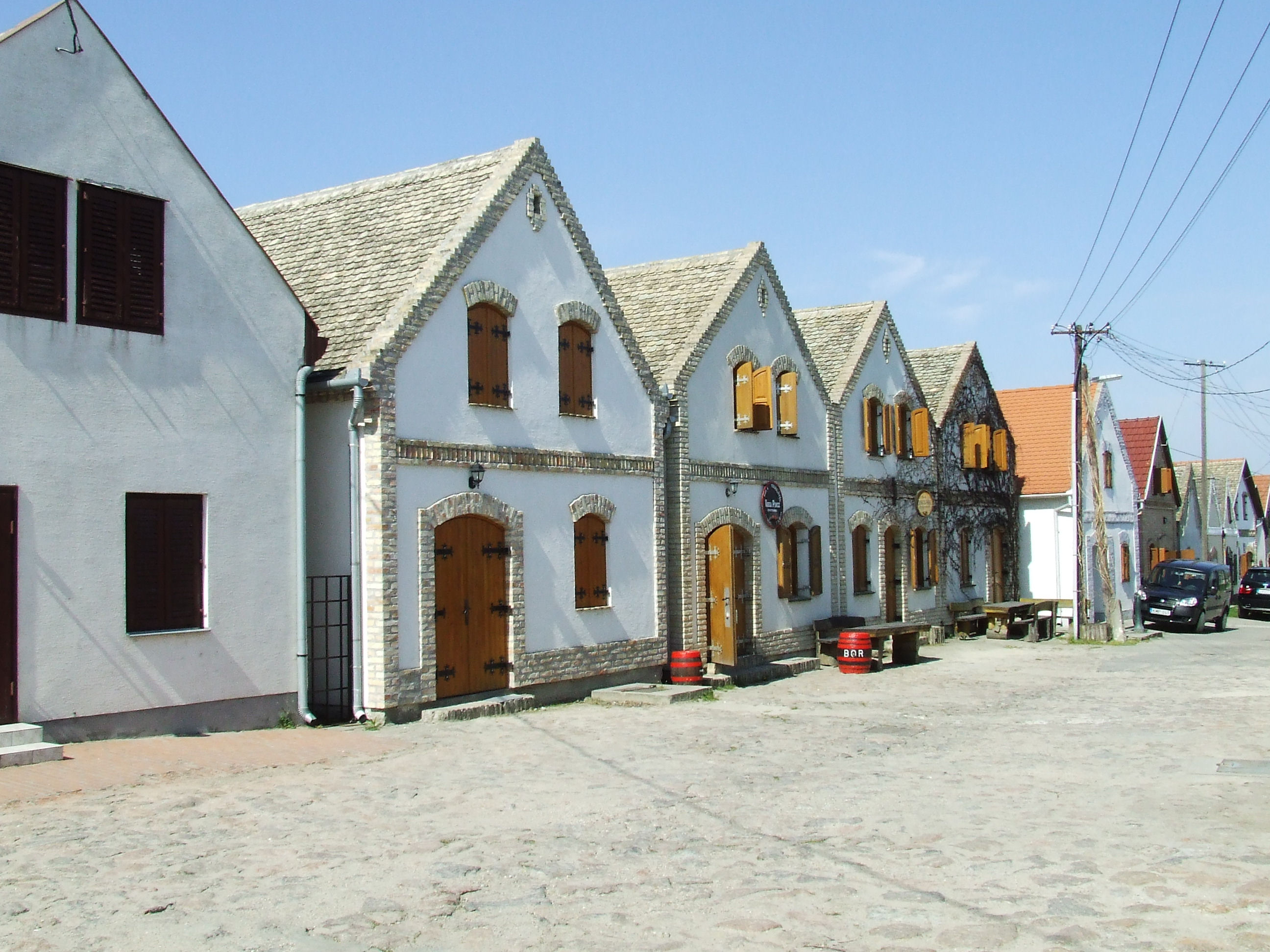
A hajósi pincesor

A megye gazdálkodásához régebben sajátos tanyasi életforma tartozott. A tanyák létjogosultságát Mária Terézia uralkodása óta vitatják, mégis még 1990-ben is a megye lakosságának 13%-a, több mint 71 000 ember élt a tanyasi külterületeken. Mára azonban részben már megváltozott a tanyák funkciója, és sokan inkább pihenőhelyként használják őket.

## Nyelvjárás
A vármegye Magyarország déli részén helyezkedik el, nyelvjárási szempontból a magyar nyelv dél-alföldi nyelvjárási régiójához tartozik. Ez a régió a magyar nyelvterület egyik jellegzetes nyelvjárási csoportja, amely sajátos kiejtési és szókincsbeli jellemzőkkel bír.

#### Kiejtés
- Magánhangzók nyúlása: A dél-alföldi nyelvjárásban gyakori a magánhangzók nyúlása, például a "fa" szót "fá"-nak ejtik.
- Az "a" és "e" hangok zártabb ejtése: Az "a" hangot gyakran zártabban, az "e" hangot pedig nyíltabban ejtik, például a "hal" szót "hol"-nak, a "kenyér" szót "kanyér"-nak ejtik.

#### Szókincs
- Tájnyelvi szavak: A régióban számos olyan szó használatos, amely eltér a köznyelvtől. Például a "csősz" helyett "betyár", a "gyermek" helyett "purdé" kifejezést használják.
- Növény- és állatnevek: A helyi növény- és állatvilághoz kapcsolódóan sajátos elnevezések is előfordulnak, amelyek más régiókban nem ismertek vagy mást jelentenek.

Fontos megjegyezni, hogy a nyelvjárások folyamatosan változnak, és a fiatalabb generációk körében a nyelvjárási sajátosságok használata csökkenhet a köznyelv és a média hatására.
| Tájszólás | Jelentés                      |
| --------- | ----------------------------- |
| csetres   | mosatlan edény                |
| jöttment  | nem törzsgyökeres lakos       |
| zákányos  | másnapos                      |
| bumbardó  | műanyag kanna                 |
| hökkencs  | malac                         |
| firhang   | függöny                       |
| virityköl | iszik                         |
| pucor     | sertésgyomor                  |
| lajbi     | mellény                       |
| pacuha    | rendetlenül felöltözött ember |
| lábtó     | létra                         |
| palincs   | mérleghinta                   |
| tutyi     | kapucni                       |
| uszu      | tökmag                        |
| gugyi     | buta                          |
| sergő     | körhinta                      |
| purdé     | gyermek                       |
| betyár    | csősz                         |

## Gasztronómia
A vármegye gazdag és sokszínű gasztronómiai hagyományokkal rendelkezik, amelyek a térség történelmi, kulturális és természeti adottságaiból fakadnak. Konyhaművészetét a helyi alapanyagok, a hagyományos magyar ételek, valamint a betelepült nemzetiségek – például a svábok és a kunok – gasztronómiai hatásai alakították.

### Jellegzetes ételek és alapanyagok
- Bajai halászlé: A megye egyik legismertebb étele a bajai halászlé, amely különlegessége, hogy gyufatésztával tálalják. A Duna közelsége és a halászat hagyományai hozzájárultak e fogás népszerűségéhez.
- Félegyházi hízott libamáj: Kiskunfélegyháza környékén a hízott libamáj előállítása évszázados múltra tekint vissza. A helyi tapasztalat és a kiváló minőségű állatállomány révén a félegyházi libamáj világszerte elismert gasztronómiai alapanyag.
- Cibl tánkíd: A Császártöltés környékén élő svábok hagyományos étele, amely egyfajta savanyú káposztás húsétel.
- Káposztás rétes: Kiskőrösön elterjedt házi specialitás a káposztás rétes, amely a helyi gasztronómia egyik különlegessége.
- Spárgapuffancs: A felső-bácskai régióban népszerű étel a spárgapuffancs, amely a helyi spárgatermesztésnek köszönhetően vált kedveltté.
- Krumplikása (pempő): A kunszentmiklósi kistérség jellegzetes étele a krumplikása, más néven pempő, amely egyszerű, de laktató fogás.
- Prósza: Szintén a kunszentmiklósi vidéken kedvelt étel a prósza, amely egy kukoricalisztből készült lepényféle.
- Tarhó: A honfoglaló magyarok által hozott joghurtféleség, amely a századelőn még gyakori étel volt a térségben.[26]Bajai halászlé

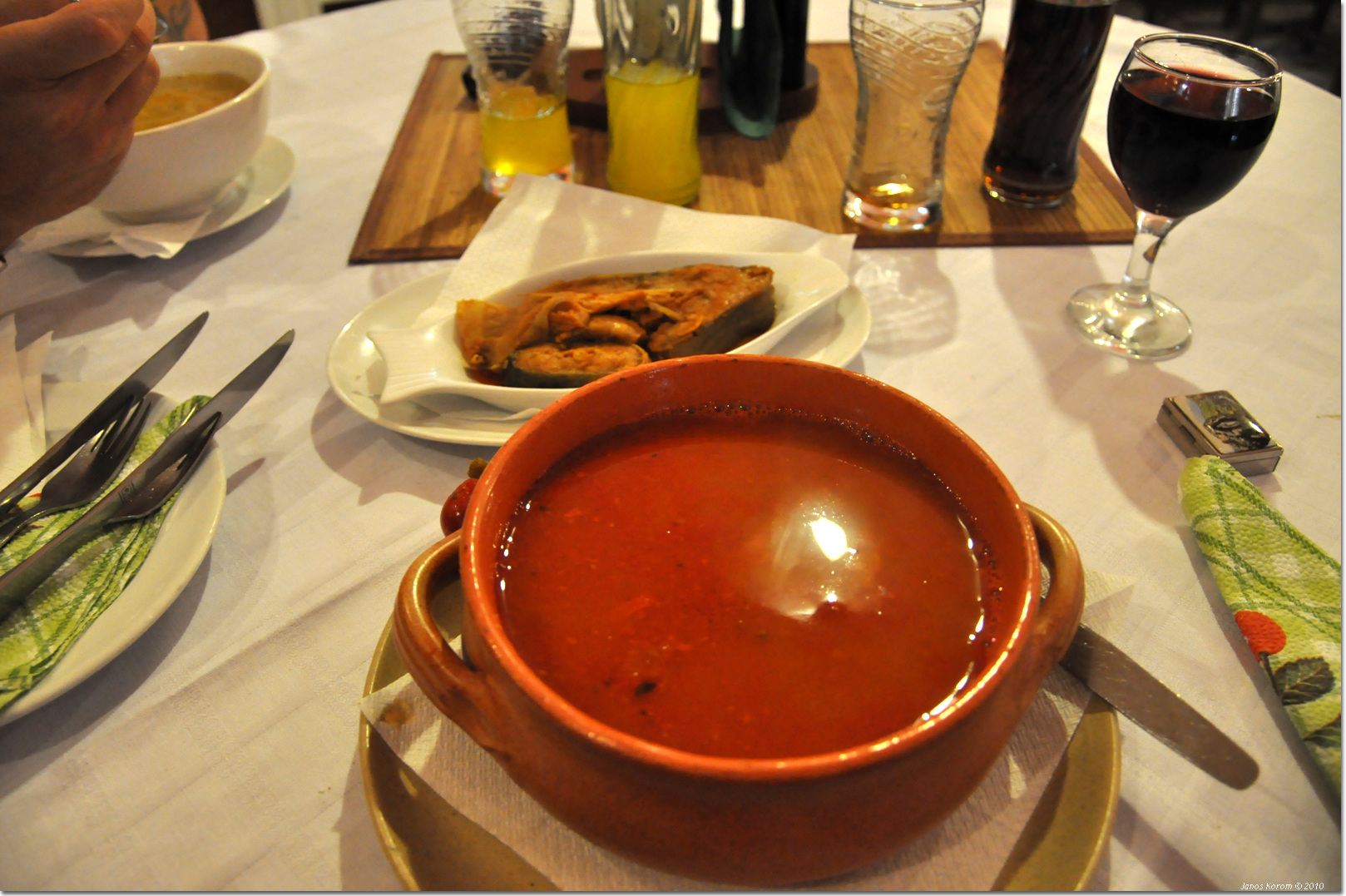
Bajai halászlé

### Helyi alapanyagok és termékek
- Paprika: A megye számos területén termesztenek kiváló minőségű paprikát, amely alapvető fűszere a magyar konyhának.
- Szőlő és bor: A Hajós-Bajai borvidék a megye jelentős borvidéke, ahol kiváló minőségű borokat készítenek. A hajósi pincefalu különleges látványosság, ahol több száz présház található.
- Méz: A Kiskunság területén a méhészet hagyományai erősek, és a helyi mézek kiváló minőségűek.

### Gasztronómiai rendezvények
- Bajai Halfőző Fesztivál: Minden év júliusában megrendezett esemény, ahol a halászléfőzés és a helyi zenei programok vonzzák a látogatókat.
- Tavaszi Pincenyitogató Hajóson: Áprilisban a hajósi pincefalu nyitott pincékkel és boros programokkal várja a borkedvelőket.
- Farsangi disznótoros hétvége Kiskunmajsán: A Jonathermál Motelben hagyományőrző disznótoros programokat szerveznek, amelyek a helyi gasztronómiai hagyományokat mutatják be.[27]

## Oktatás és köznevelés

### Általános iskolák
Bács-Kiskunban számos általános iskola működik, amelyek változatos oktatási programokat és specializációkat kínálnak a diákok számára. A megyében összesen 181 általános iskola található, amelyekben mintegy 33 759 tanuló folytatja tanulmányait.
Az iskolák többsége állami fenntartású, de jelentős számban találhatók egyházi és magánintézmények is. A Kecskeméti Tankerületi Központ például számos általános iskolát felügyel, mint például a Kecskeméti Belvárosi Zrínyi Ilona Általános Iskola és tagintézményei, a Kecskeméti Corvin Mátyás Általános Iskola és tagintézményei, valamint a Kecskeméti Vásárhelyi Pál Általános Iskola és Alapfokú Művészeti Iskola és tagintézményei.
A megyében található iskolák között vannak olyanok, amelyek speciális programokat kínálnak. Például a Kecskeméti Kodály Zoltán Ének-zenei Általános Iskola, Gimnázium és Szakgimnázium kiemelkedő zenei képzést nyújt, míg az Akácvirág Waldorf Óvoda, Általános Iskola és Alapfokú Művészeti Iskola alternatív pedagógiai módszereket alkalmaz.
Az iskolák elérhetősége és kínálata településenként változik, ezért érdemes a helyi önkormányzatok vagy a tankerületi központok honlapjain tájékozódni a konkrét intézményekről és azok programjairól.

### Középiskolák
A megyében számos középiskola működik, amelyek különböző oktatási programokat és szakterületeket kínálnak a diákok számára,megtalálhatók gimnáziumok, szakképző iskolák és technikumok is.
A megyeszékhelyen, Kecskeméten, több neves középiskola is működik. A Katona József Gimnázium és a Bolyai János Gimnázium magas színvonalú oktatást nyújtanak, míg a Kecskeméti Református Gimnázium a református hittudatú és szellemű nevelést helyezi előtérbe.
A megye más városaiban is számos középiskola található. Például Baján a III. Béla Gimnázium, Kiskunhalason a Bibó István Gimnázium, Kiskunfélegyházán pedig a Móra Ferenc Gimnázium kínál érettségit adó képzéseket.
A szakképzés területén is széles a választék. A Kiskunhalasi Szakképzési Centrum Vári Szabó István Szakképző Iskola és Kollégium például különböző szakmai képzéseket kínál a diákok számára.
A középiskolák elérhetősége és kínálata településenként változik, ezért érdemes a helyi önkormányzatok vagy a megyei oktatási portálok honlapjain tájékozódni a konkrét intézményekről és azok programjairól.

### Felsőoktatás
Több felsőoktatási intézmény is működik, amelyek különböző képzési területeken kínálnak lehetőségeket a hallgatók számára. Az alábbiakban néhány jelentősebb intézményt és azok főbb jellemzőit ismertetem:
Neumann János Egyetem (Kecskemét): Az egyetem több karral rendelkezik, amelyek különböző szakterületekre fókuszálnak:
- GAMF Műszaki és Informatikai Kar: Mérnöki és informatikai képzéseket kínál, címe: 6000 Kecskemét, Izsáki út 10.[29]
- Kertészeti és Vidékfejlesztési Kar: A kertészeti tudományok és a vidékfejlesztés területén nyújt képzéseket, címe: 6000 Kecskemét, Mészöly Gyula tér 1-3.[29]

Eötvös József Főiskola (Baja): A főiskola több mint 150 éves múltra tekint vissza, és a város egyik legrégebbi, legpatinásabb intézménye. Képzési kínálata elsősorban a pedagógusképzésre és a műszaki területekre összpontosít.
Károli Gáspár Református Egyetem - Tanítóképző Főiskolai Kar (Kecskemét): A kar tanítóképzéssel foglalkozik, és a református egyház fenntartásában működik. Címe: 6000 Kecskemét, Kaszap utca 6–14.
Gál Ferenc Egyetem Bolberitz Pál Intézete (Kecskemét): Az intézet 2022 szeptemberétől négy új felsőfokú továbbképzést indított Kecskeméten, bővítve ezzel a helyi felsőoktatási kínálatot.

Ezek az intézmények széles körű képzési lehetőségeket biztosítanak a megyében élők és az ide jelentkezők számára, hozzájárulva a régió oktatási és szakmai fejlődéséhez.

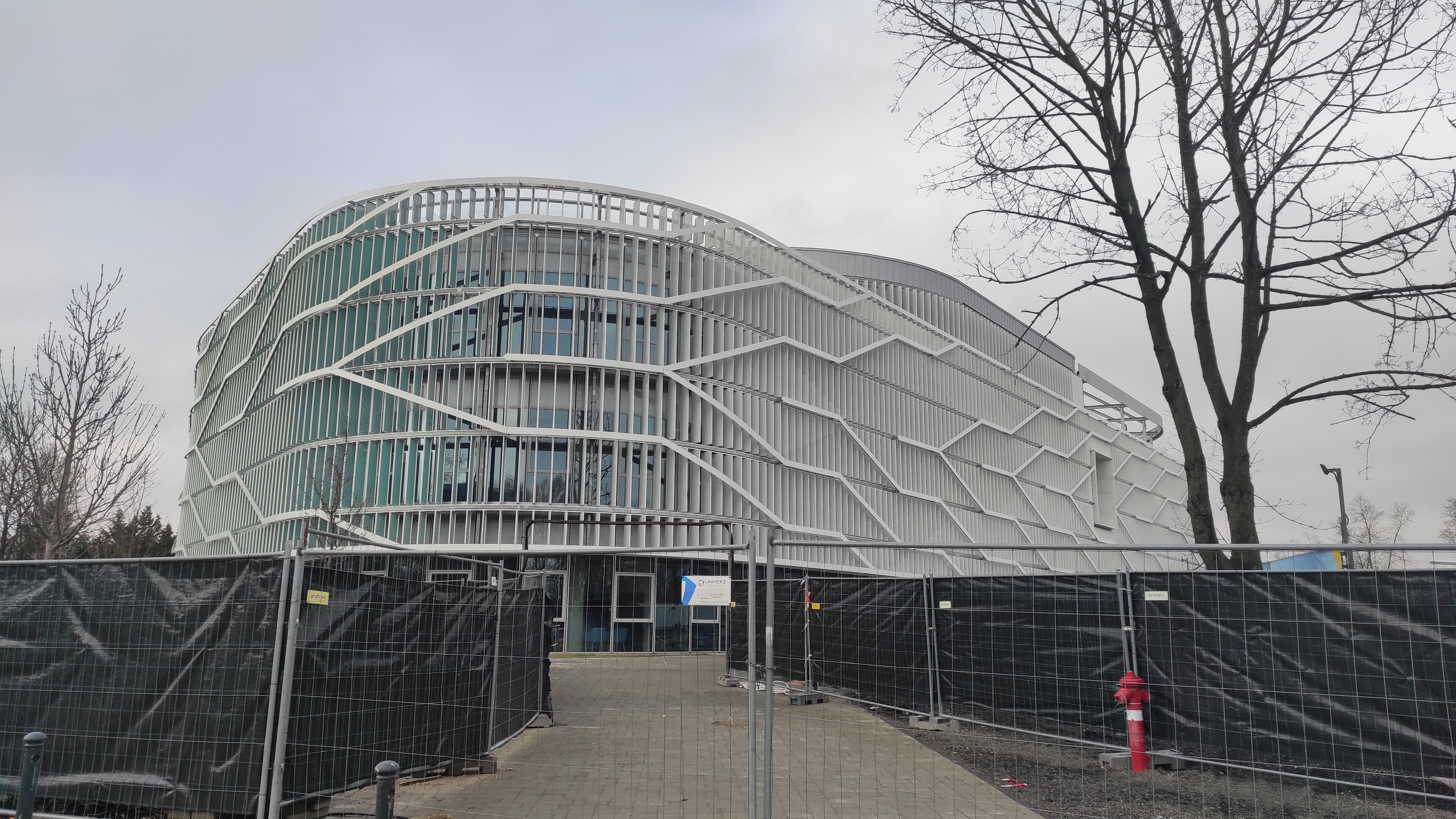
Neumann János Egyetem
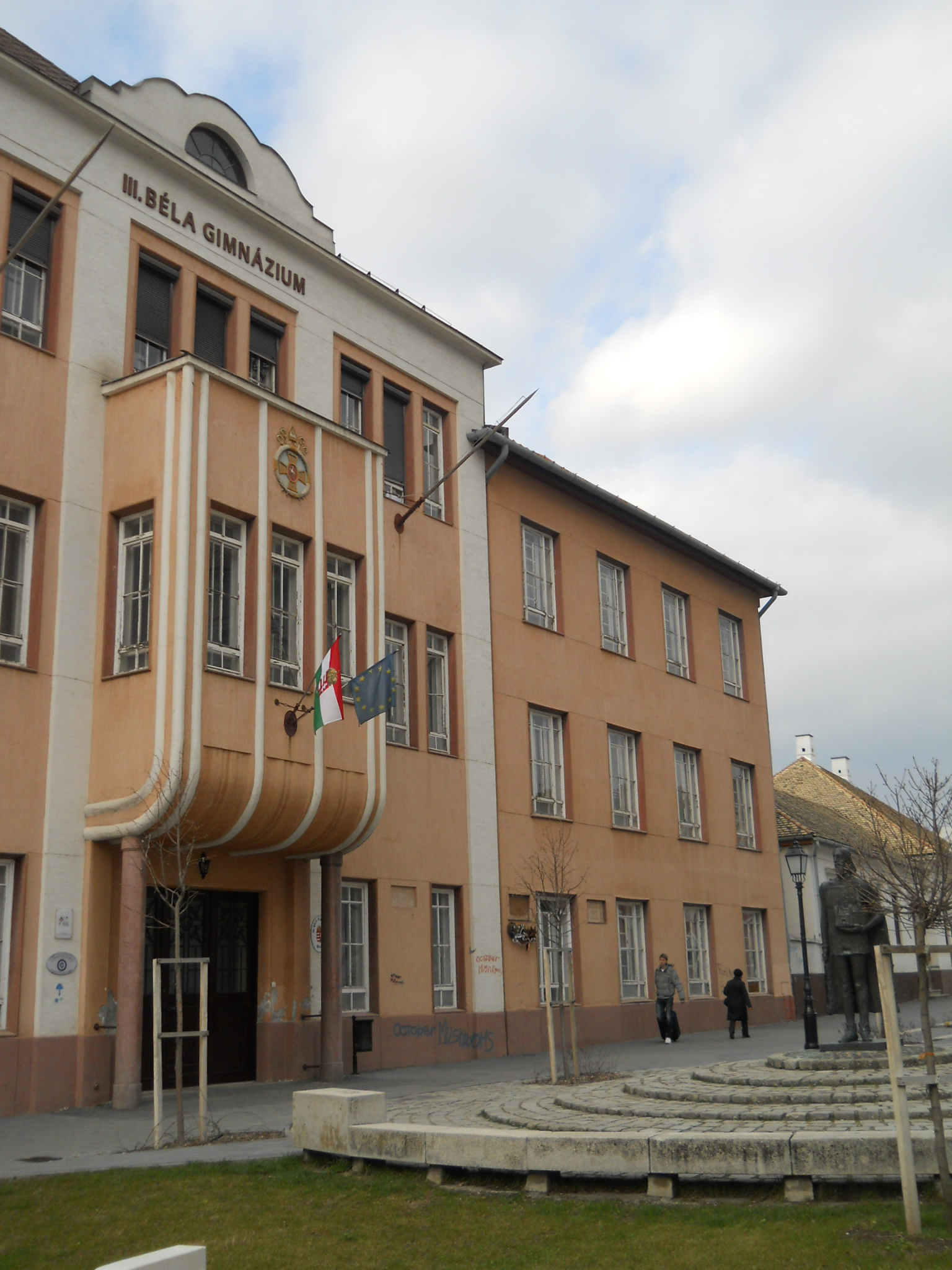
III. Béla Gimnázium
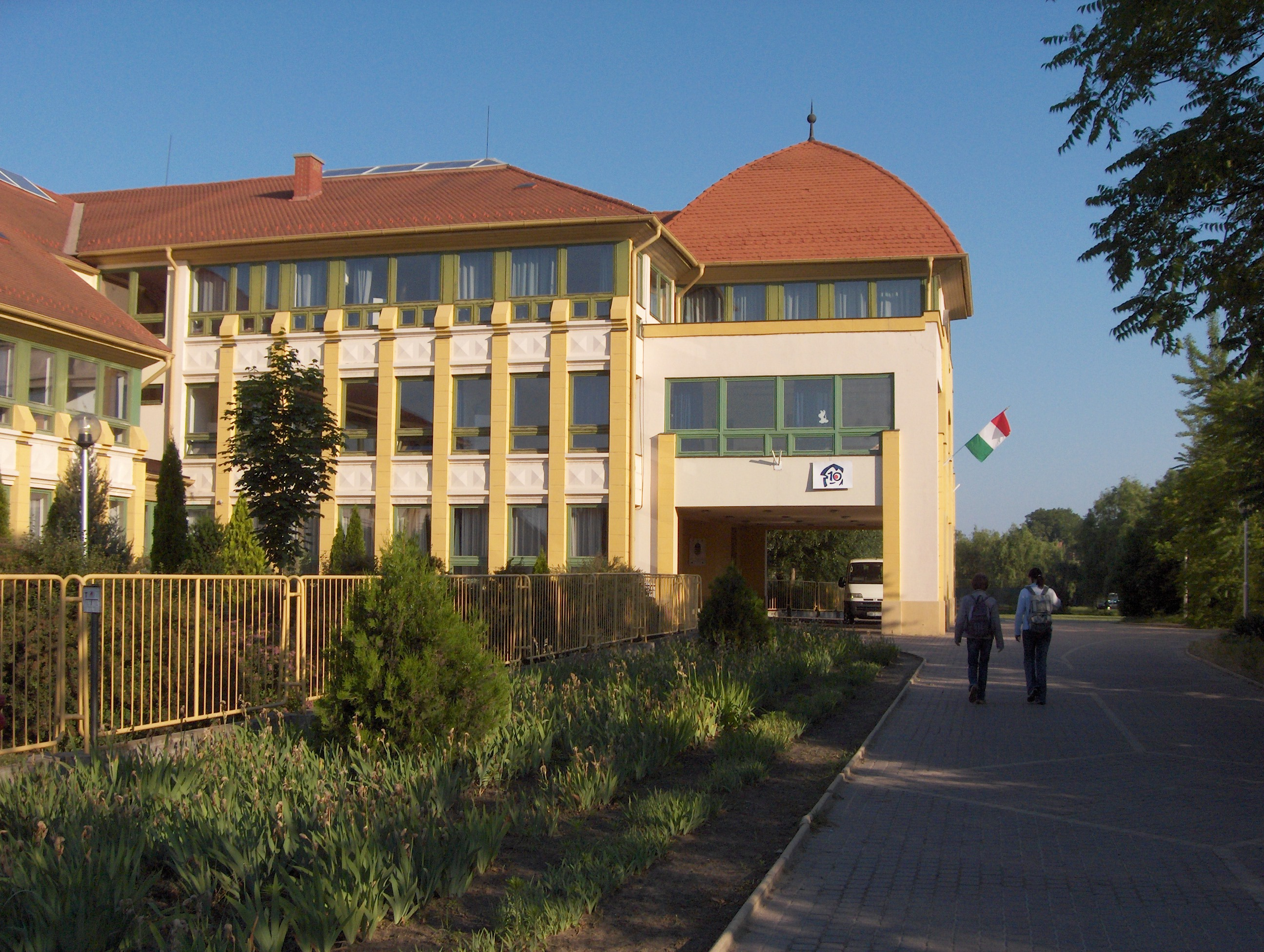
Bibó István Gimnázium
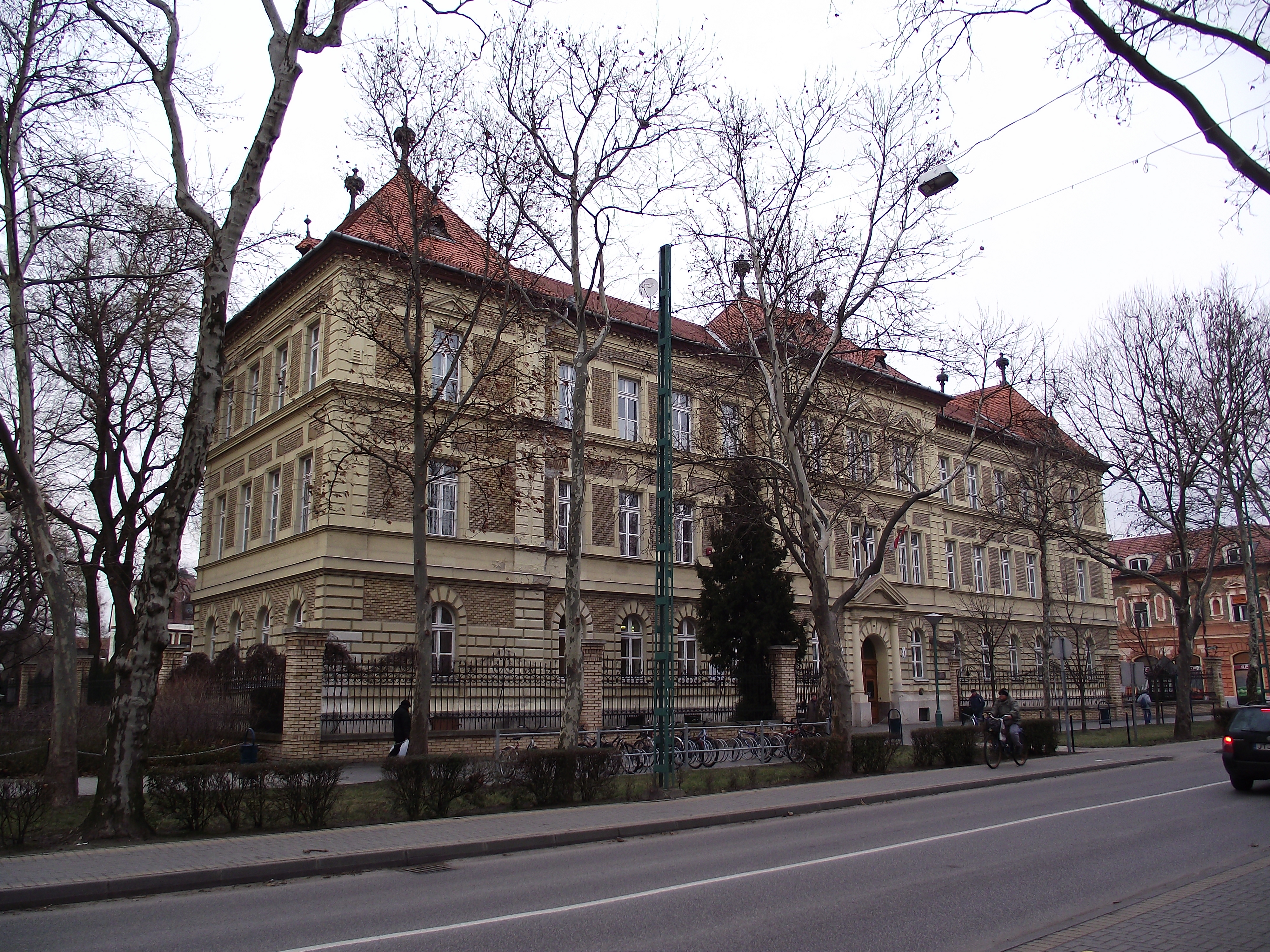
Móra Ferenc Gimnázium

## Sport
A megye egyik leghíresebb sportolója a Hercegszántón született Albert Flórián, Magyarország egyetlen aranylabdás labdarúgója. Kecskeméten született három olimpiai bajnok, Bóbis Gyula, Polyák Imre birkózók és Földi Imre súlyemelő, a Nemzet Sportolója. A jelenleg is aktív sportolók közül kiemelkedik a kiskunhalasi születésű teniszezőnő, Szávay Ágnes.

### Csapatsportok
A megye korábban a Stadler FC és a Tiszakécske FC, illetve ideiglenesen a Gázszer FC révén képviseltette magát az élvonalban, jelenleg a Kecskeméti TE az egyetlen NB I-es csapata. 2009–2010-ben az adott sportág legmagasabb osztályában játszik a Kecskeméti KSE férfi, és a Bajai NKK női kosárlabdacsapat, a Kecskeméti KSE férfi, és a Kiskunhalasi NKSE női kézilabdacsapat, a Kecskeméti SE férfi röplabdázói, valamint a Kecskeméti Atlétika és Rugby Club. A megyének van vízilabdacsapata is, a Kiskunfélegyházi Vízilabda Sportegyesület.

## Infrastruktúra és közlekedés
A megyén keresztül halad át az M5-ös autópálya, és az 5-ös országos főútvonal. Igen sok másodrendű de jelentős főút ágazik ki a megyeszékhelyből, ezáltal könnyen megközelíthető az ország számos területéről.
A megyén halad át továbbá a Budapest–Kelebia(–Szabadka–Belgrád) nemzetközi és a (Budapest–)Cegléd–Szeged országos vasútvonal.

### Autópályák
Bács-Kiskun közlekedését meghatározó elemei az észak–déli irányú gyorsforgalmi utak, amelyek kiemelkedő szerepet töltenek be a hazai és nemzetközi tranzitforgalomban. A megye területén két autópálya halad át: az M5-ös és az M8-as.
A legfontosabb gyorsforgalmi út a megyében az M5-ös autópálya, amely Budapestet köti össze Szegeddel, majd továbbvezet a szerb határ felé, Röszkénél csatlakozva a nemzetközi E75-ös útvonalhoz. Az M5-ös autópálya Bács-Kiskun megyét észak-déli irányban szeli át, és olyan jelentős városokat érint, mint Lajosmizse, Kecskemét, Kiskunfélegyháza és Balástya. A pálya különösen fontos a térség gazdasági életében, mivel közvetlen kapcsolatot biztosít a főváros, valamint a Balkán irányába vezető útvonalak felé.
A másik jelentős gyorsforgalmi út az M8-as autópálya (illetve gyorsforgalmi szakasz), amely Bács-Kiskun nyugati peremén, Dunavecse térségében halad keresztül, és a Duna fölött vezető híd révén köti össze a megye területét a Dunántúllal. Bár ez az út még nem teljes hosszában kiépített autópálya, a meglévő szakaszok – különösen a Pentele híd környékén – fontos szerepet játszanak a kelet–nyugati irányú közlekedésben.
Fontos megemlíteni, hogy az M44-es gyorsforgalmi út, amely a Dél-Alföld közlekedési gerincútjává válhat, közvetlenül nem halad át Bács-Kiskun megyén, de közelsége révén Kecskemét és térsége számára is elérhető közúti kapcsolatokat biztosít Békés és Jász-Nagykun-Szolnok vármegyék irányába.
| Út | Európai út | Érintett települések, nagyobb kereszteződések                                                                  | Hossz     | Hossz     | Hossz | Hossz     | Térkép |
| Út | Európai út | Érintett települések, nagyobb kereszteződések                                                                  | Teljes    | Elkészült | Épül  | Tervezett | Térkép |
| -- | ---------- | --- | --------- | --------- | ----- | --------- | ------ |
|    |            | Budapest – Gyál (M0) – Kecskemét (M8) – Szeged (M43) – Röszke / Szerbia                                        | 160 km    | 160 km    | —     | —         |        |
|    |            | Balatonfőkajár (M7) – Sárbogárd (M81) – Dunaújváros (M6) – Kecskemét (M5) – Nagykőrös (M44) – Abony (M4 / M32) | 163 km    | 10 km     | 0 km  | 153 km    |        |
|    |            | Szekszárd (M6) – Nemesnádudvar                                                                                 | 31 km     | 21 km     | 0 km  | 10 km     |        |
|    |            | Kecskemét (M8) – Szarvas – Békéscsaba                                                                          | 168 km    | 93 km     | 32 km | 43 km     |        |
|    |            | Hollád (M7 / M76) – Kaposvár – Szigetvár (M60), majd Bóly (M6 / M60) – Tompa – Szeged (M5 / M43)               | 90+131 km | 0 km      | 0 km  | 90+131 km |        |

### Főútak
A vármegye úthálózatának gerincét a főutak alkotják, amelyek az autópályák mellett fontos szerepet játszanak a települések közötti kapcsolattartásban, a gazdasági élet működésében, valamint a regionális közlekedésben. A megye területén több országos jelentőségű főút is áthalad, amelyek közül több nemzetközi forgalmat is bonyolít.

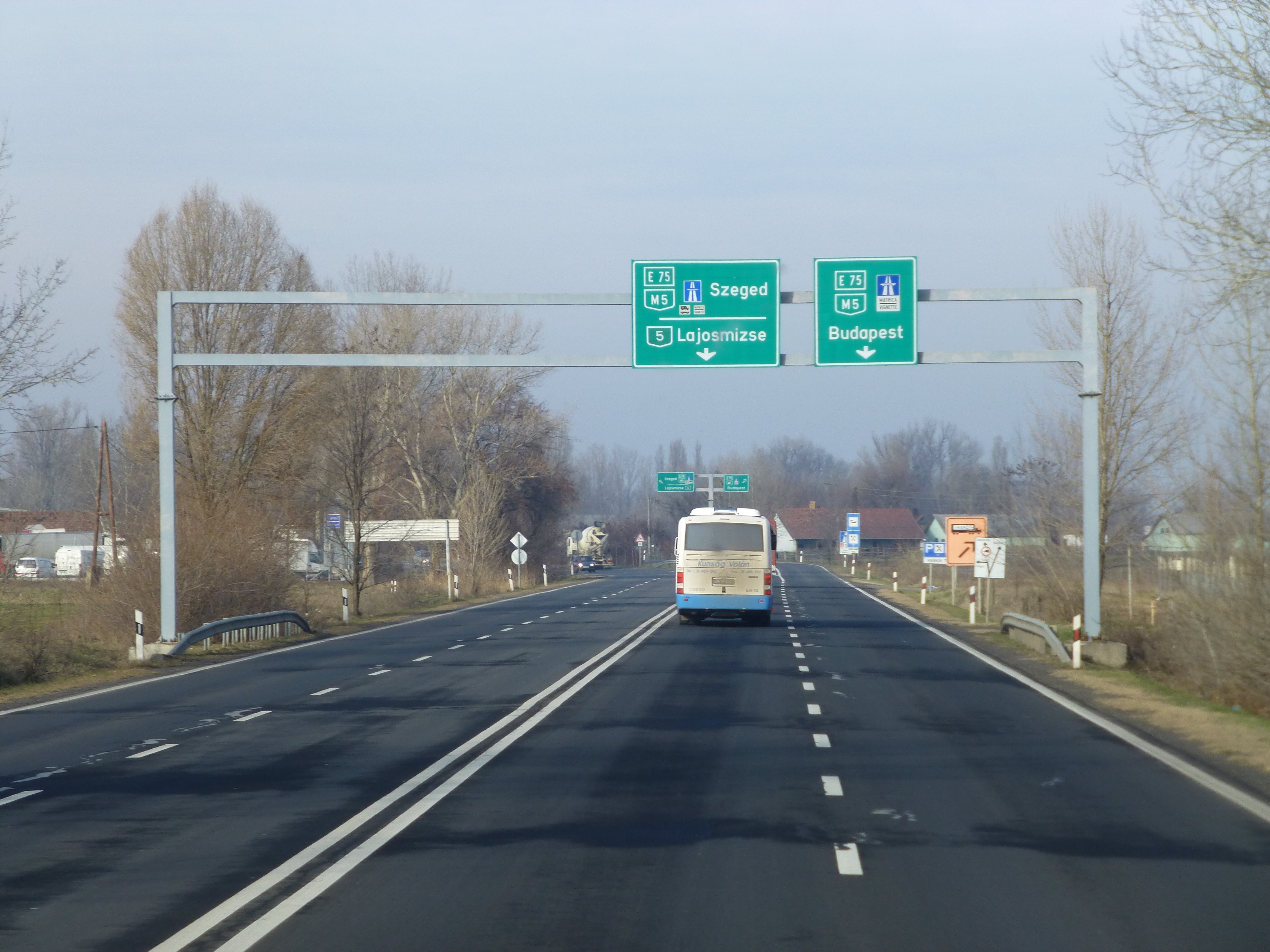
Az 5-ös főút Kecskemét közelében

A legfontosabb főútvonal a megyében az 5-ös számú főút, amely párhuzamosan halad az M5-ös autópályával. Az út Budapestet köti össze Szegeddel, és Lajosmizse, Kecskemét, Kiskunfélegyháza érintésével szeli át a megyét észak–déli irányban. Bár az M5-ös megépítésével a tranzitforgalom nagy része az autópályára terelődött, az 5-ös út továbbra is jelentős forgalmat bonyolít, különösen a helyi és teherforgalom számára.
A 44-es főút kelet-nyugati irányban halad, és a megye északi részén, Kecskeméten keresztül kapcsolja össze Békéscsabát a főváros térségével. Ez az út is részben tehermentesítésre került az M44-es gyorsforgalmi út megépítésével, de fontos szerepet tölt be a Kecskemét környéki agglomeráció közlekedésében.
Az 52-es főút a Duna és a Tisza közötti térséget köti össze. A Kalocsa–Kecskemét irányban húzódó útvonal elsősorban a megye belső közlekedését szolgálja, de kapcsolatot teremt a dunai átkelés (pl. Dunaföldvár) irányába is.
Az 54-es főút egy másik fontos kelet–nyugati tengely, amely Baja és Kecskemét között biztosít kapcsolatot. Az út különösen jelentős a mezőgazdasági termelés szempontjából, hiszen a Dél-Alföld termékeny területein halad keresztül, és fontos szerepet tölt be az áruszállításban.
Az 53-as főút a megye déli részén húzódik, és Baja–Soltvadkert–Kiskunhalas között teremt kapcsolatot. Ez a főút a déli települések közlekedési gerince, és a szerb határhoz való közelsége miatt nemzetközi forgalom számára is jelentős lehet.
A megye legkeletebbi főútja a 451-es főút, amely Kiskunfélegyháza és Szentes között teremt kapcsolatot, valamint a 441-es főút, amely Cegléd és Kecskemét között fut.
| Út | Érintett települések | Hossz   | Térkép |
| -- | --- | ------- | ------ |
|    | Felsőlajos – Lajosmizse – Kecskemét – Városföld – Kiskunfélegyháza | 185 km  |        |
|    | Kecskemét – Lakitelek – Tiszaug | 144 km  |        |
|    | Tass – Szalkszentmárton – Dunavecse – Apostag – Solt – Harta – Dunapataj – Kalocsa – Bátya – Fajsz – Dusnok – Sükösd – Érsekcsanád – Baja – Bátmonostor – Nagybaracska – Csátalja – Dávod – Hercegszántó | 191 km  | –      |
|    | Kecskemét – Fülöpszállás – Solt | 64 km   | –      |
|    | Solt – Dunatetétlen – Akasztó – Kiskőrös – Soltvadkert – Pirtó – Kiskunhalas – Kisszállás – Tompa | 89 km   | –      |
|    | Kecskemét – Jakabszállás – Bócsa – Soltvadkert – Kecel – Császártöltés – Érsekhalma – Nemesnádudvar – Sükösd                                                                                             | 94 km   | –      |
|    | Kisszállás – Mélykút – Tataháza – Felsőszentiván – Csávoly – Baja | 122 km  | –      |
|    | Gátér – Kiskunfélegyháza | 31,4 km | –      |
|    | Kecskemét | 13,5 km | –      |
|    | Kiskunfélegyháza – Gátér | 42,3 km | –      |
|    | Baja | 3,7 km  | –      |
|    | Dunavecse – Apostag | 7,9 km  | –      |
|    | Kiskunfélegyháza | 9,4 km  |        |
|    | Baja | 1,8 km  | –      |

#### Úthálózat
Központi elhelyezkedéséből adódóan az ország forgalmának nagy része szükségszerűen áthalad a megyén. A megye főútjainak teljes hossza 2002-ben 2213 kilométer volt, így minden 100 négyzetkilométernyi területre 26 kilométernyi főút jut. Annak ellenére, hogy az elmúlt évtizedben rengeteg munka áldozott az utak minőségének javítására, állapotuk az intenzív használat miatt romlott. 2002-ben ötvenhat kilométernyi autópálya szelte át a megyét, amely összeköttetést biztosít Szerbiával és a Balkánnal.
Az M5-ös autópálya és az 5-ös főút is keresztül halad Bács-Kiskunon. A megyében számos másodrendű út található, így minden falu könnyen megközelíthető.

### Vasúthálózat és kikötők

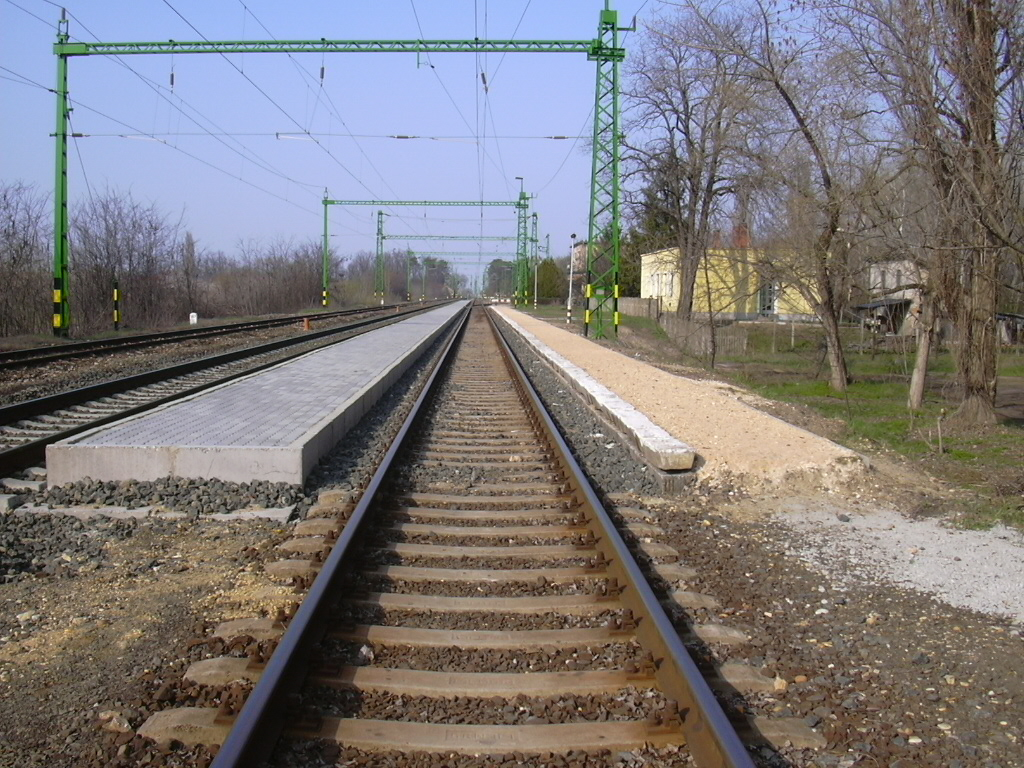
A katonatelepi állomás

A megyén áthalad a Budapest-Szabadka-Belgrád nemzetközi vasútvonal és a Budapest-Cegléd-Szeged országos vasútvonal. A vasútvonal hossza 2001-ben 641 kilométer volt (32%-ban villamosított), a legjelentősebb vonalai Budapest és Szeged között, valamint a Magyarországot északnyugat-délkeleti irányban átszelő nemzetközi gyorsvonatok Belgrádba vezető útvonala között húzódnak. A fő- és mellékvonalak mellett számos keskeny nyomtávú vágány található a „nosztalgiavonatok” számára, amelyek turisztikai látványosságként működnek.
Baja a déli országrész legfontosabb közlekedési csomópontja. Vasúti és közúti csomópontja különösen fontos a Duna-híd jelenléte miatt, amely összeköttetést biztosít a Dél-Alföld és a Dunántúl között. A városban található az ország legjobban felszerelt kikötője, ahol további fejlesztési lehetőségek várják a befektetőket.

### Repülőterek

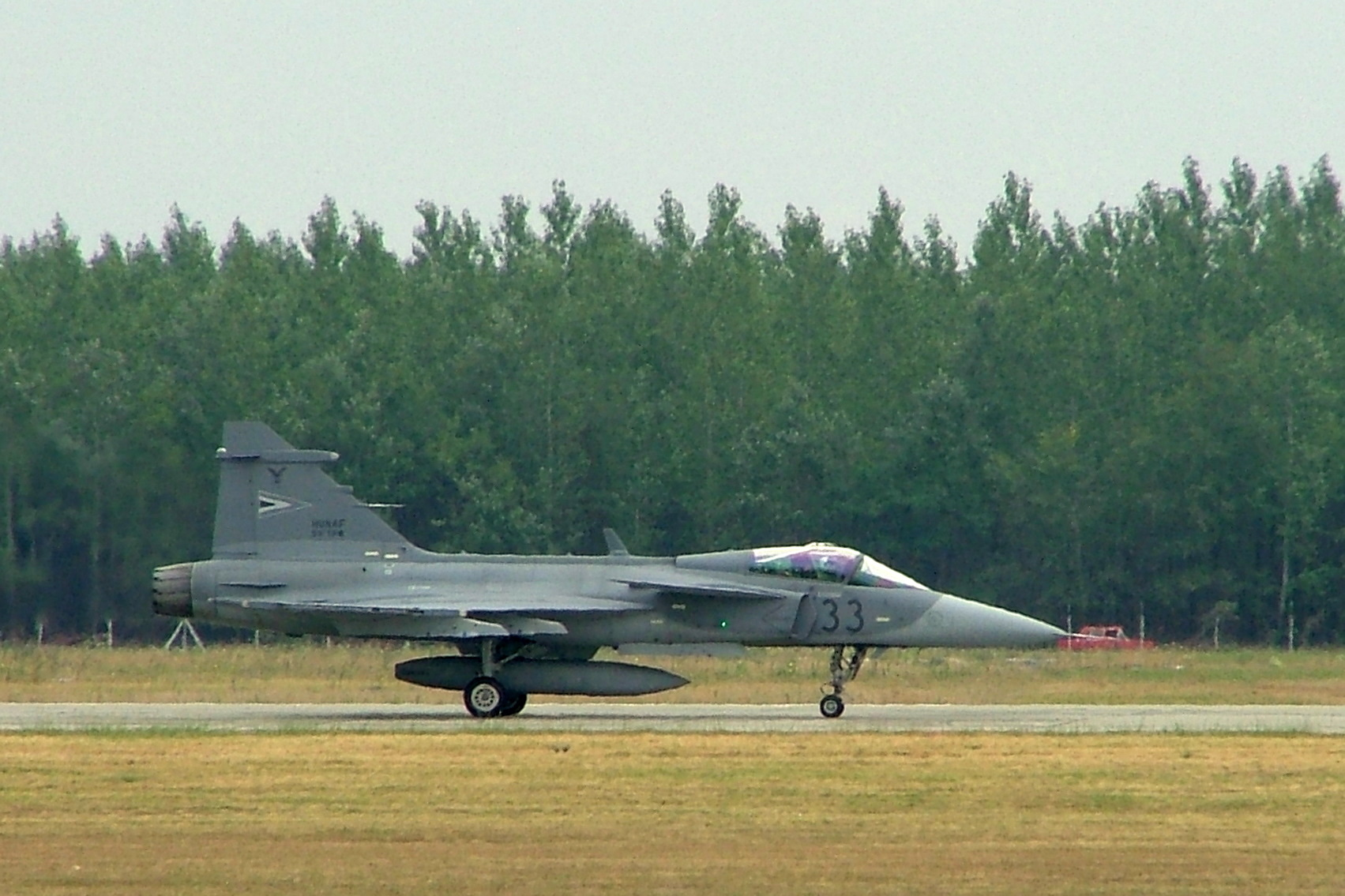
A Magyar Honvédség JAS 39 EBS HU C Gripen repülőgépe a 2007-es Kecskeméti repülőnapon

A vármegye egyetlen kecskeméti repülőtere katonai, elsősorban áruszállításra, esetenként polgári repülőgépek fogadására szolgál. A közeli budapesti Liszt Ferenc Nemzetközi Repülőtérről azonban alig egy óra alatt elérhető a vármegye.

### Határátkelők
- Hercegszántó – Béreg
- Bácsszentgyörgy – Hadikfalva
- Kunbaja – Bajmok
- Tompa – Kelebia

## Híres szülöttei
- Jelky András (Baja, 1738. április 20. – Buda, 1783. december 6.) szabó, kalandor, felfedező
- Kelemen László (Kecskemét, 1762. július 26. – Csanádpalota, 1814. december 24.) az első magyar színigazgató, színműíró
- Katona József (Kecskemét, 1791. november 11. – Kecskemét, 1830. április 16.) főügyész, drámaíró, a magyar drámairodalom kiemelkedő alakja
- Mészáros Lázár (Baja, 1796. február 20. – Titley, Anglia, 1858. november 16.) honvéd altábornagy, hadügyminiszter
- Gáspár András (Kecskemét, 1804. november 23. – Bihar, 1884. augusztus 5.) honvéd vezérőrnagy, politikus
- Petőfi Sándor (Kiskőrös, 1823. január 1. – Fehéregyháza környékén, 1849. július 31.) magyar költő, forradalmár, nemzeti hős, a magyar költészet egyik legismertebb és egyik legkiemelkedőbb alakja
- Türr István (Baja, 1825. augusztus 11. – Budapest, 1908. május 3.) szabadságharcos, olasz királyi altábornagy, az olasz 1848-as egységesítési harcok részese és a Korinthoszi-csatorna építésének egyik szervezője
- Ferenczy Ida (Kecskemét, 1839. április 7. – Bécs, 1928. június 28.) az „ereklyés hölgy”, Erzsébet császárné és királyné magyar bizalmasa és felolvasónője
- Bogár Imre (Bócsa, 1842. április 6. – Pest, 1862. július 19.) Magyarország talán leghírhedtebb lovas betyárja volt
- Thorma János (Kiskunhalas, 1870. április 24. – Nagybánya, 1937. december 5.) magyar festő, a nagybányai művésztelep alapítója
- Kecskeméti Ármin (Kecskemét, 1874. április 21. – Strasshof, 1944. július 15.) 1898-tól haláláig makói főrabbi, irodalomtörténész, történész, egyetemi tanár, Kecskeméti Lipót főrabbi testvére
- Kodály Zoltán (Kecskemét, 1882. december 16. – Budapest, 1967. március 6.) háromszoros Kossuth-díjas, valamint kiváló művész címmel kitüntetett magyar zeneszerző, zenetudós, zeneoktató, népzenekutató
- Meskó Zoltán (Baja, 1883. március 12. – Nagybaracska, 1959. június 10.) magyar katona, politikus, az első magyar Nyilaskeresztes Párt megalapítója
- Francia Kiss Mihály (Kecskemét, 1887. november 22. – Budapest, 1957. augusztus 13.) magyar katona, a Rongyos Gárda szervező parancsnoka és a magyar gerilla-hadviselés specialistája
- Braun Soma (Kecskemét, 1890. február 13. – Ukrajna, 1942. szeptember 2.) tanár, szociológus, műfordító, a szociáldemokrata munkásmozgalom teoretikusa
- Benedek Árpád (Kecskemét, 1925. március 1. – Budapest, 2008. április 8.) Jászai Mari-díjas magyar színész, rendező, műfordító, érdemes művész
- Polyák Imre (Kecskemét, 1932. április 16. – Budapest, 2010. november 15.) a Nemzet Sportolója címmel kitüntetett olimpiai bajnok kötöttfogású birkózó
- Fazekas Lajos (Kecskemét, 1939. augusztus 23. –) Balázs Béla-díjas magyar filmrendező, operatőr, érdemes művész
- feLugossy László (Kecskemét, 1947. június 25. –) Munkácsy-díjas magyar festő, performer, színész, rendező, író, forgatókönyvíró, énekes
- Sulyok Tamás (Kiskunfélegyháza, 1956. március 24. –) magyar jogász, 2014–2024 között az Alkotmánybíróság tagja, 2016–2024 között elnöke. 2024. március 5-től Magyarország köztársasági elnöke
- Alföldi Róbert (Kalocsa, 1967. november 22. –) Jászai Mari-díjas magyar színész, rendező, a Halhatatlanok Társulatának örökös tagja, 2008 és 2013 között a Nemzeti Színház igazgatója
- Borbás Mária (Bácsalmás, 1968. április 29. –) Prima Primissima díjas magyar televíziós műsorvezető-szerkesztő
- Bán János (írói nevei: Bán Mór, Kim Lancehagen) (Kecskemét, 1968. december 2. –) magyar fantasy- és sci-fi-író, újságíró. 2008-tól történelmi témájú könyveket is ír, legnépszerűbb regénysorozata a Hunyadi-ciklus
- Gyöngyösi Márton (Kecskemét, 1977. június 8. –) magyar közgazdász, politológus, politikus. 2019–2024 között európai parlamenti képviselő, 2022–2024 között a Jobbik elnöke
- Kunhalmi Ágnes (Kiskunmajsa, 1982. október 31. –) magyar politikus, 2014-től a Magyar Szocialista Párt országgyűlési képviselője, 2020-tól 2024-ig az MSZP társelnöke, a párt oktatáspolitikusa, a Társulás a Szociáldemokrata Értékekért Platform ügyvivője, 2014 és 2018 között a párt budapesti elnöke

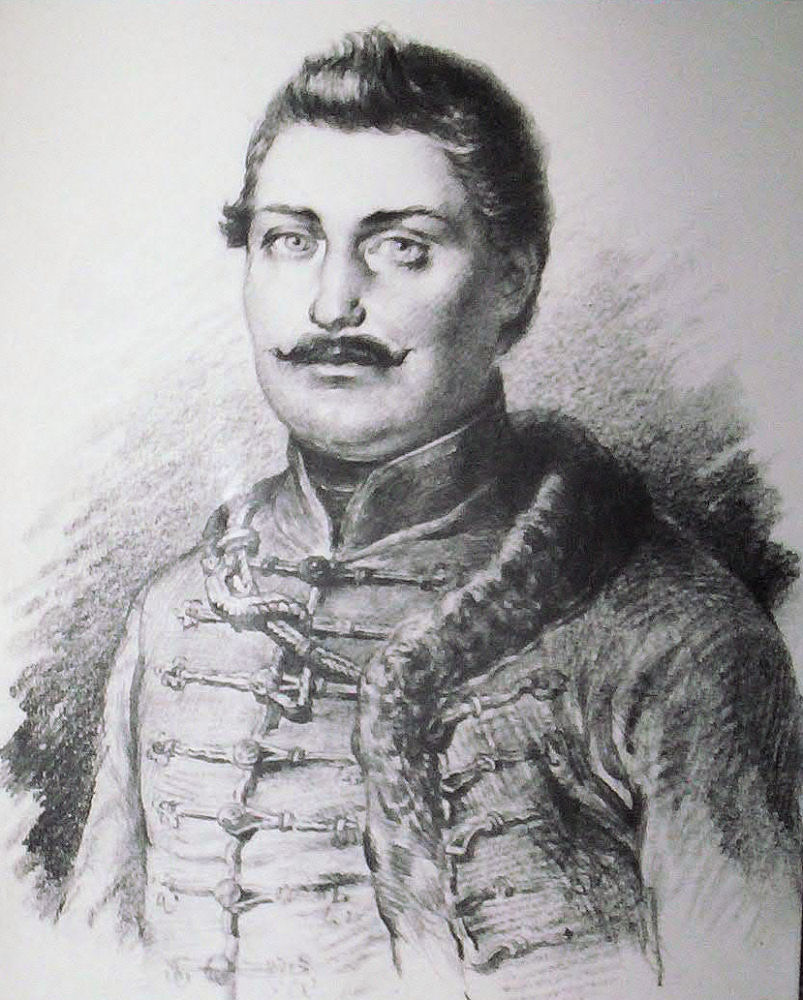
Katona József
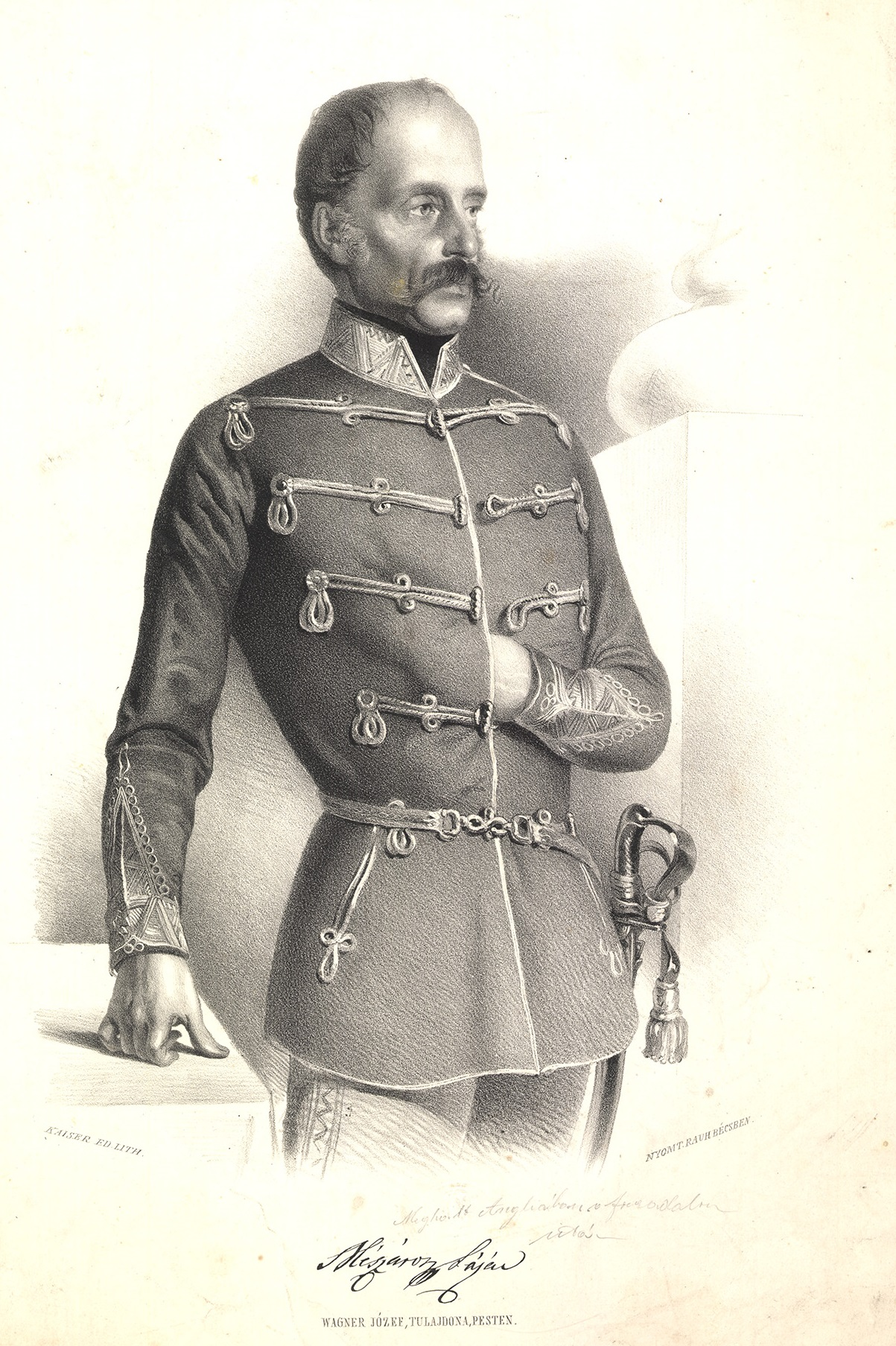
Mészáros Lázár
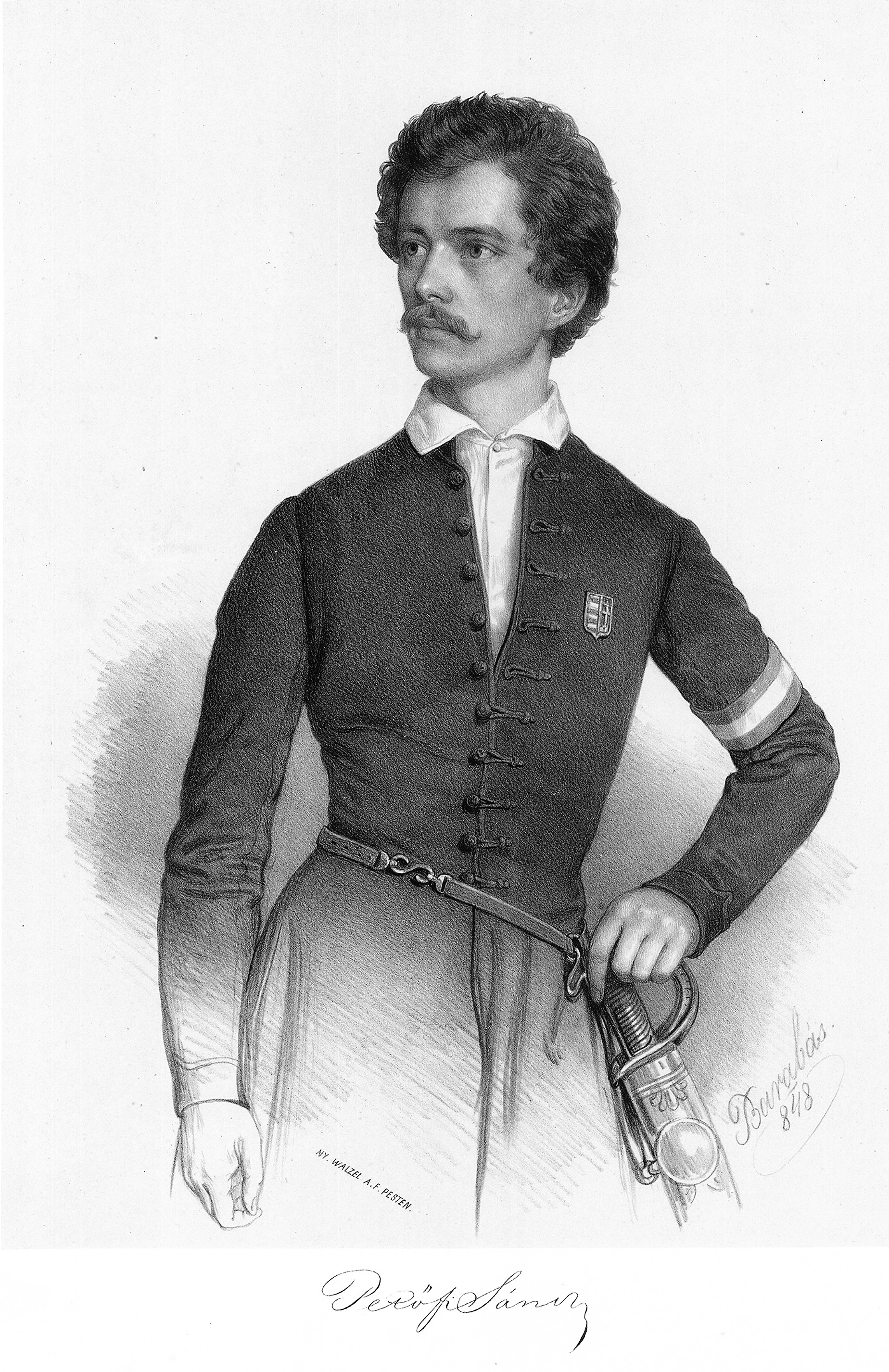
Petőfi Sándor
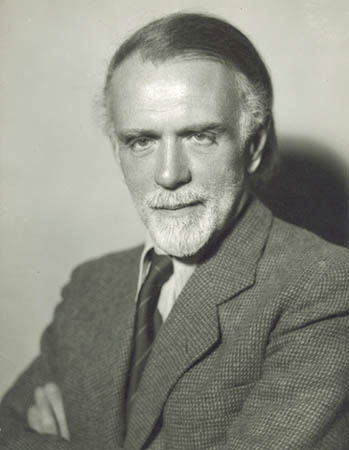
Kodály Zoltán
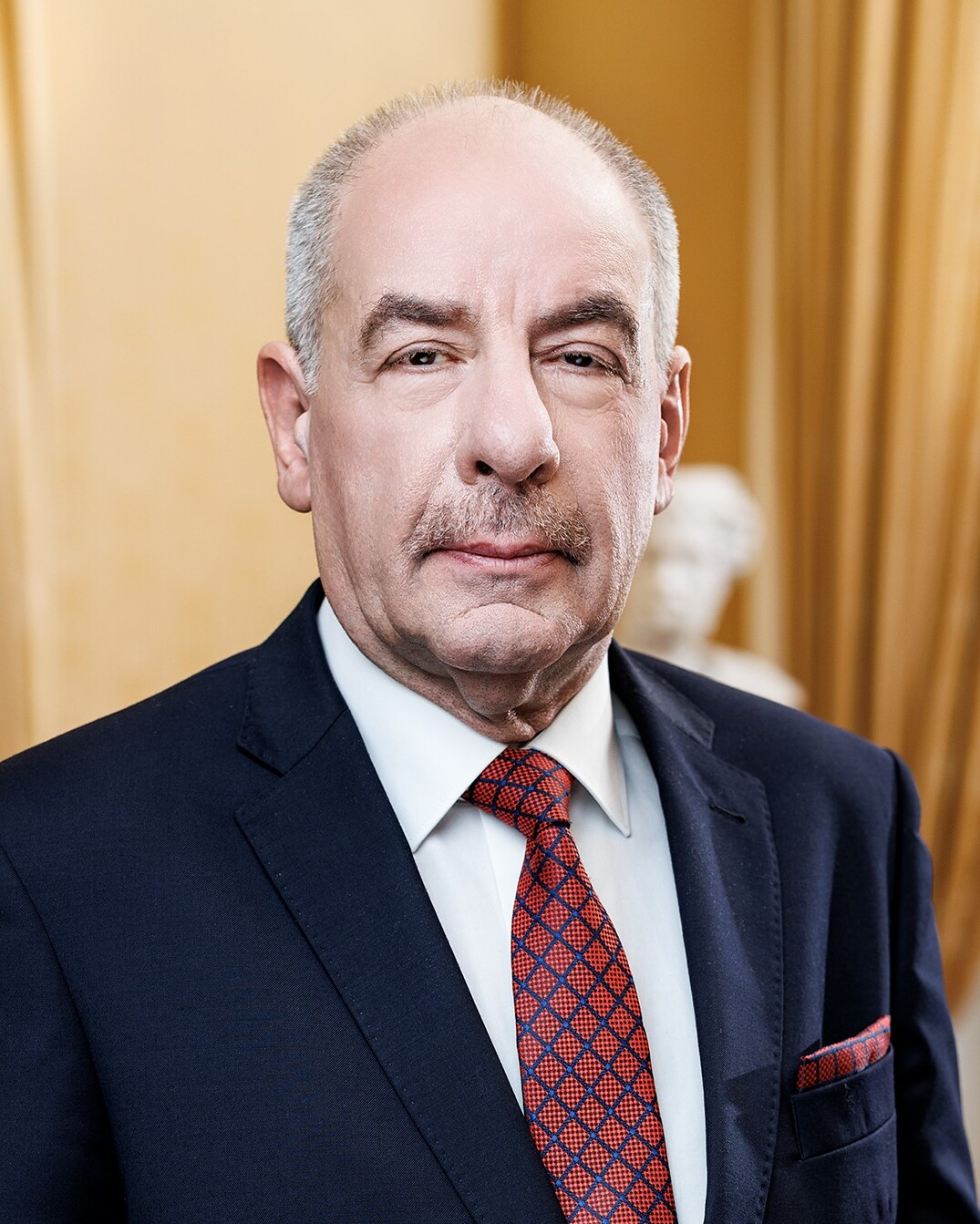
Sulyok Tamás

## Kultúra
A vármegye több, jól elkülöníthető tájegységet foglal magában, melyek kulturális hagyományai rendkívül sokszínűek és eltérőek. Legdélebbi települései az Észak-Bácska térségéhez tartoznak, ahol a délszláv, főként horvát (bunyevác, sokác) és szerb (rác) hagyományok erőteljesen jelen vannak. A térség kulturális központja Baja, de jelentős értéket képviselnek azok a települések is, mint Szeremle, Bácsalmás, Felsőszentiván, Hercegszántó és Gara, ahol a hagyományos népszokások ma is élnek. A megye déli részén szinte minden településen jellemző a bunyevác és rác préló ünneplése, amely az év első hónapjaiban zajlik.
A Kalocsai-Sárköz központja Kalocsa, amely nemcsak barokk város, hanem érseki székhely is. A térségre jellemző sajátos színezetű és gazdag motívumvilágú népművészet leginkább a kalocsai hímzésben és pingálásban mutatkozik meg.
Számos Kalocsai Sárközben található település, mint Nemesnádudvar, Császártöltés, Hajós és Harta, sváb gyökerekkel rendelkezik. Ezeken a helyeken a mai napig aktívan ápolják azt a kulturális örökséget, amelyet a 18. században hoztak magukkal a német ajkú betelepülők.
A vármegye szlovák lakta települései közül Kiskőrös és Miske különösen kiemelkednek, hiszen mindmáig őrzik népviseletüket, táncaikat és kulturális szokásaikat.
Bács-Kiskun legnagyobb néprajzi tájegysége a Kiskunság, melynek kulturális és gazdasági központja a megyeszékhely, Kecskemét. Emellett Kiskunfélegyháza és Kiskunhalas is meghatározó szerepet tölt be a térség életében. A Kiskunság népművészeti motívumkincse és népviseletének díszítettsége kevésbé gazdag, azonban táncai rendkívül erőteljesek, amely a pásztorkodó életmód hatásának köszönhető.
Kecskemétet Katona József és Kodály Zoltán városaként tartják számon, míg Kiskőrös a Petőfi Szülőház és Emlékmúzeum révén ápolja Petőfi Sándor örökségét. Kiskunfélegyháza pedig Móra Ferenc írói munkássága előtt tiszteleg emlékművével és hagyatékának ápolásával.
Lásd:
- Bács-Kiskun vármegyei múzeumok listája
- Bács-Kiskun vármegyei kulturális programok listája

### Turizmus
A megye turisztikai vonzerejét a végtelen alföldi táj, a háborítatlan természet és a városok műemlékei jelentik. Különösen népszerűek a vízparti nyaralóhelyek: a Tisza Tiszakécskénél és a Duna Tasstól az országhatárig. Az utóbbi időben a turisták a tanyákra is felfigyeltek, ahol a legendás pusztai romantikát és a természet közelségét élvezhetik.
A megye nevezetességei a kalocsai fűszerpaprika, a bajai halászlé, a kalocsai hímzés, a kiskunhalasi csipke
és a kecskeméti fütyülős barackpálinka.
Gyógyfürdők a megyében:
- Jona Thermál Gyógyfürdő - Kiskunmajsa[36]
- Kiskunfélegyháza Városi Strand és Uszoda - Kiskunfélegyháza [37]
- Csajda Uszoda és Gyógyfürdő - Kalocsa [38]
- Kiskőrös város Gyógy- és Strandfürdő - Kiskőrös [39]
- Halasthermál Termálfürdő, Uszoda, Strand és Kemping - Kiskunhalas [40]

Lásd még:
- Bács-Kiskun vármegye turisztikai látnivalóinak listája
- Bács-Kiskun vármegye kastélyainak és kúriáinak listája
- Dél-Alföld turisztikai régió

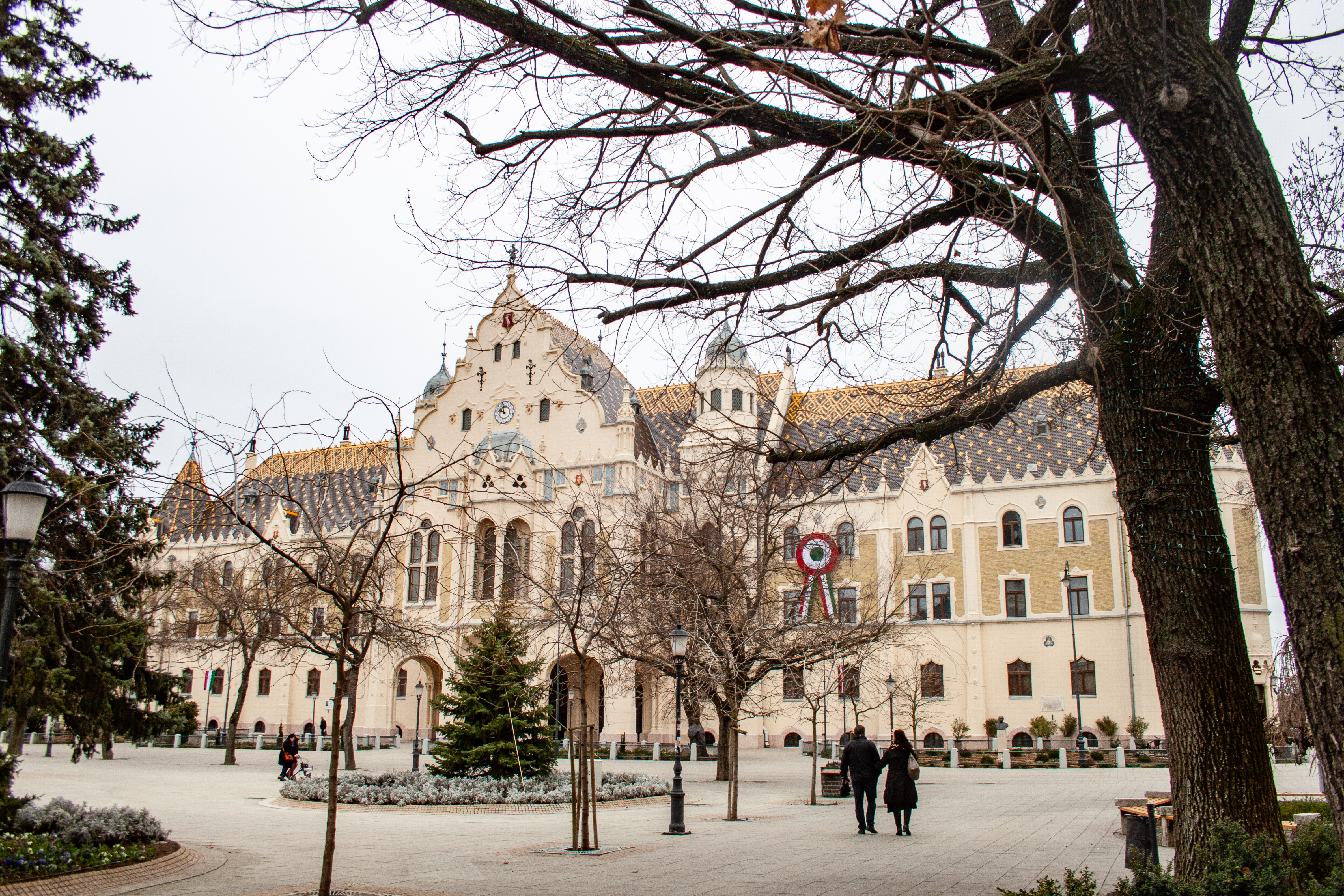
Kecskemét, a vármegyeszékhely
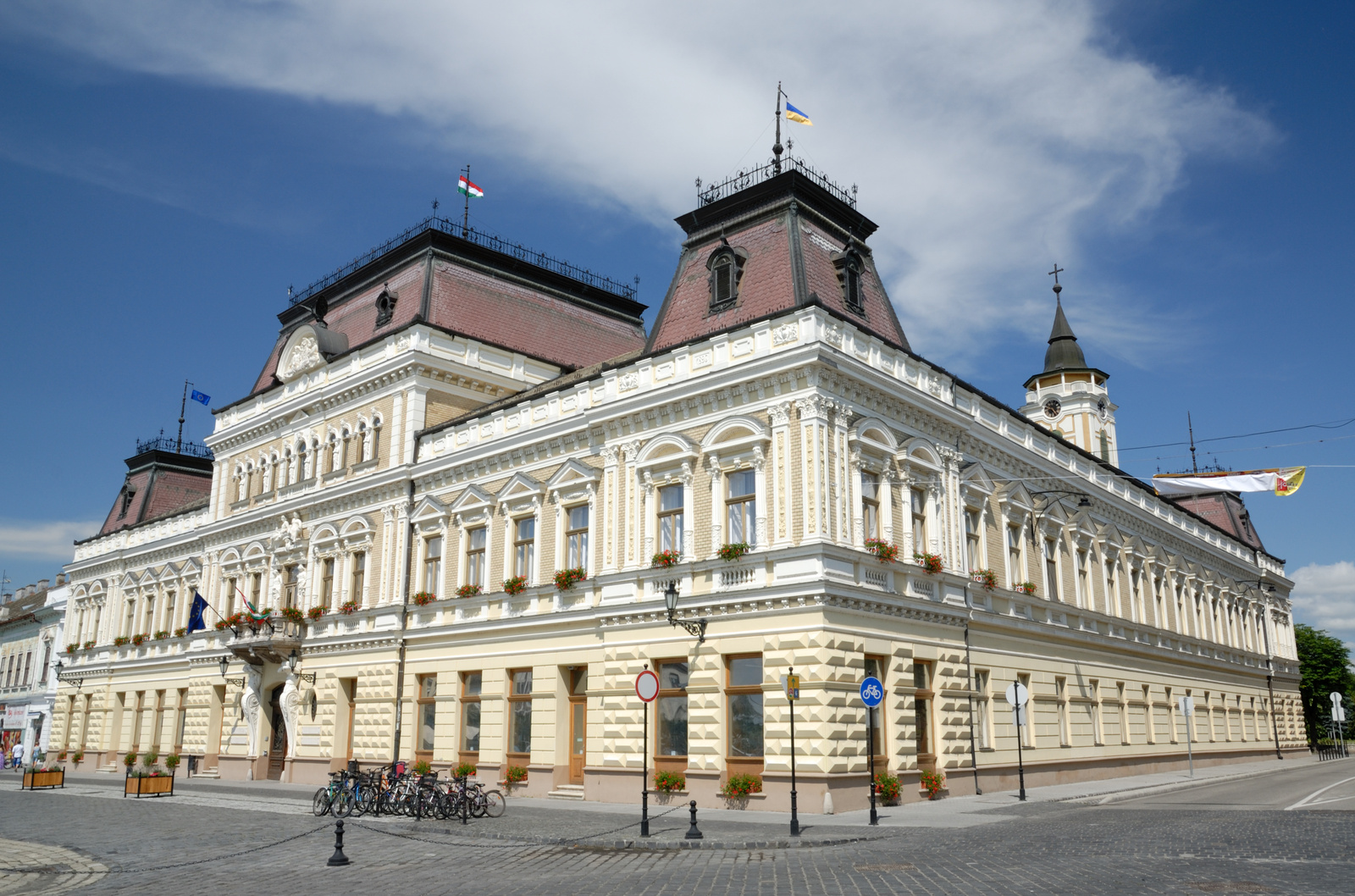
Bajai városháza, az egykori Grassalkovich-kastély
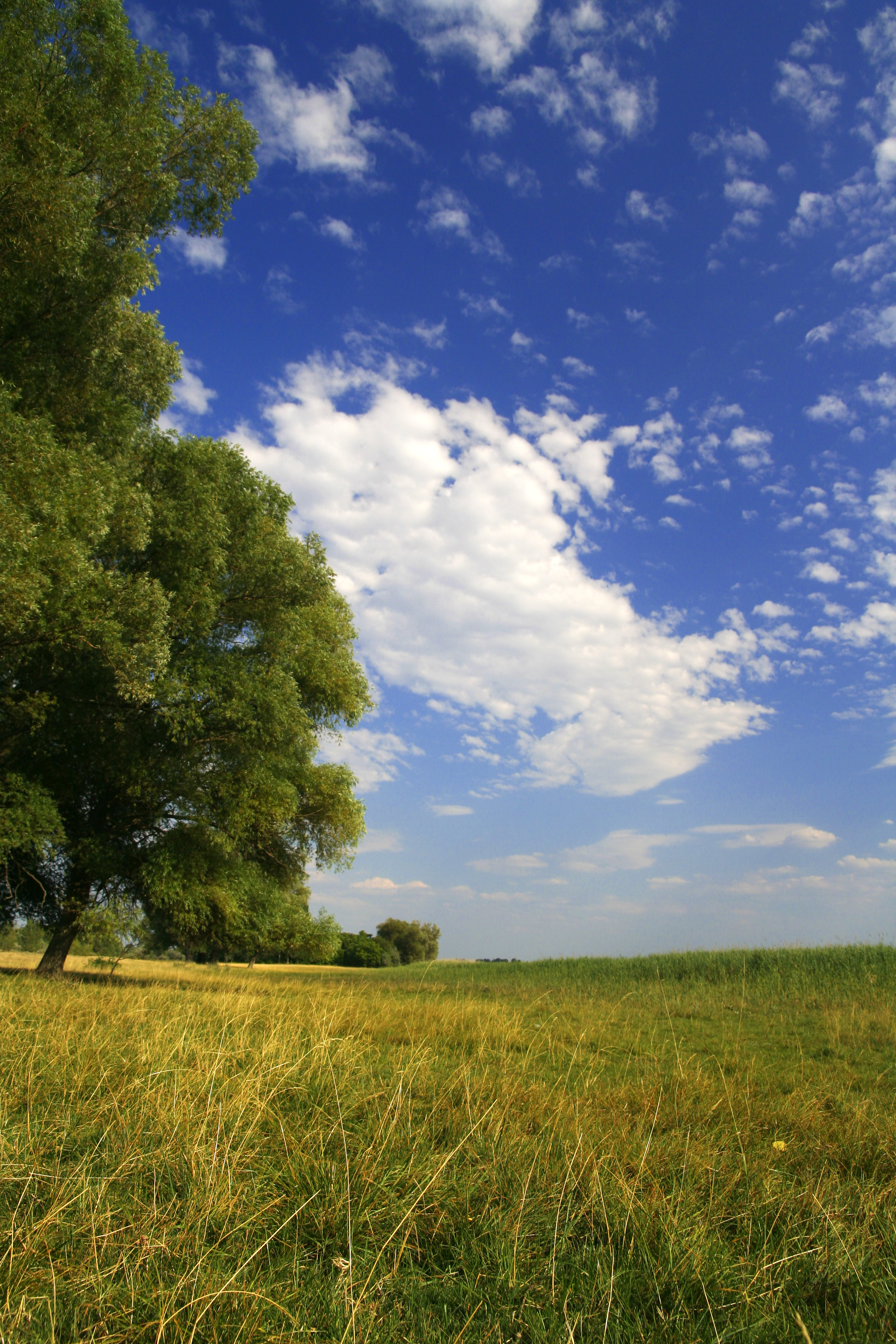
Kiskunsági Nemzeti Park
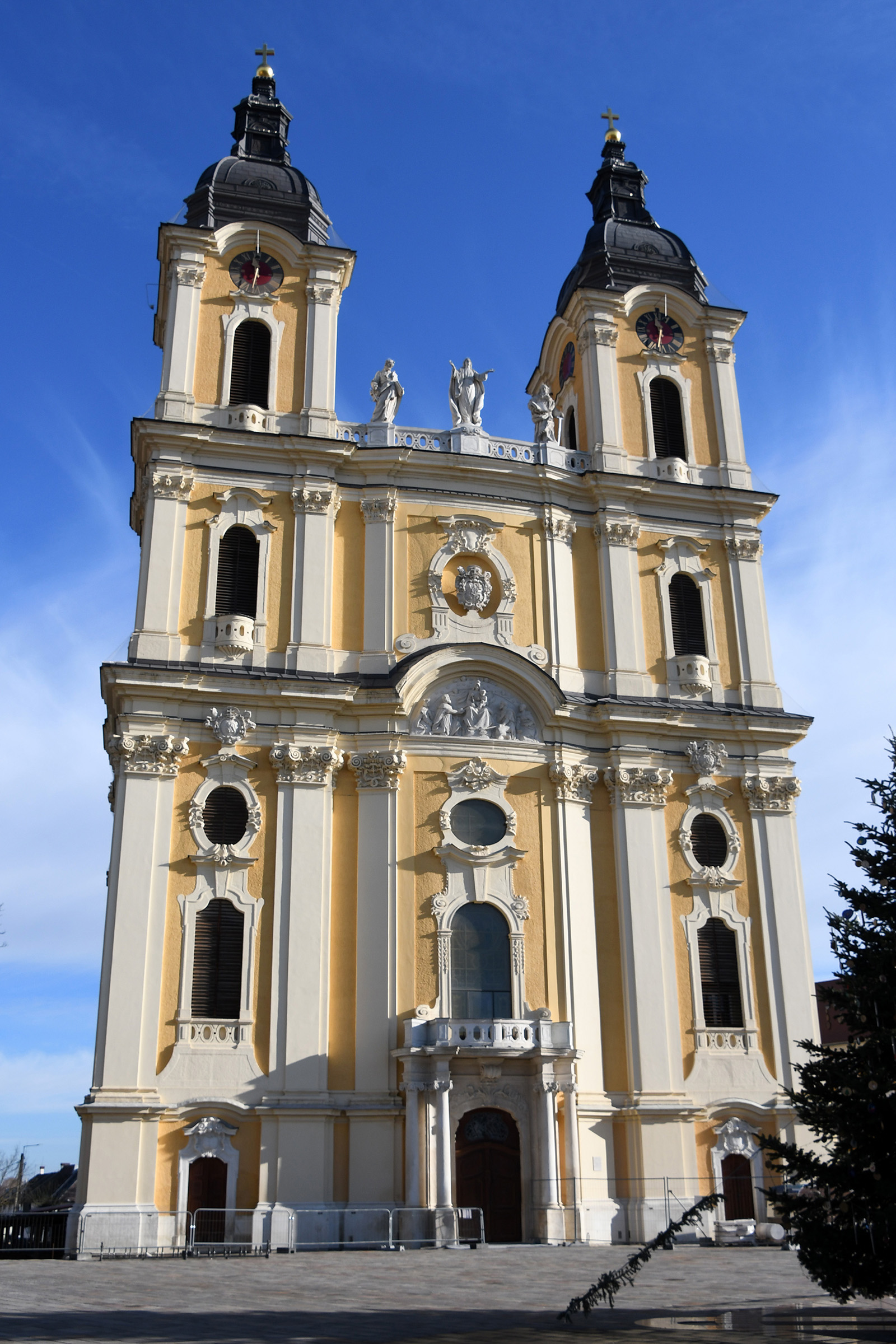
Kalocsai érseki katedrális
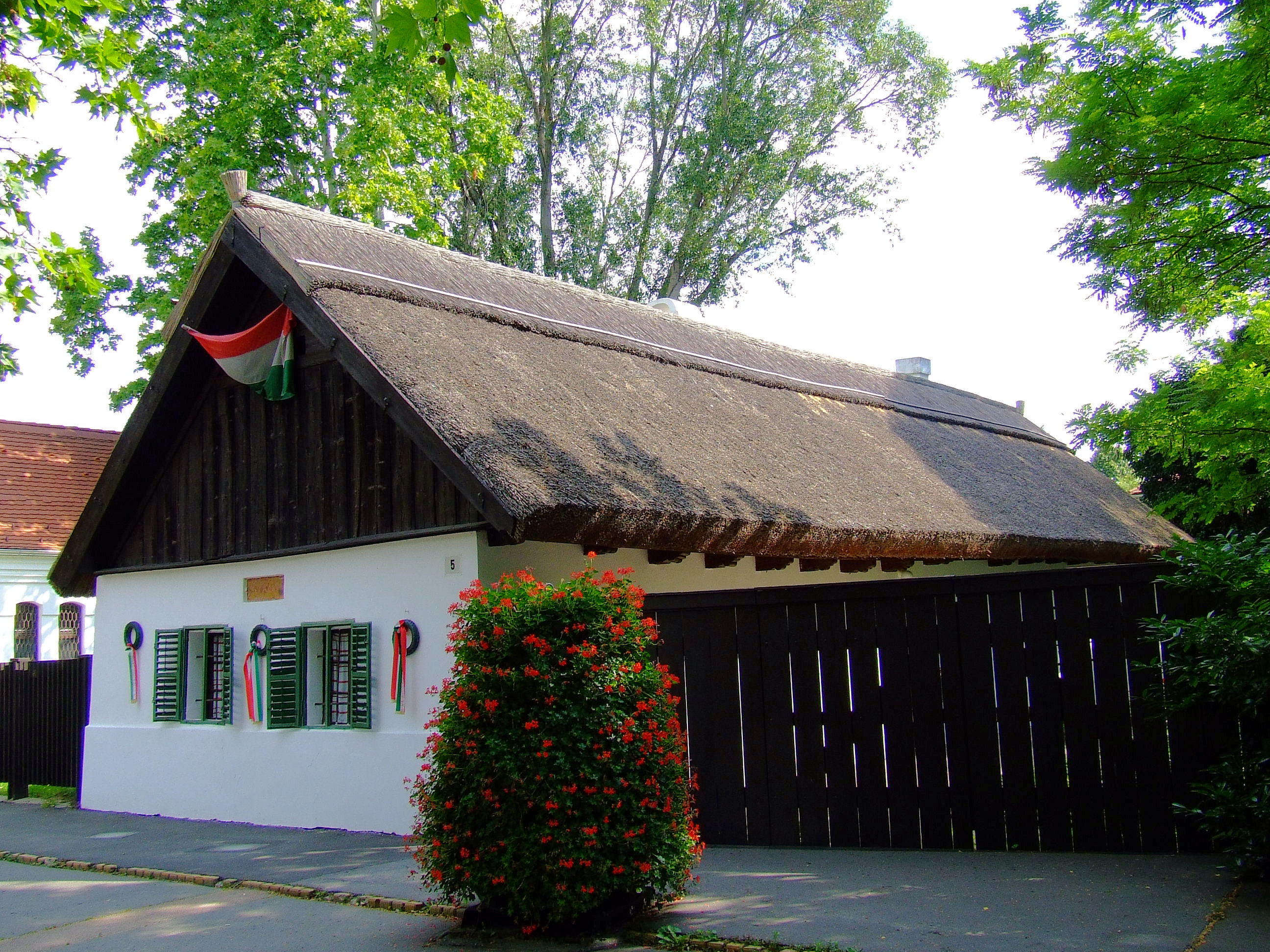
Petőfi Sándor szülőháza Kiskőrösön
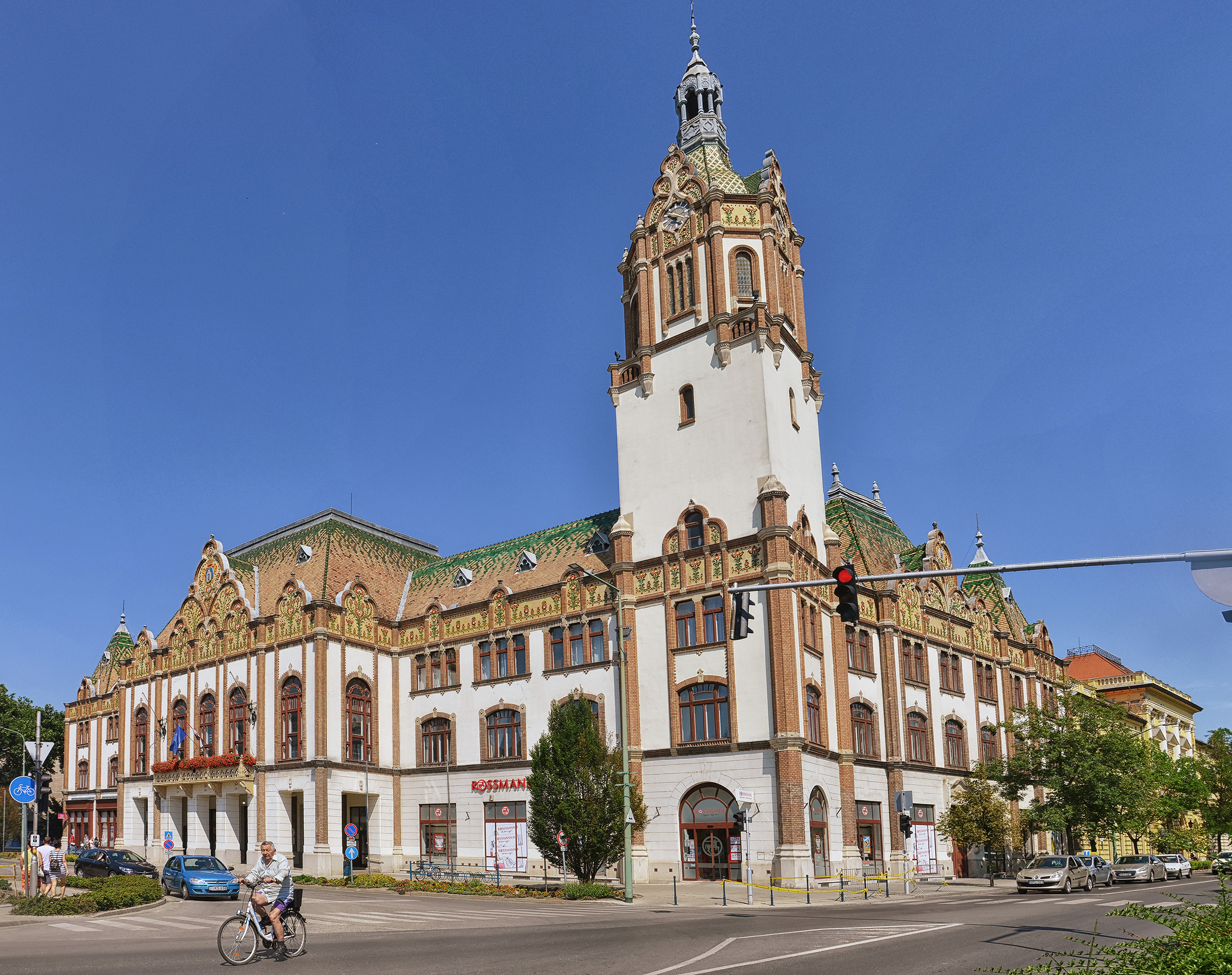
A városháza épülete Kiskunfélegyházán
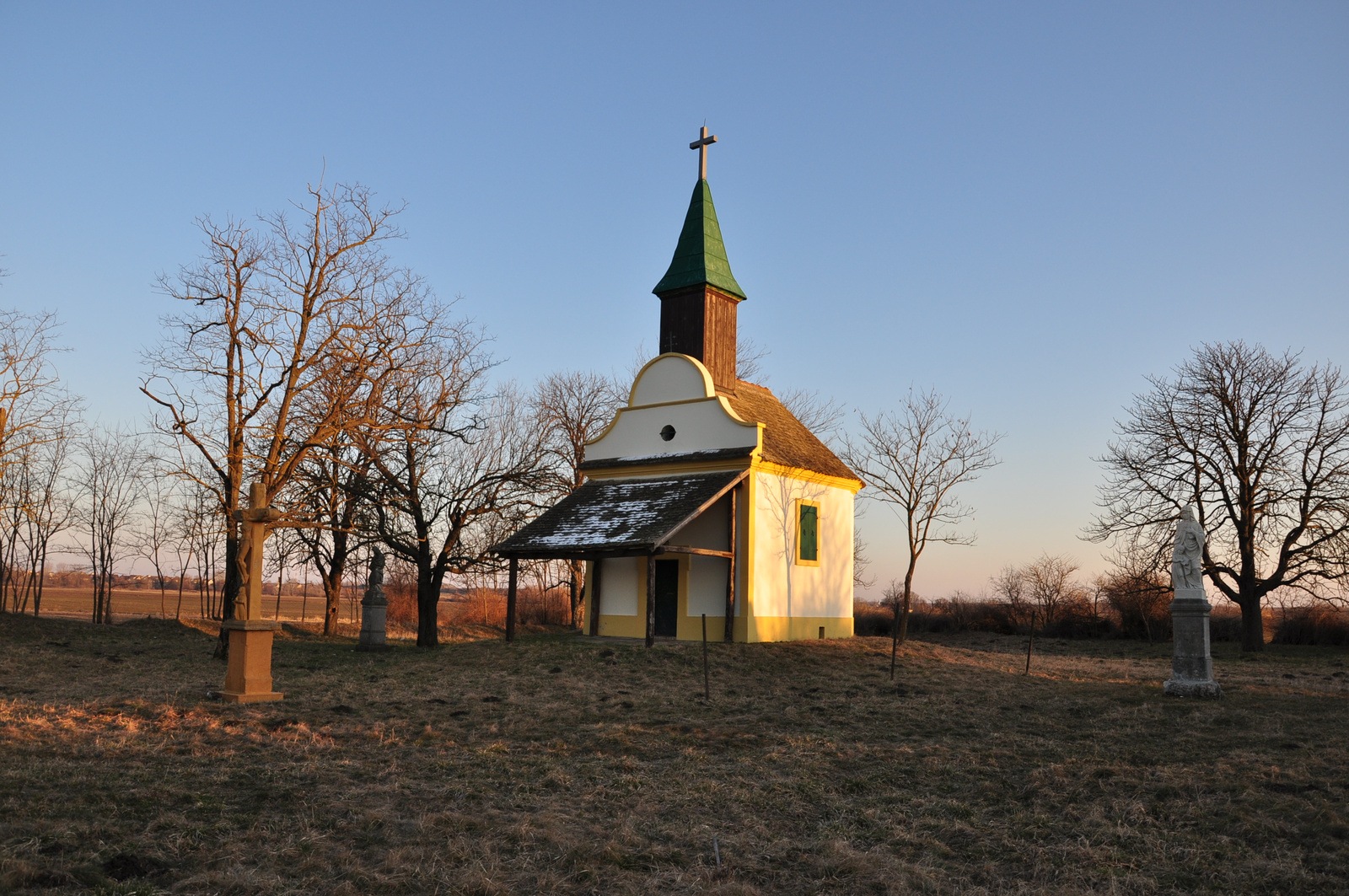
Szent Anna-kápolna Sükösdön
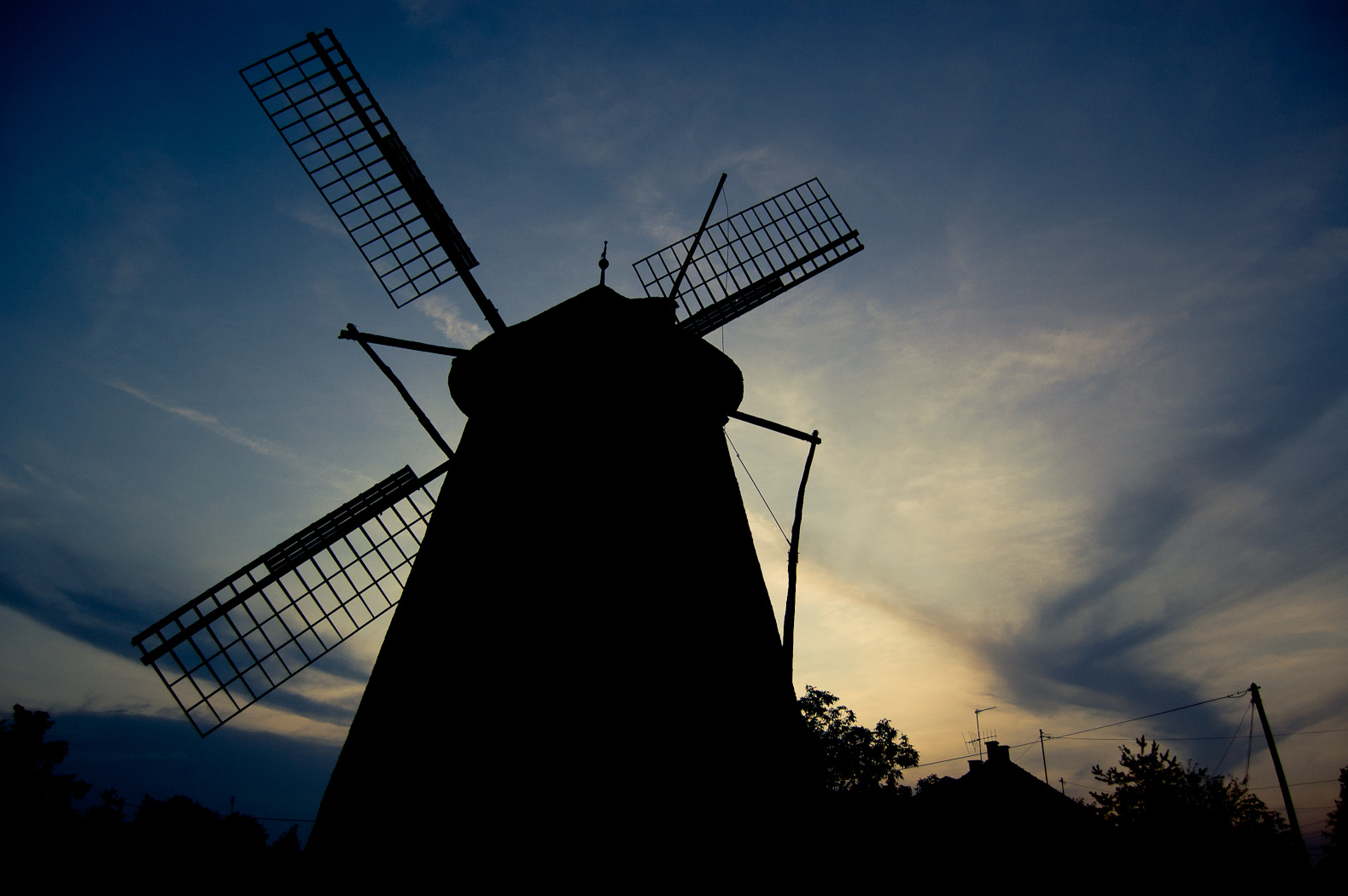
Szélmalom Kiskunhalason

## Települései
A megye az ország 4. legnagyobb lélekszámú megyéje, ország leggyérebben lakott megyéje. Bács-Kiskun megye településszerkezete alföldi jellegű, jellemző a kevés, nagy lélekszámú és kiterjedésű község, valamint a tanyák. A települések egyenletesen, szétszórtan helyezkednek el a megyén belül. A megyében 2022 elején 22 város (közülük Kecskemét és Baja megyei jogú város) és 97 község (közülük 9 nagyközség) volt.

### Városok
| Sorszám | Település        | Lakónépesség (2019.01.01)      | Járás                  |
| ------- | ---------------- | ------------------------------ | ---------------------- |
| 1.      | Kecskemét        | 109 450 fő (2024. jan. 1.) +/- | Kecskeméti járás       |
| 2.      | Baja             | 32 759 fő (2024. jan. 1.) +/-  | Bajai járás            |
| 3.      | Kiskunfélegyháza | 28 562 fő (2024. jan. 1.) +/-  | Kiskunfélegyházi járás |
| 4.      | Kiskunhalas      | 26 009 fő (2024. jan. 1.) +/-  | Kiskunhalasi járás     |
| 5.      | Kalocsa          | 14 433 fő (2024. jan. 1.) +/-  | Kalocsai járás         |
| 6.      | Kiskőrös         | 13 173 fő (2024. jan. 1.) +/-  | Kiskőrösi járás        |
| 7.      | Tiszakécske      | 11 690 fő (2024. jan. 1.) +/-  | Tiszakécskei járás     |
| 8.      | Lajosmizse       | 11 659 fő (2024. jan. 1.) +/-  | Kecskeméti járás       |
| 9.      | Kiskunmajsa      | 11 127 fő (2024. jan. 1.) +/-  | Kiskunmajsai járás     |
| 10.     | Kunszentmiklós   | 8110 fő (2024. jan. 1.) +/-    | Kunszentmiklósi járás  |
| 11.     | Jánoshalma       | 7997 fő (2024. jan. 1.) +/-    | Jánoshalmai járás      |
| 12.     | Kecel            | 7907 fő (2024. jan. 1.) +/-    | Kiskőrösi járás        |
| 13.     | Soltvadkert      | 6913 fő (2024. jan. 1.) +/-    | Kiskőrösi járás        |
| 14.     | Kerekegyháza     | 6451 fő (2024. jan. 1.) +/-    | Kecskeméti járás       |
| 15.     | Bácsalmás        | 6042 fő (2024. jan. 1.) +/-    | Bácsalmási járás       |
| 16.     | Szabadszállás    | 5955 fő (2024. jan. 1.) +/-    | Kunszentmiklósi járás  |
| 17.     | Solt             | 5874 fő (2024. jan. 1.) +/-    | Kalocsai járás         |
| 18.     | Izsák            | 5488 fő (2024. jan. 1.) +/-    | Kiskőrösi járás        |
| 19.     | Mélykút          | 4602 fő (2024. jan. 1.) +/-    | Jánoshalmai járás      |
| 20.     | Tompa            | 3932 fő (2024. jan. 1.) +/-    | Kiskunhalasi járás     |
| 21.     | Dunavecse        | 3878 fő (2024. jan. 1.) +/-    | Kunszentmiklósi járás  |
| 22.     | Hajós            | 2700 fő (2024. jan. 1.) +/-    | Kalocsai járás         |

### Községek, nagyközségek
| - Ágasegyháza - Akasztó - Apostag - Bácsbokod* - Bácsborsód - Bácsszentgyörgy - Bácsszőlős - Ballószög - Balotaszállás - Bátmonostor - Bátya - Bócsa - Borota - Bugac* - Bugacpusztaháza - Császártöltés - Csátalja - Csávoly - Csengőd - Csikéria | - Csólyospálos - Dávod - Drágszél - Dunaegyháza - Dunafalva - Dunapataj* - Dunaszentbenedek - Dunatetétlen - Dusnok - Érsekcsanád - Érsekhalma - Fajsz - Felsőlajos - Felsőszentiván - Foktő - Fülöpháza - Fülöpjakab - Fülöpszállás - Gara - Gátér | - Géderlak - Harkakötöny - Harta* - Helvécia* - Hercegszántó - Homokmégy - Imrehegy - Jakabszállás - Jászszentlászló - Kaskantyú - Katymár - Kelebia - Kéleshalom - Kisszállás - Kömpöc - Kunadacs - Kunbaja - Kunbaracs - Kunfehértó | - Kunpeszér - Kunszállás - Lakitelek* - Ladánybene - Madaras - Mátételke - Miske - Móricgát - Nagybaracska - Nemesnádudvar - Nyárlőrinc - Ordas - Orgovány - Öregcsertő - Páhi - Pálmonostora - Petőfiszállás - Pirtó - Rém | - Soltszentimre - Sükösd* - Szakmár - Szalkszentmárton - Szank - Szentkirály - Szeremle - Tabdi - Tass - Tataháza - Tázlár - Tiszaalpár* - Tiszaug - Uszód - Újsolt - Újtelek - Városföld - Vaskút* - Zsana |

(*) Megjegyzés: nagyközség